# Église Saint-Pierre de Béthisy-Saint-Pierre
Pour les articles homonymes, voir Église Saint-Pierre.
L'église Saint-Pierre est une église catholique paroissiale située à Béthisy-Saint-Pierre, en France. C'est un édifice vaste et complexe de style essentiellement roman tardif et gothique primitif, dont les parties orientales ont été plusieurs fois remaniées. À la dernière période romane appartiennent la nef, les bas-côtés, la plus grande partie du chœur et la chapelle latérale sud transformée en sacristie. Les bas-côtés et les grandes arcades de la nef sont les parties les parties les plus anciennes  restées authentiques. Ici se rencontrent des tendances archaïques et innovateurs, avec d'une part, des piliers carrés et des arcades en plein cintre, sans le moindre chapiteau, et d'autre part, des voûtes d'ogives d'école lombarde. Aucune autre église du Valois possède des bas-côtés comparables. La nef a été très lourdement restaurée à la fin du XIXe siècle, soit avant le classement au monuments historiques par arrêté du 7 mai 1913, dont elle a été exclue. Les parties hautes ont donc été dénaturées, mais le plan et l'élévation d'origine sont néanmoins conservés. Le chœur est tout aussi singulier que les bas-côtés, car bien plus bas et moins large que la nef, alors que la construction des deux parties respectives n'est espacée que de quelques années. Pour la dernière fois dans le département de l'Oise, un chœur a ici été vouté en berceau et en cul-de-four. La qualité de la sculpture des chapiteaux est saluée par plusieurs auteurs. Un autre élément remarquable de l'église est le portail occidental du premier quart du XIIIe siècle, flanqué par deux groupes de quatre colonnettes supportant une quadruple archivolte torique ; or, ce portail est dissimulé sous un porche en pierre du XIVe siècle, lui aussi exclu du classement. La silhouette de l'église est dominée par un clocher gothique flamboyant, dont la flèche atteint une hauteur de 48 m. Deux chapelles au sud de la nef sont du même style. Riche en histoire, l'église Saint-Pierre garde toute sa place dans la vie du village, et elle a le privilège d'accueillir des messes chaque dimanche à 10h15 et fait partie de la Paroisse de la Vallée de l'Automne.

## Localisation

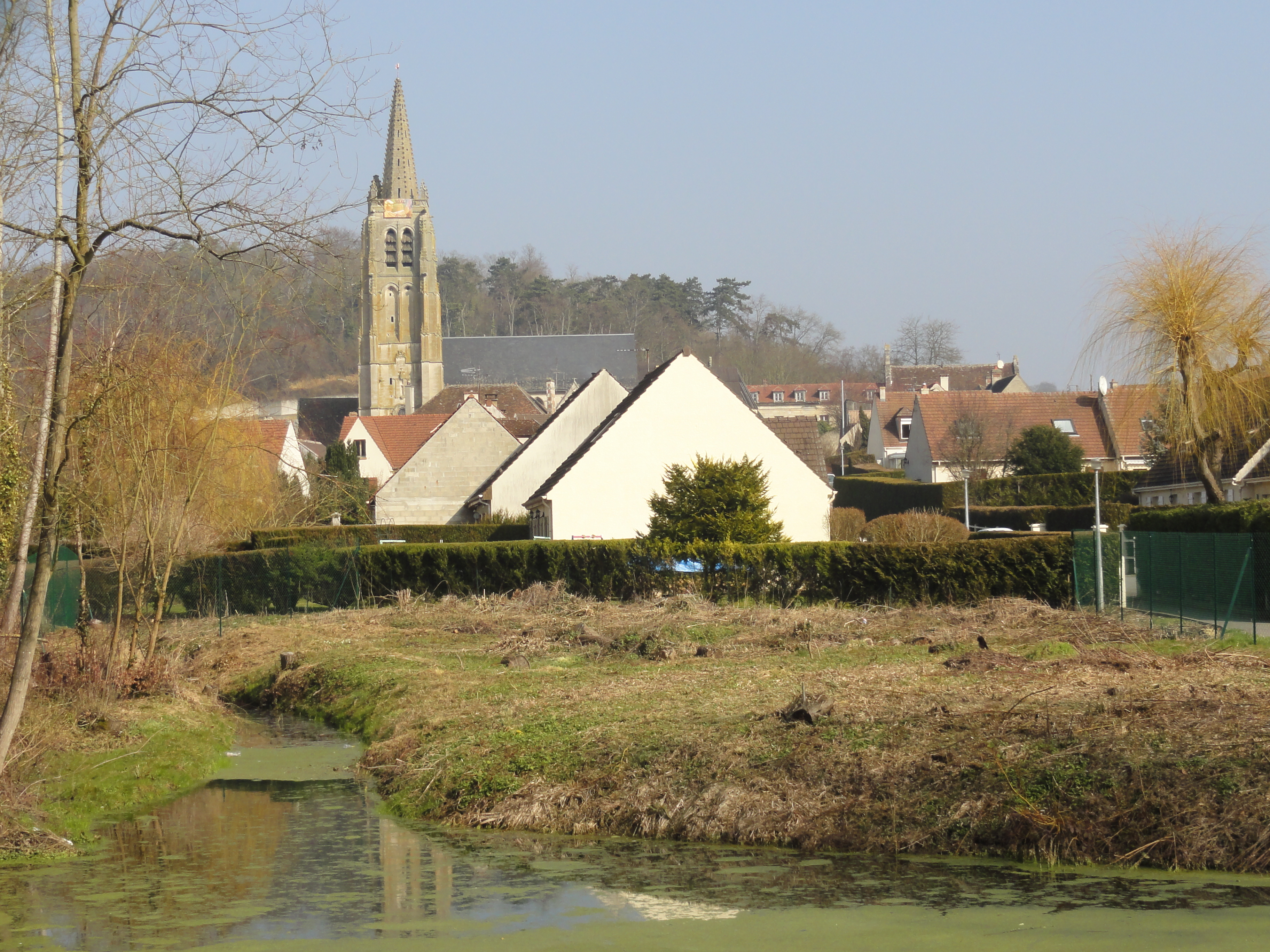
Vue sur l'église depuis le parc municipal.

L'église est située en France, en région Hauts-de-France et dans le département de l'Oise, dans le Valois et la vallée de l'Automne, sur la commune de Béthisy-Saint-Pierre, rue Jean-Jaurès. Cette position correspond à la limite nord-est du village ancien. L'élévation méridionale de l'église, qui regarde en réalité vers le sud-ouest, est alignée sur la rue. Elle la domine légèrement, et l'on y accède par un petit escalier ou un chemin en pente. Pas toute l'élévation méridionale n'est visible depuis le domaine public : l'ancienne chapelle latérale sud du chœur donne sur une propriété privée entourée de hauts murs, tout comme par ailleurs l'ensemble du chevet. Cette propriété est l'ancien prieuré, autrefois « grande chambrerie », inscrite monument historique par arrêté du 13 octobre 1998, y compris la clôture, le portail, l'élévation, le logis, le sous-sol, la chapelle, le temple de jardin, le jardin et le site archéologique. L'ancienne chapelle du prieuré est visible depuis la rue Esmery, et à l'angle des rues Jean-Jaurès, l'on voit déjà le grand portail de style classique. — L'on peut contourner l'église par l'ouest, où un étroit passage reste libre entre le porche de l'église et la maison voisine. Le passage donne accès au cimetière, établi sur un vaste terrain en pente dominant l'église. Un mur de soutènement délimite le cimetière vis-à-vis de l'élévation septentrionale de l'église, et s'approche de si près de son bas-côté nord qu'il crée un genre d'étroit fossé humide. Ce bas-côté et la chapelle latérale nord du chœur avec sa salle médiévale à l'étage sont ainsi mal visibles, et plongés dans une ombre constante.

## Historique

### L'histoire de la paroisse
Béthisy-Saint-Pierre et Béthisy-Saint-Martin formaient au Moyen Âge une communauté unique appelée simplement Béthisy, avec les deux paroisses de Saint-Martin et de Saint-Pierre. Même si Saint-Pierre dépasse en importance Saint-Martin, l'on suppose que le noyau historique de Béthisy se situe du côté de Saint-Martin, placé sur le trajet d'une voie romaine. Saint-Pierre n'est au départ qu'une ferme du fisc dans le domaine royal, que Charles le Chauve donne à l'abbaye Notre-Dame de Morienval en 907, au moins en partie. Le même roi donne les deux églises à l'abbaye bénédictine Saint-Crespin-le-Grand de Soissons. Ceci ne prouve pas que les deux paroisses existent déjà ; il n'y a peut-être qu'une au moment de la donation, car l'érection d'une chapelle en paroisse coïncide souvent avec ces donations. En 1026, la reine Constance d'Arles usurpe une partie des terres que possède l'abbaye Saint-Crespin à Béthisy, et y fait construire un château pour son fils Robert Ier de Bourgogne. Ce château devient vers 1040 le siège de la juridiction auparavant sise à Verberie, et Béthisy-Saint-Pierre devient le siège de la châtellenie de Béthisy-Verberie. Elle est remplacée en 1703 par la création du prévôté royal de Verberie.
Ce contexte historique est important pour comprendre que Béthisy-Saint-Pierre devient une localité d'une certaine importance au XIIe siècle, sans jamais devenir une ville proprement dite, et bénéficie ainsi d'une église paroissiale dont les dimensions dépassent celles de toutes les autres églises aux alentours. Aussi, Béthisy-Saint-Pierre a possédé une seconde église (tout comme Verberie) : c'est la collégiale Saint-Adrien dans le périmètre du château, consacrée le 25 mai 1060 par Heddo, évêque de Soissons. Un autre établissement religieux est fondé en 1123 près de l'église Saint-Pierre par Lisiard de Crépy, évêque de Soissons. C'est un prieuré de l'abbaye Saint-Crépin-le-Grand, dont les moines assurent désormais le service paroissial de l'église. Le prieur est en même temps chambrier de l'abbaye. Au XVIe siècle, il n'y a plus de religieux sur place. L'abbaye Saint-Crépin emploie un vicaire perpétuel pour assurer le service paroissial, qui hérite du titre du chambrier, mais qui officiellement n'a pas le droit de se qualifier de curé, car c'est l'abbaye elle-même qui se considère comme curé. Par simplification on dit que l'abbaye nomme à la cure de  Béthisy-Saint-Pierre, mais en réalité, elle engage des vicaires, que les habitants considèrent bien entendu comme leur curé. Cette situation reste inchangée jusqu'à la fin de l'Ancien Régime, et Béthisy-Saint-Pierre fait partie de l'archidiaconé de la Rivière et du diocèse de Soissons jusqu'à la Révolution française.
Depuis le rétablissement du diocèse de Beauvais en 1822, la paroisse de Béthisy-Saint-Pierre en fait partie. Le territoire de la paroisse s'agrandit avec l'annexion des paroisses d'Orrouy et de Béthisy-Saint-Martin, puis avec la paroisse de Saintines en 1990, qui avait elle-même absorbé les paroisses de Néry (1930), Gilocourt (1935) et Saint-Sauveur (1947). Elle perd son indépendance en 1996, quand les quarante-cinq paroisses actuelles sont définies. L'Abbé  Jean  Joly  (1910 -  2003) a été curé de la paroisse de juillet 1950 jusqu' au mois d' aout 1990  Le dernier curé de Béthisy-Saint-Pierre est le père Jacques Monfort. Depuis lors, Béthisy-Saint-Pierre fait partie de la paroisse de Verberie, dont le vaste territoire n'est desservi que par un unique prêtre, le curé de Verberie. Des messes dominicales continuent d'être assurées tous les dimanches à 10 h 15.

### Les campagnes de construction de l'église

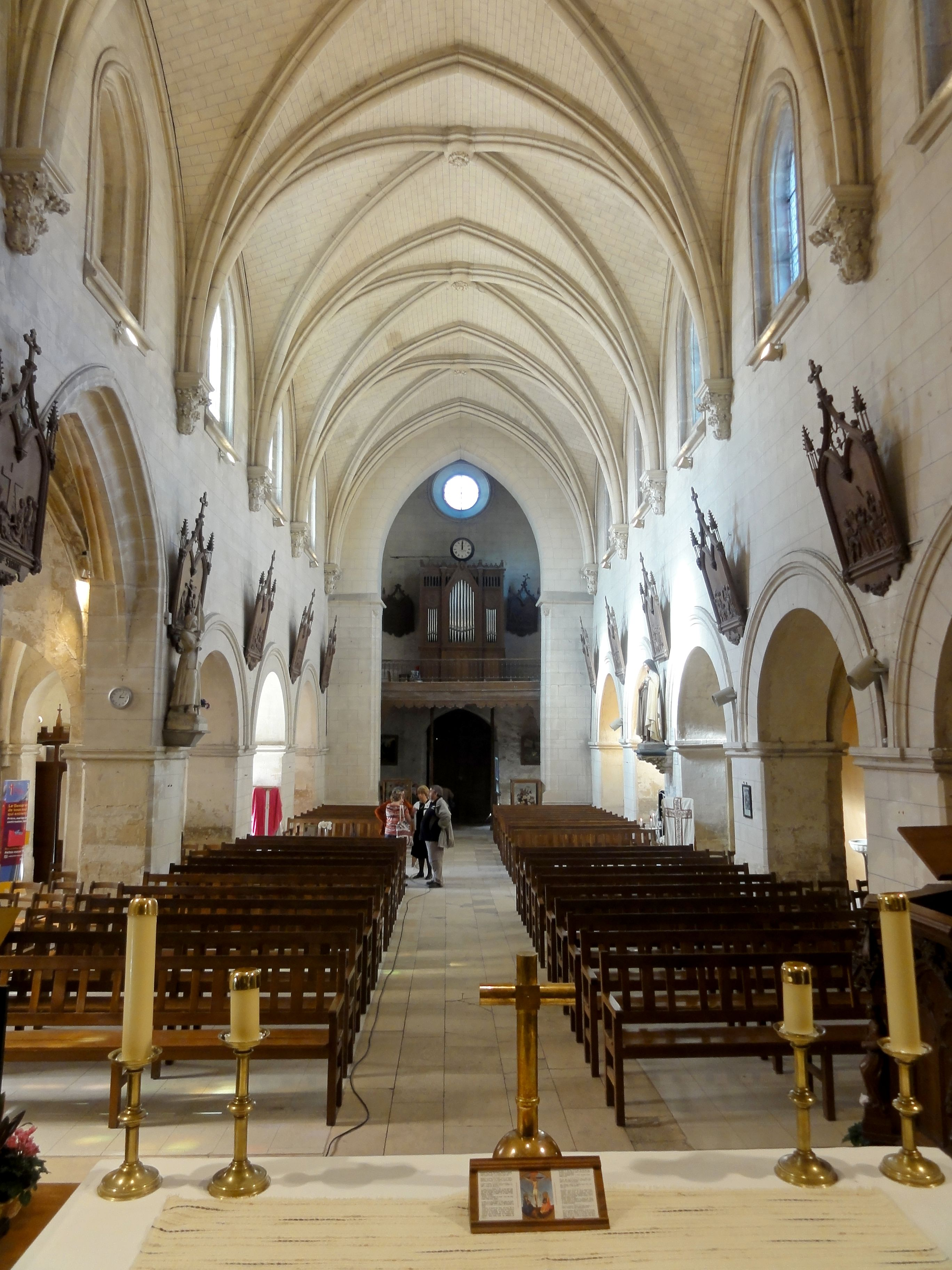
Nef, vue depuis le sanctuaire.

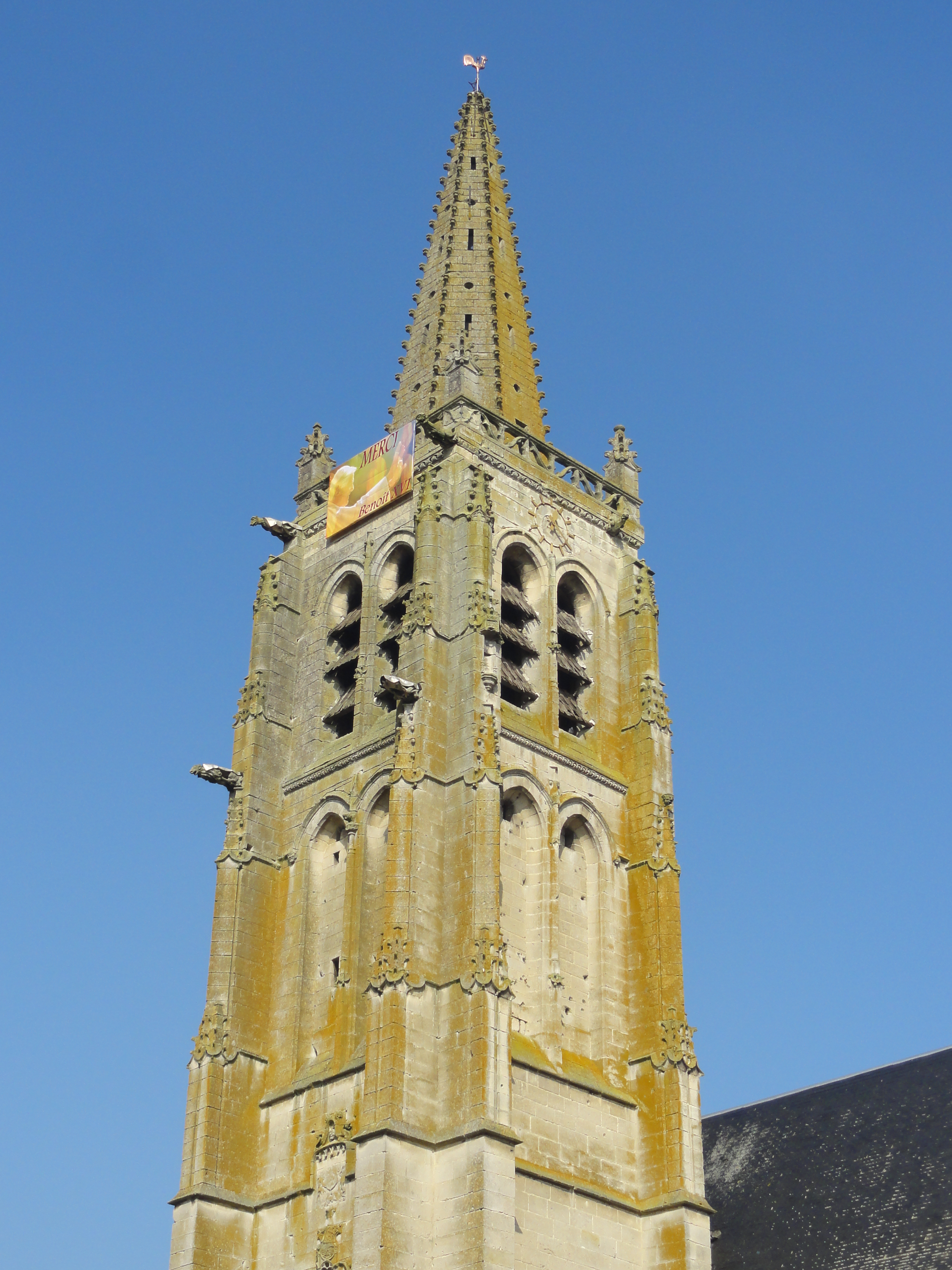
Le clocher flamboyant.

Rien n'est connu de l'église Saint-Pierre primitive, dont la dernière partie, le croisillon sud, a été démolie au milieu du XVIe siècle au plus tard. Les parties les plus anciennes de l'église actuelles sont les travées conservées des bas-côtés de la nef, qu'Eugène Müller date de 1125 / 1130 environ. Ces bas-côtés sont voûtés d'ogives vers 1140 environ. L'on compte dans l'Oise une quarantaine d'églises possédant des voûtes d'ogives antérieures au milieu du XIIe siècle et considérées comme romanes. Lorsque la nef et les bas-côtés sont achevées, un transept et un chœur plus anciens subsistent encore pour peu de temps. En effet, peu avant le milieu du XIIe siècle, la croisée du transept et le chœur sont remplacés par l'ensemble que l'on voit encore actuellement. La datation n'a pas toujours été clairement établie. Louis Graves attribue les parties orientales à la période de transition entre le roman et le gothique, ce qui est indéniable mais pas très précis. Graves se base notamment sur les chapiteaux, dont tous les auteurs louent par ailleurs la qualité, la plasticité et la variété des motifs de la sculpture. Eugène Müller n'indique pas de date pour le chœur, ce qui signifie qu'il est d'accord avec Louis Graves, sachant qu'il voit ses écrits comme des compléments et correctifs à l'œuvre de Graves. Philippe Bonnet-Laborderie reste encore plus évasif que ce dernier et parle d'un chœur du XIIe siècle. Dominique Vermand, sans doute impressionné par les chapiteaux, penche encore pour le dernier quart du XIIe siècle en 1979, mais le caractère archaïque de l'abside voûtée en cul-de-four et la corniche à l'extérieur lui font changer d'avis et pencher pour une date de peu antérieure au milieu du XIIe siècle,,,.
Philippe Bonnet-Laborderie et Dominique Vermand s'accordent pour une datation de la chapelle latérale nord du chœur, de la chapelle latérale sud, du narthex (ou de la travée supplémentaire de la nef à l'ouest) et du portail occidental du premier quart du XIIIe siècle. Le cadre de leurs publications ne permet toutefois pas une analyse détaillée, et l'on n'apprend donc pas les raisons de leur datation. En ce qui concerne la chapelle latérale sud, une vérification est rendue difficile par sa transformation en sacristie à une époque indéterminée. Eugène Müller affirme qu'elle « trahit, par la forme de ses contreforts aplatis et de ses modillons à têtes grimaçantes et feuillages, le deuxième quart du XIIe siècle ». Elle est en tout cas postérieure à la nef et n'a pas été bâtie en même temps que le chœur. Dans un premier temps, elle ne communique peut-être pas avec le chœur, et l'on ne peut plus savoir comment elle était reliée au croisillon sud, car une demi-travée manque entre celui-ci et la chapelle. Sans doute au second quart du XIIe siècle, une arcade en tiers-point est percée dans le mur méridional de la première travée du chœur, qui se situe exactement à l'intersection entre la demi-travée et la chapelle. Ce n'est qu'au milieu du XVIe siècle que le croisillon sud est remplacé par une chapelle d'une travée anormalement profonde, qui communique directement avec la chapelle,,.
Quoi qu'il en soit, l'église connaît des transformations importantes au moment et après la construction du chœur. Outre la construction de la chapelle, le croisillon nord est remplacé par une chapelle de deux travées au premier quart du XIIIe siècle, dédiée à sainte Geneviève. Une arcade analogue à celle du sud est percée dans le mur septentrional de la première travée du chœur afin de la faire communiquer avec la seconde travée de la chapelle. Celle-ci est par ailleurs dotée d'une salle à l'étage, qui est utilisée par le prieuré mais dont l'on ignore la fonction exacte. En même temps, une travée supplémentaire est ajoutée à la nef côté ouest. Pour la relier à la nef, son mur occidental est percé d'une grande arcade, car des raisons de stabilité s'opposent sans doute à la démolition totale du mur. Ainsi, la nouvelle travée forme un espace bien distinct de la nef romane, et évoque plutôt un narthex. Plus que celui-ci, le portail occidental retient l'attention. Il n'est toutefois plus mis en valeur depuis l'ajout d'un porche au XIVe siècle, dont les arcades initialement ouvertes ont été bouchées à une période indéterminée. Ce porche qui a longtemps servi de salle de catéchisme est condamné en raison de son mauvais état, mais sa restauration est prévue pour 2014. Une seconde série de transformations intervient pendant la première moitié du XVIe siècle. À partir de 1520, un nouveau clocher est construit au sud du narthex, et la quatrième et la cinquième travée du bas-côté sud sont remplacées par une chapelle de style gothique flamboyant, nettement plus large que les bas-côtés romans. Les grandes arcades correspondantes de la nef sont également refaites. Puis, vers le milieu du siècle, une nouvelle travée est construite entre la chapelle flamboyante et la chapelle latérale sud du chœur, comme déjà mentionné ci-dessus. Elle est de style Renaissance, mais l'arcade de style gothique primitif vers l'ancien carré du transept est maintenu. L'église reste ensuite inchangée jusqu'à la fin du XIXe siècle, quand un malheureux voûtage est infligée à la nef, pour reprendre les mots du chanoine Müller, qui emploie aussi le terme d'outrages,,. L'église est classée monument historique par arrêté du 7 mai 1913, à l'exception du porche ayant servi de salle de catéchisme et de la nef. L'église en totalité, à exception des parties déjà classées en 1913, sera inscrite par arrêté du 27 octobre 2016.

## Description

### Aperçu général

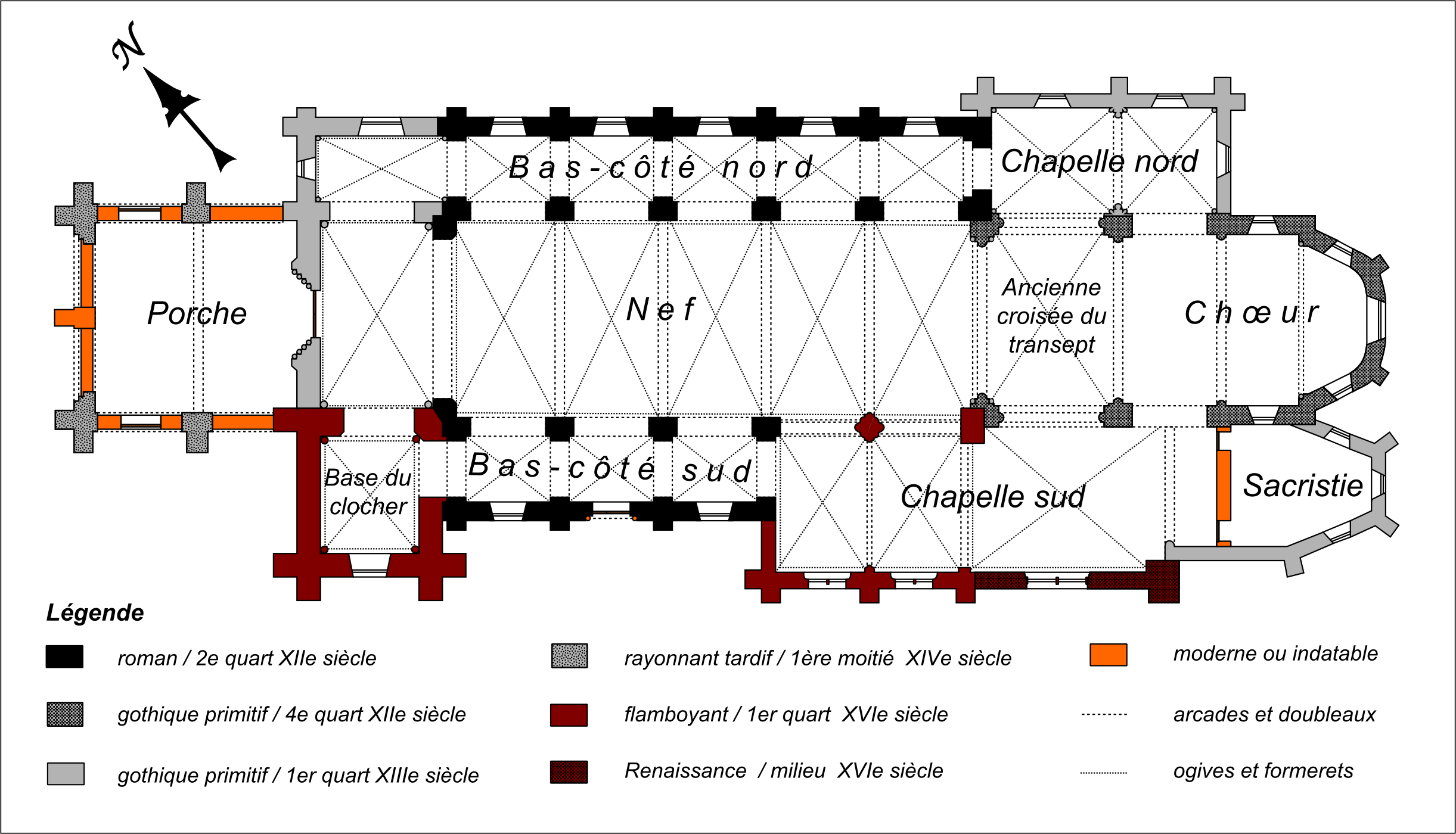
Plan de l'église.

Irrégulièrement orientée vers le nord-ouest du côté de la façade occidentale, l'église Saint-Pierre est un édifice vaste et complexe d'environ 40 m de longueur et 17 m de largeur, dont le plan et les élévations montrent maintes singularités. L'église se compose d'un porche anciennement ouvert de deux travées ; d'un narthex d'une travée entre un ancien caveau funéraire au nord et le clocher au sud ; d'une nef de cinq travées accompagnée de bas-côtés, les deux dernières travées du bas-côté sud ayant été remplacées par une chapelle plus large ; d'une ancienne croisée du transept annexé au chœur ; d'un chœur de trois travées se terminant par une abside en hémicycle ; d'une chapelle latérale nord de deux travées, dont la première se substitue à l'ancien croisillon nord ; d'une chapelle latérale sud se substituant à l'ancien croisillon sud ; et d'une ancienne chapelle latérale sud prolongeant l'autre vers l'est, mais en plus grande partie transformée en sacristie.
Le narthex a été bâti pour prolonger la nef vers l'ouest et est de largeur et de hauteur identiques, mais est séparé de la nef proprement dite par un arc-diaphragme issu du percement de l'ancien mur occidental. La base du clocher communique à la fois avec le narthex et le bas-côté sud. La nef est la seule partie de l'église à présenter une élévation à deux niveaux, avec l'étage des grandes arcades et l'étage des fenêtres hautes. La chapelle au sud des deux dernières travées de la nef et la chapelle à l'emplacement de l'ancien croisillon sud présentent à leur intersection un doubleau avec décrochement, et une différence de niveau compensée par trois marches d'escalier. La chapelle à l'emplacement de l'ancien croisillon sud va jusqu'au milieu de l'arcade sud de la première travée du chœur, car la chapelle latérale sud du chœur, plus ancienne, commence ici. L'on n'en voit que le début, qui depuis la construction du mur de la sacristie forme comme une niche pour abriter un autel latéral avec son retable. Quant à l'ensemble ancienne croisée et chœur, il est à la fois moins large et moins élevé que la nef, et largeur et hauteur diminuent successivement. Toute l'église est voûtée d'ogives, sauf les deux premières travées du chœur, voûtées en berceau brisé, et l'abside du chœur, voûtée en cul-de-four. Les voûtes de la nef sont fausses, c'est-à-dire elles sont de bois et de plâtre, et non de pierre. Le portail de la seconde travée du bas-côté sud, visible depuis la rue, est aujourd'hui l'unique accès à l'église, le porche étant condamné pour des raisons de sécurité en attendant sa restauration. Concernant la structure des toitures, il est à noter que les deux travées droites du chœur sont couvertes ensemble avec la salle à l'étage de la chapelle nord, par un toit à deux rampants avec des pignons à l'ouest (nord-ouest) et à l'est (sud-est).

### Intérieur

#### Narthex et nef

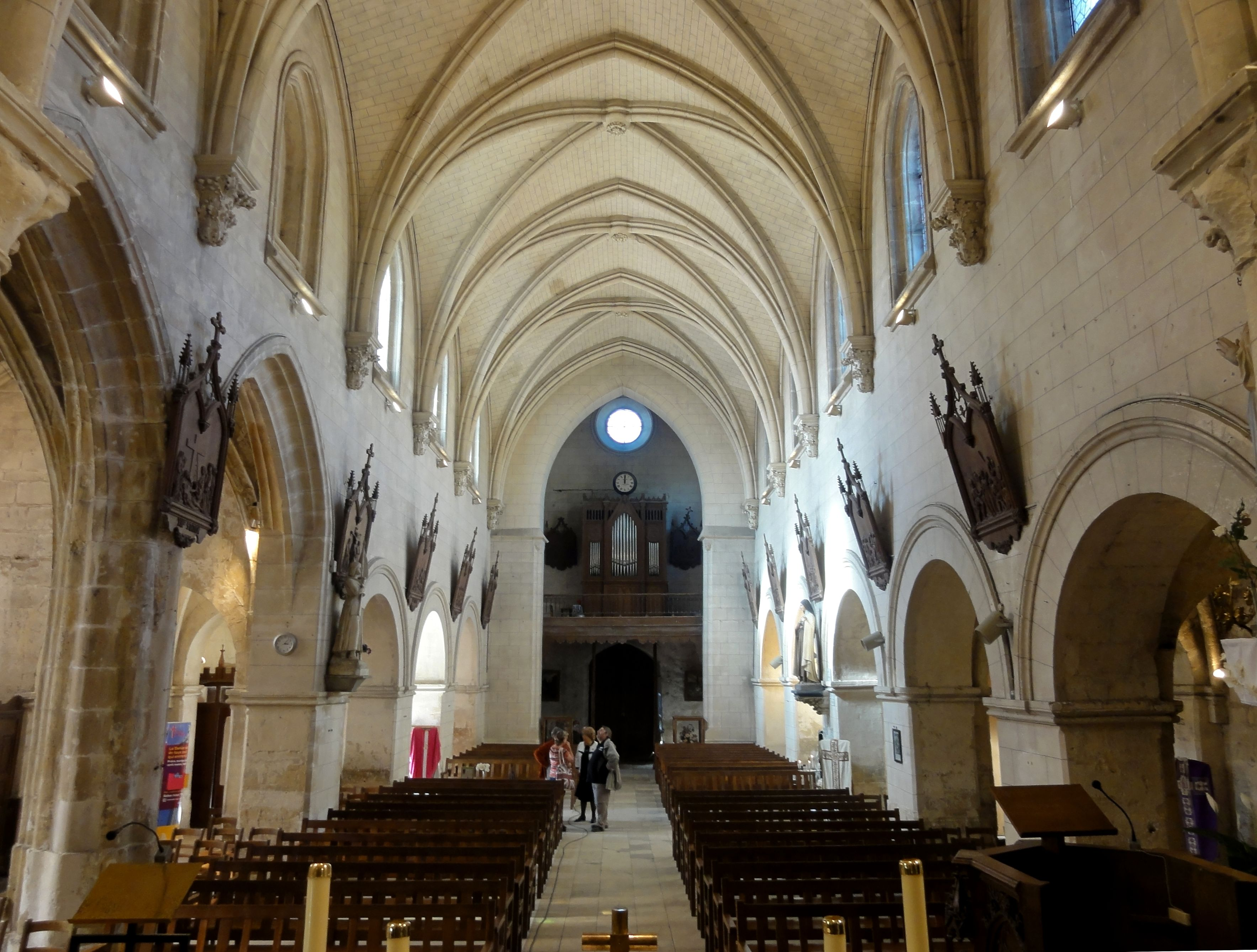
Nef, vue vers l'ouest.

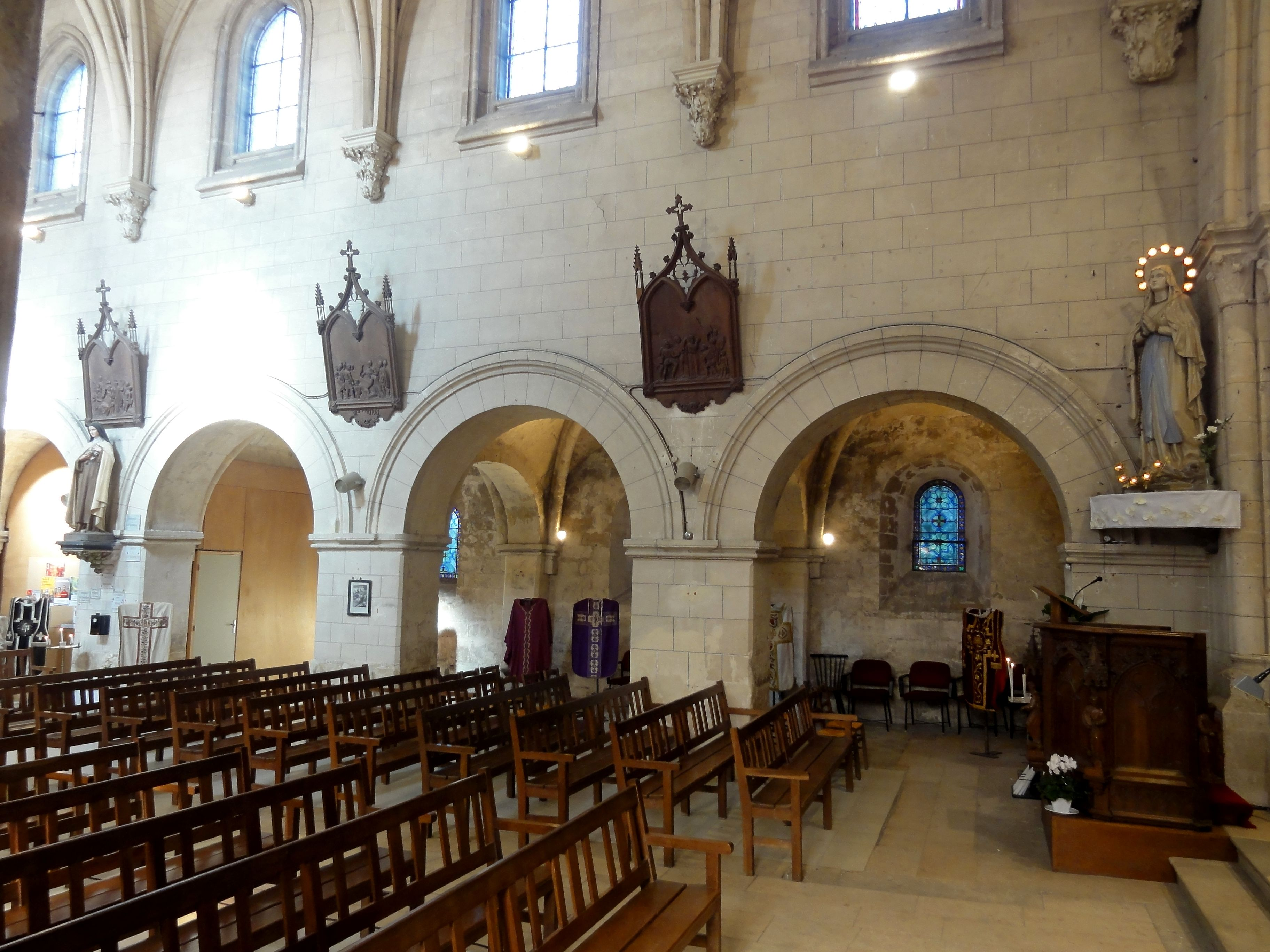
Grandes arcades du nord.

Depuis la fermeture des arcades du porche par des murs, le portail occidental du premier quart du XIIIe siècle se trouve à l'intérieur. Malgré cela, son état n'est pas aussi impeccable que cette situation protégée donne à penser. Eugène Müller écrit qu'« il témoigne, aux débris de sa sculpture, d'un art très délicat du XIIIe siècle qui rappelle le portail nord de Noyon et Saint-Frambourg de Senlis ». Il s'ouvre entre deux groupes de quatre colonnettes logées dans les ressauts successifs du mur, qui supportent une quadruple archivolte torique, qui est surmontée par un cordon de feuilles et de fruits retombant sur des consoles, avec des traces de polychromie rouge,,,.
Aucun auteur ne s'est attardé sur le narthex, qui est pourtant contemporain du portail et n'a vraisemblablement pas été remanié. Il narthex abrite la tribune d'orgue du XIXe siècle, et contrairement à l'idée initiale qui était d'agrandir la nef, il ne contient pas de bancs de fidèles, car l'ouverture de l'arcade vers la nef ne représente que les deux tiers de la largeur de celle-ci. L'épaisse arcade n'est autre que le reste du mur occidental primitif de la nef, ce qui explique qu'elle n'est pas moulurée. Un glacis formant larmier a toutefois été ajouté au niveau des impostes, et les jambages sont moulurés de gorges, qui descendent depuis deux têtes grimaçantes un peu en dessous du glacis. Les ogives sont au profil de deux baguettes dégagées sur un bordeau, séparées par des cavets d'un tore central qui seul est visible en regardant de face. L'oculus en haut du mur occidental est entouré par une moulure assortie.
Au nord du narthex, se trouve une ancienne crypte funéraire dite la cave Saint-Michel, qui d'après Louis Graves est sans caractère architectonique. Au sud, une arcade brisée aux arêtes discrètement moulurées donne accès à la base du clocher. Cette travée ne peut nier sa fonction, car l'épaisseur des murs n'est dissimulé par aucun artifice. Ceci vaut aussi pour la fenêtre largement ébrasée en plein cintre au sud, et pour l'arcade aigüe vers le bas-côté sud, qui est simplement chanfreinée. Les ogives et formeret aux profils prismatiques se fondent dans des quarts-de-colonnes engagées dans les angles, qui ne descendent pas jusqu'au sol mais s'arrêtent à mi-hauteur sur des culots de trois types différents. La lourdeur de l'architecture est un trait commun à grand nombre de bases de clocher à la période flamboyante,,,.
La forte restauration que la nef a connue ne permet plus de savoir si ces dispositions sont authentiques. Même avant cette restauration de la fin du XIXe siècle, la nef avait apparemment perdu son caractère roman, car Louis Graves a pensé qu'elle est moderne. Elle devait initialement être recouverte par un simple plafond de bois, sans doute remplacé par une fausse voûte en berceau avant l'installation des fausses voûtes d'ogives actuelles. Selon la technique courante au XIXe siècle, elles sont probablement constituées de carreaux de plâtre sur une ossature de bois. Le profil des ogives est analogue au narthex, mais est du reste assez fréquent au premier quart du XIIe siècle. L'on note toutefois que le diamètre des nervures est anormalement fort. Les grands culs-de-lampe de feuilles d'acanthe semblent ressortir de chapiteaux corinthiens Néorenaissance et sont une erreur de goût. L'on ne peut prêter aucune foi aux moulures entourant les fenêtres hautes. Mais les fenêtres elles-mêmes sont bien romanes ; c'est au moins l'avis d'Eugène Müller. Les autres auteurs ont eu tort de se désintéresser complètement de la nef, car les nef romanes de ces dimensions ne sont pas fréquentes dans la région, où seul Morienval atteint des dimensions comparables. Il est également intéressant que les fenêtres sont en arc brisé, alors que les arcades sont en plein cintre : l'envers serait plus habituel, car pour sa meilleure stabilité, l'arc brisé a été instauré pour les arcades autour de 1130, alors que la préférence esthétique était pour le plein cintre. Les grandes arcades elles-mêmes ne sont pas moulurées et à simple rouleau, mais des moulurations sont bien présentes en haut des claveaux et au niveau des impostes. Il ne s'agit ici pas d'une création du XIXe siècle, mais d'une disposition qui existe aussi dans d'autres nefs de la même époque, comme à Conchy-les-Pots et Roye-sur-Matz,,,.

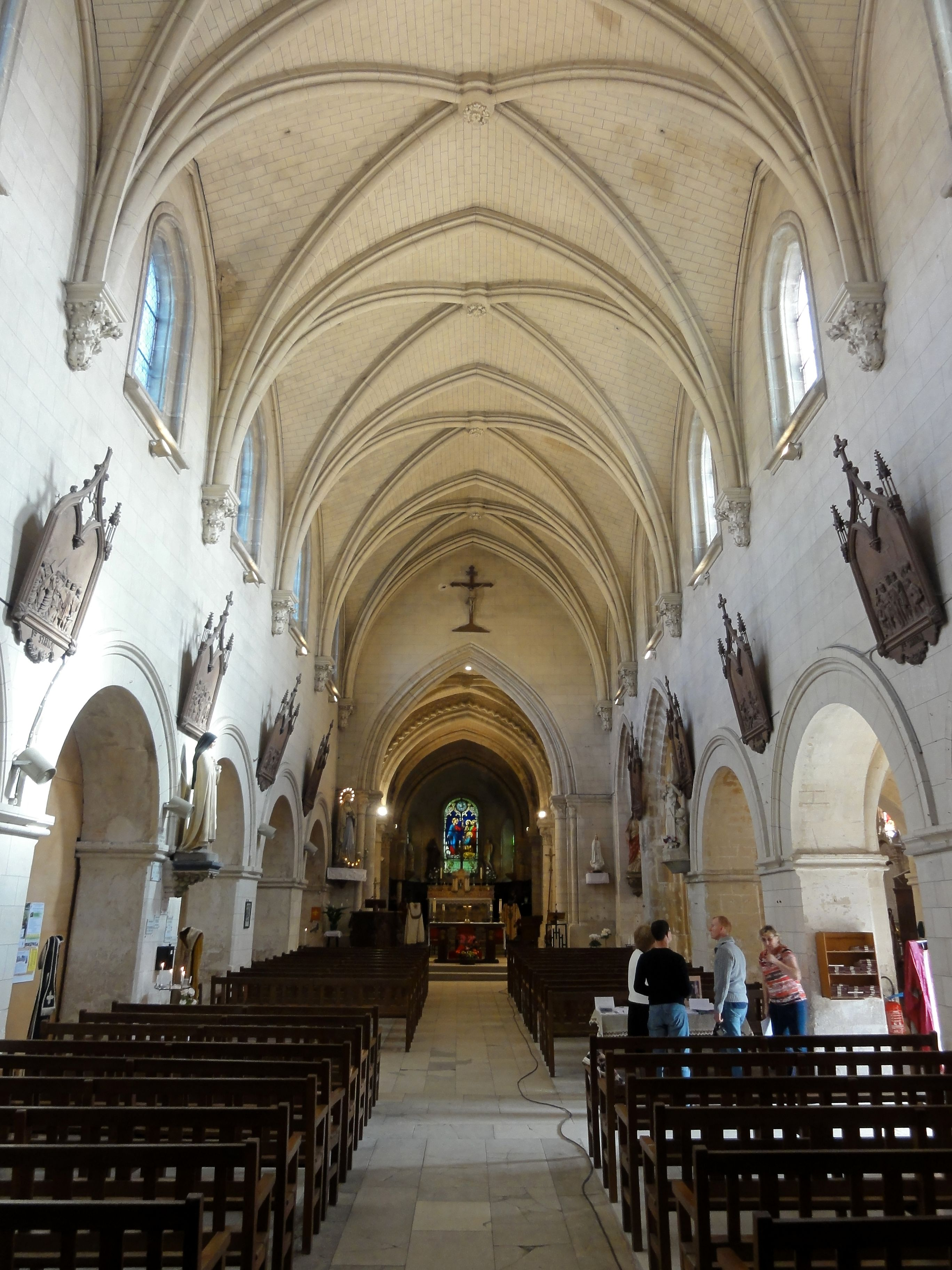
Nef, vue vers l'est.
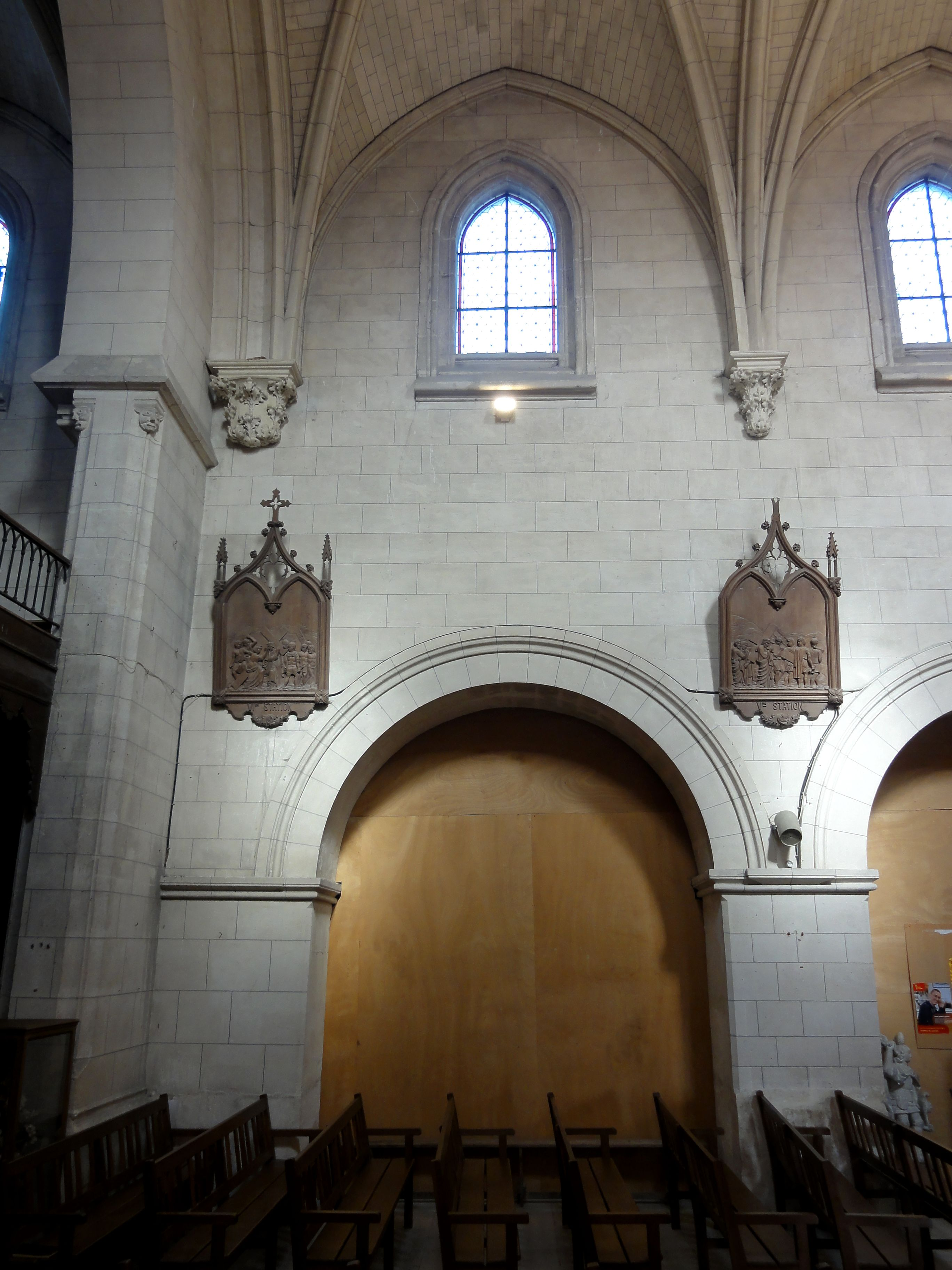
Élévation nord.
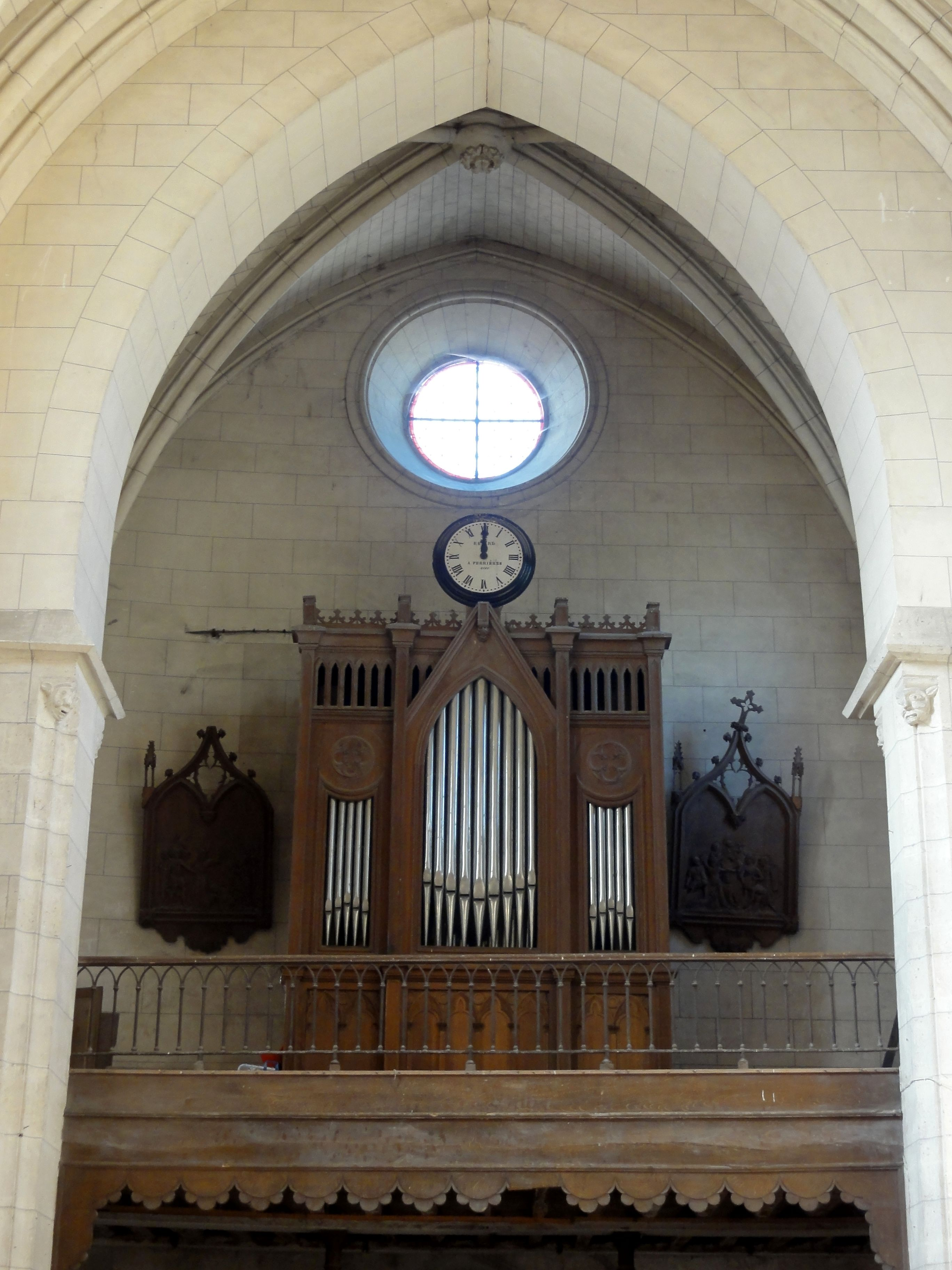
Vue sur la tribune d'orgue.
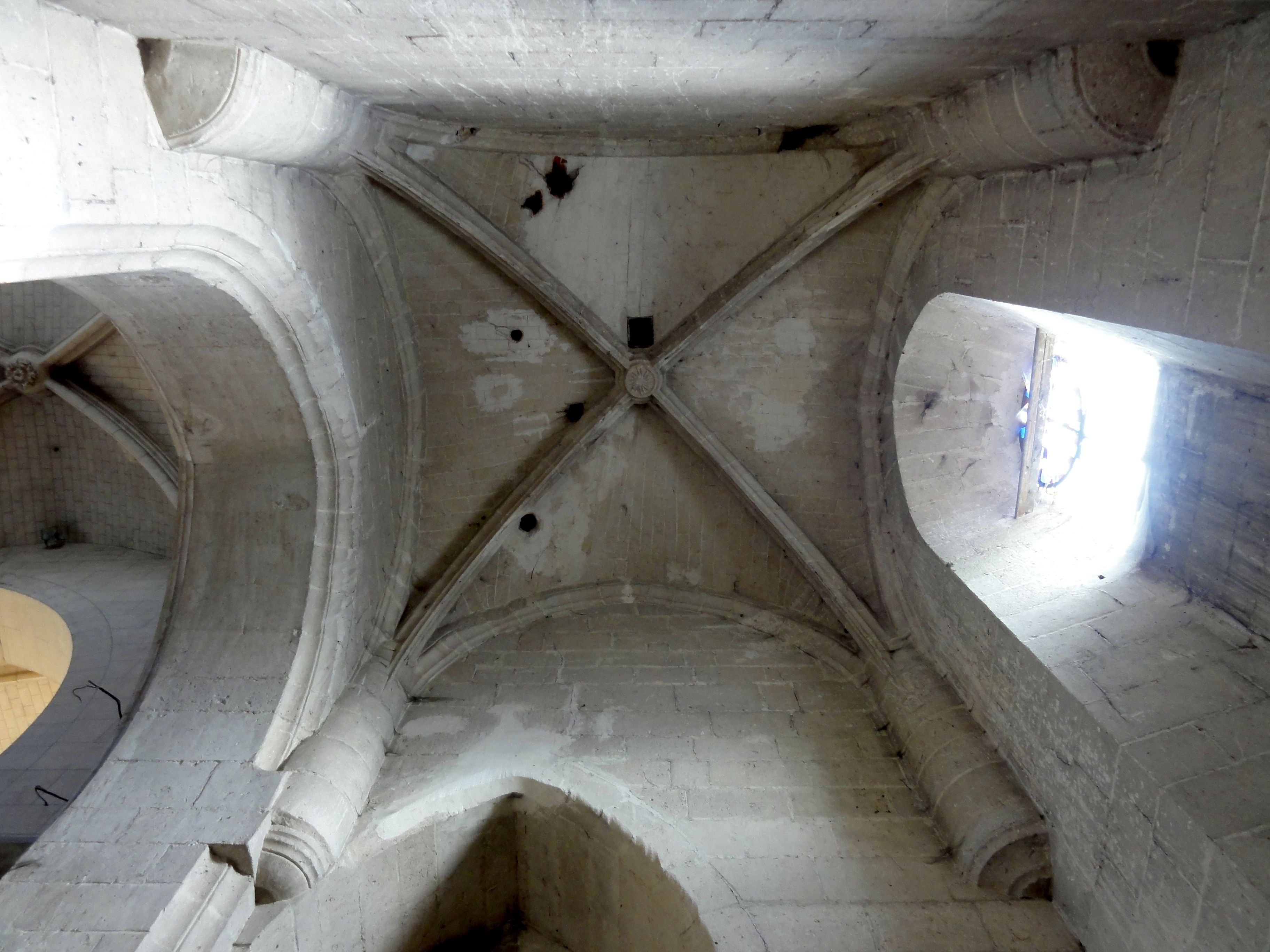
Base du clocher, voûte.
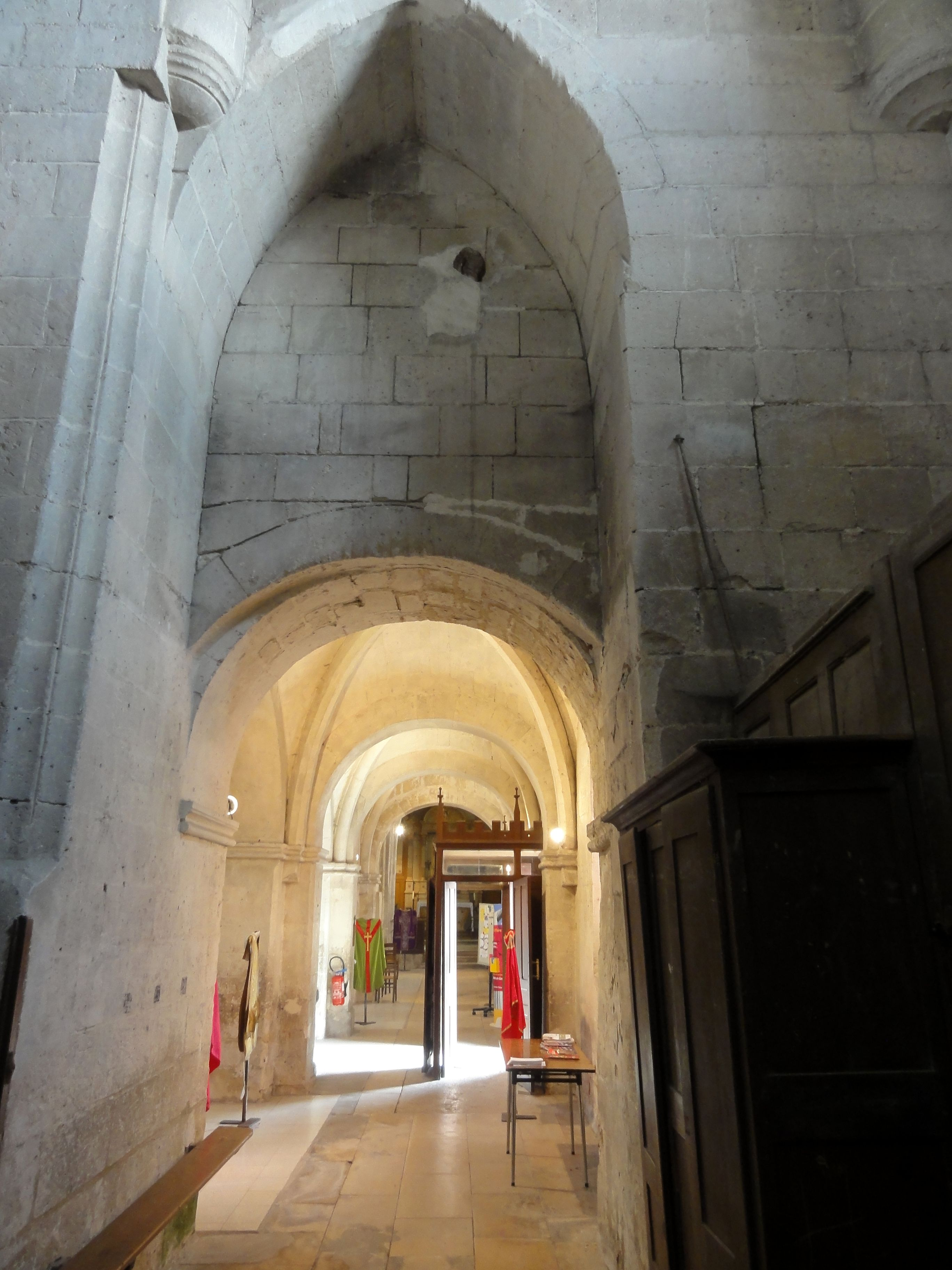
Base du clocher, côté est.
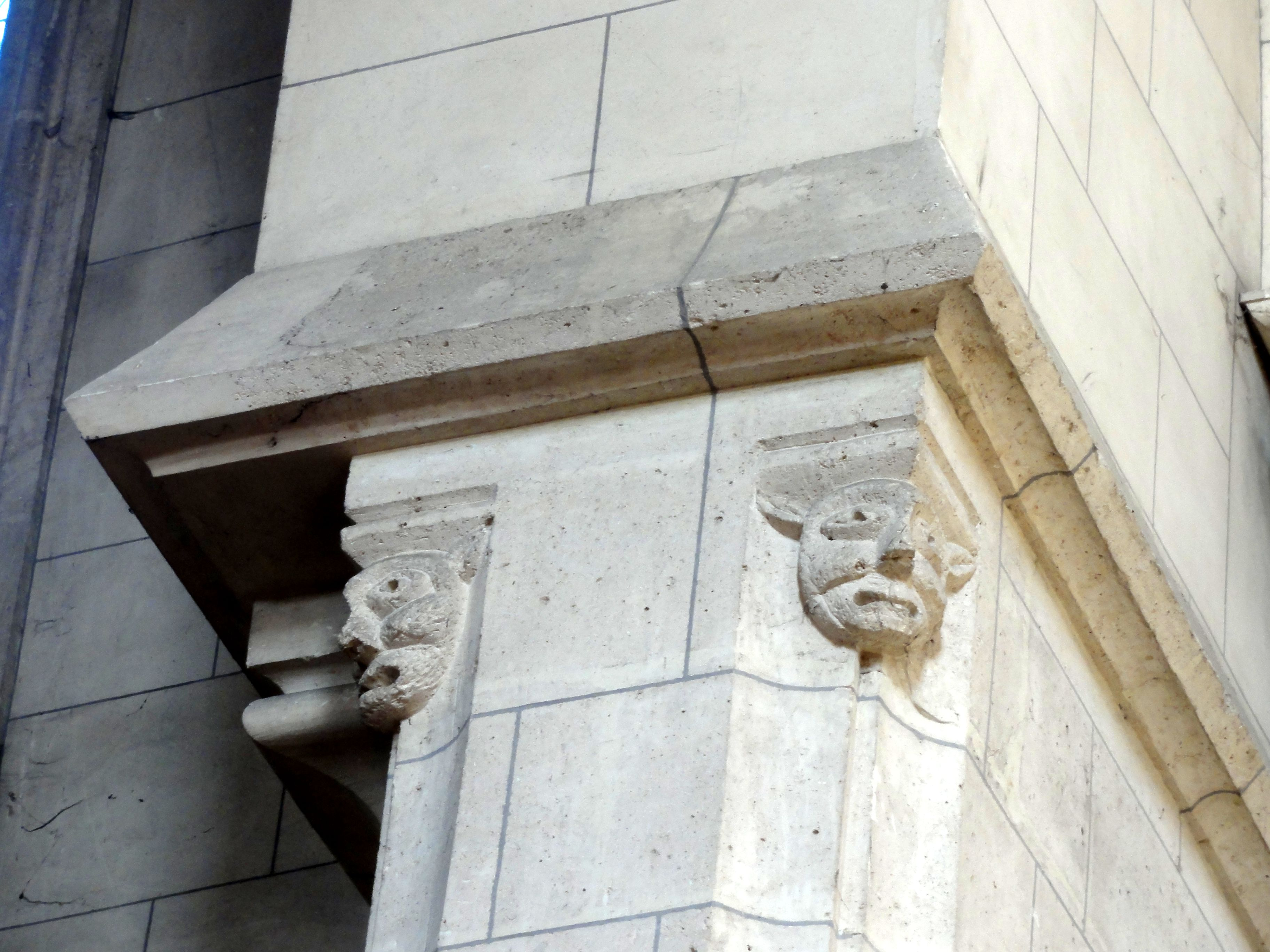
Têtes grimaçantes.

#### Bas-côtés

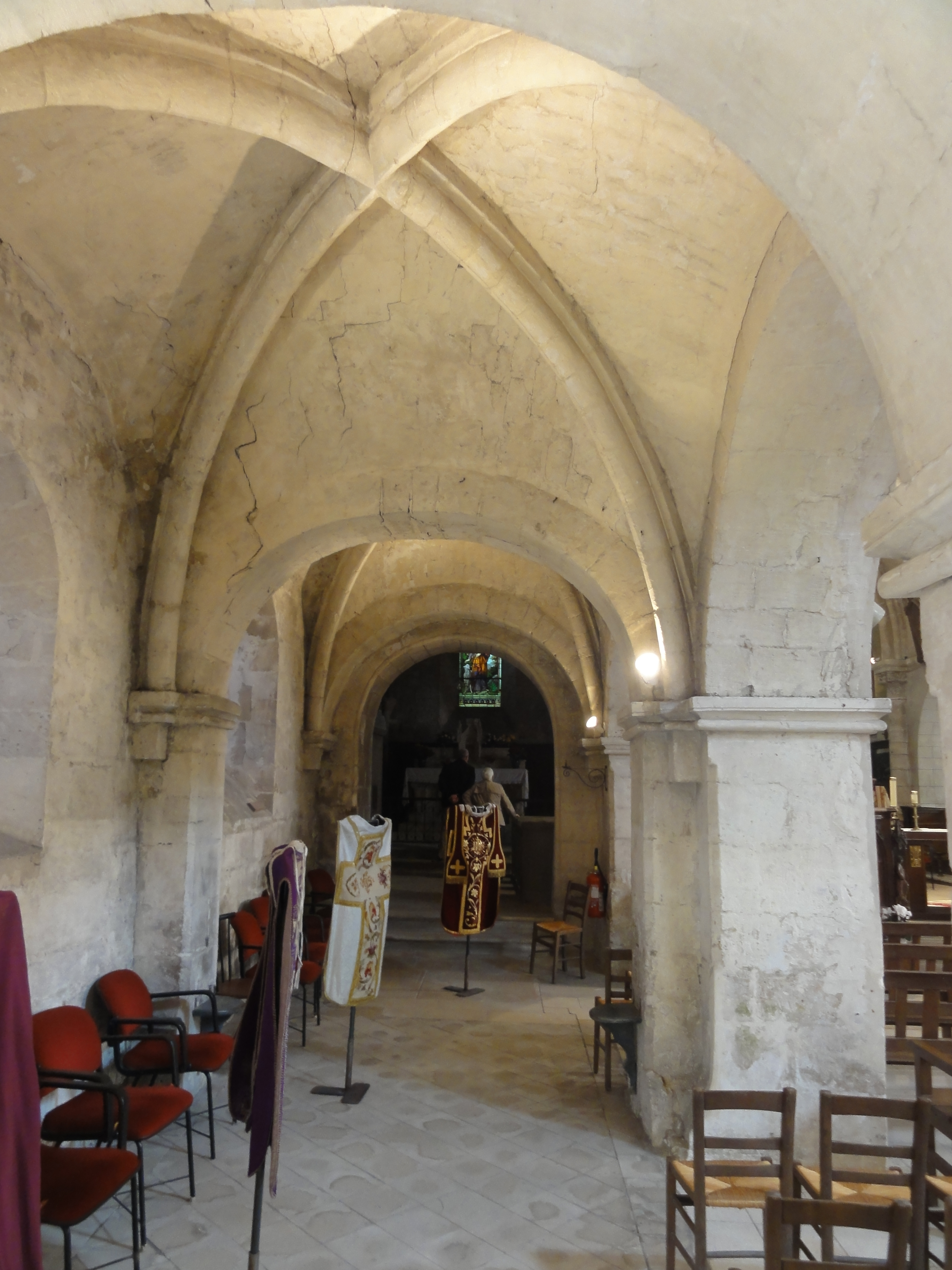
Bas-côté nord, vue vers l'est.

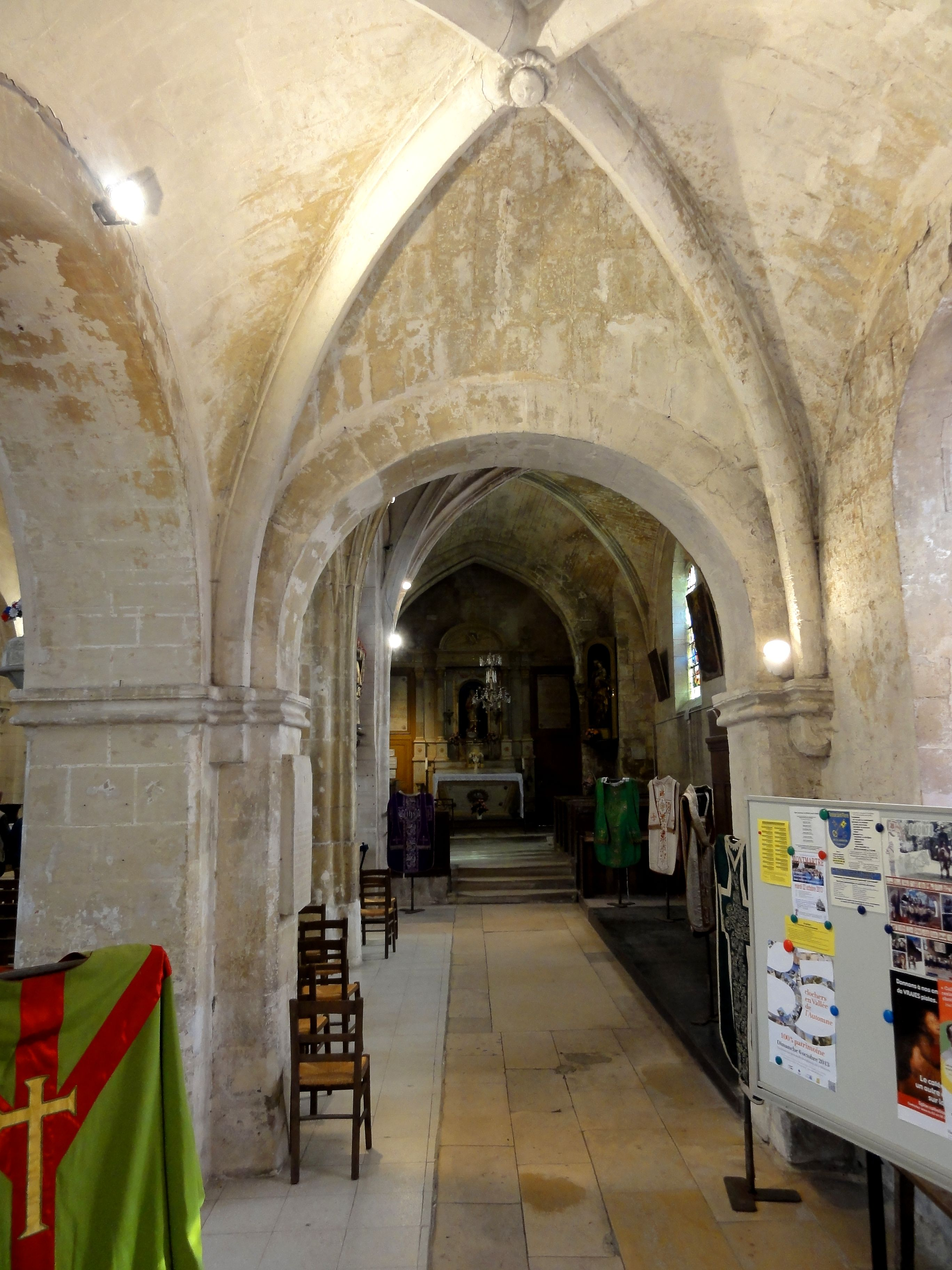
Bas-côté sud, vue vers l'est.

Les bas-côtés romans de l'église Saint-Pierre sont du plus haut intérêt, car leur conception est assez éloignée des pratiques courantes dans la région au second quart du XIIe siècle. De plus, la plupart des voûtes d'ogives romanes de l'Oise concernent les parties orientales des églises, et non la nef ou les bas-côtés. Le bas-côté nord est encore complet et comporte cinq travées ; du bas-côté sud, ne restent que les trois premières travées. Chacune de ces travées est identique. Vers la nef, la grande arcade en plein cintre retombe sur des piliers rectangulaires, qui ont des impostes ou tailloirs dont l'arête inférieure est chanfreinée, et accompagné d'un tore qui court en dessous. Les arêtes des piliers sont biseautées, sauf aux extrémités supérieure et inférieure, conformément à l'usage. D'épais doubleaux en cintre surbaissé assurent la communication avec les travées voisines. Ils reposent sur des pilastres engagés dans les piliers et dans les murs extérieurs. Ces pilastres sont pourvus des mêmes tailloirs que les piliers, et la mouluration ne s'interrompt pas entre les piliers et les pilastres. Elle inclut également les culots recevant les ogives. Ces culots sont de simples cubes. Il résulte de cette description que les chapiteaux sont entièrement absents, alors que les nefs romanes non voûtées les plus avancées de la région, comme Morienval et Villers-Saint-Paul, ont des grandes arcades et des arcs diaphragme retombant sur des colonnettes à chapiteaux. Au moment du voûtement des bas-côtés de Béthisy-Saint-Pierre, l'absence de chapiteaux est rare, ce qui soulève la question si le voûtement n'a pas été entrepris alors que le gros-œuvre était déjà terminé. Les fenêtres sont en arc brisé, à l'instar des fenêtres hautes de la nef. Elles sont à simple ébrasement, alors que le double ébrasement s'est répandu successivement dans la région à partir du début du XIIe siècle. Eugène Müller note que le contrebutement extérieur est insuffisant pour résister à la poussée des voûtes,, et son jugement s'est avéré juste, car les deux premières travées du bas-côté nord ont dû être condamnées en 2013 en raison du déversement du mur extérieur sous le poids des voûtes, provoquant ainsi un désagrègement des voûtains. La restauration est programmée pour 2014.
L'association d'arc-doubleaux en plein cintre ou cintre surbaissé à des voûtes d'ogives est rare dans l'Oise et ses environs : hormis à Béthisy-Saint-Pierre, on ne la trouve qu'à Béthisy-Saint-Martin, Acy-en-Multien et Boissy-Fresnoy. Béthisy-Saint-Pierre est l'exemple le plus tardif. Sauf dans la première travée du sud où paraît un profil angulaire, les ogives sont au profil d'un tore aminci, dit en forme d'amande. On peut l'associer aux profils monotoriques, mais un profil strictement identique n'existe pas ailleurs dans le département. Des tores en forme d'amande n'apparaissent toutefois pas avant 1140. Seulement une partie des clés de voûte est apparente et décorée : une petite rosace dans la première travée du sud, et une petite tête humaine entourée d'une collerette dans la troisième travée du sud. Les voûtes elles-mêmes sont très bombées, c'est-à-dire que la clé de voûte se situe plus haut que les sommets des arcs encadrants. Ce n'est pas un signe d'archaïsme mais résulte d'un choix différent, l'idée étant que la poussée des voûtes soit proche de la verticale pour éviter le déversement des murs. Des voûtes bombées se trouvent aussi dans la nef et les bas-côtés de Cauffry, de Bury, de Fitz-James, de Foulangues, de Marolles, de Mogneville, de Rocquemont, et dans le massif occidental de Saint-Leu-d'Esserent. Jean Bony a établi que les voûtes bombées, dites aussi domicales, relèvent de la tradition lombarde, alors que les voûtes aux lignes de faîte horizontales relèvent de l'école normande, ce qui n'empêche pas l'occurrence de quelques voûtes domicales en Normandie. Les voûtes bombées sont associées au concept de centralité, chaque travée affirmant son indépendance, et les voûtes « plates » au concept de diagonalité, où la vue glisse sans interruption d'une travée à l'autre, toujours d'après Jean Bony. À Béthisy-Saint-Pierre, les voûtes sont particulièrement bien appareillées en lits concentriques, et forment comme des dômes. Le recours au voûtement d'ogives n'entraîne ici aucune évolution stylistique significative vers l'architecture gothique. Dominique Vermand note que les voûtes des bas-côtés de Béthisy-Saint-Pierre ne résultent d'aucune exigence technique et que des voûtes d'arêtes auraient bien suffi : le désir de suivre une mode l'a probablement emporté sur toutes autres considérations. Eugène Müller évoque l'ambition de l'architecte de se démarquer des autres églises construites dans les environs à la même époque,.

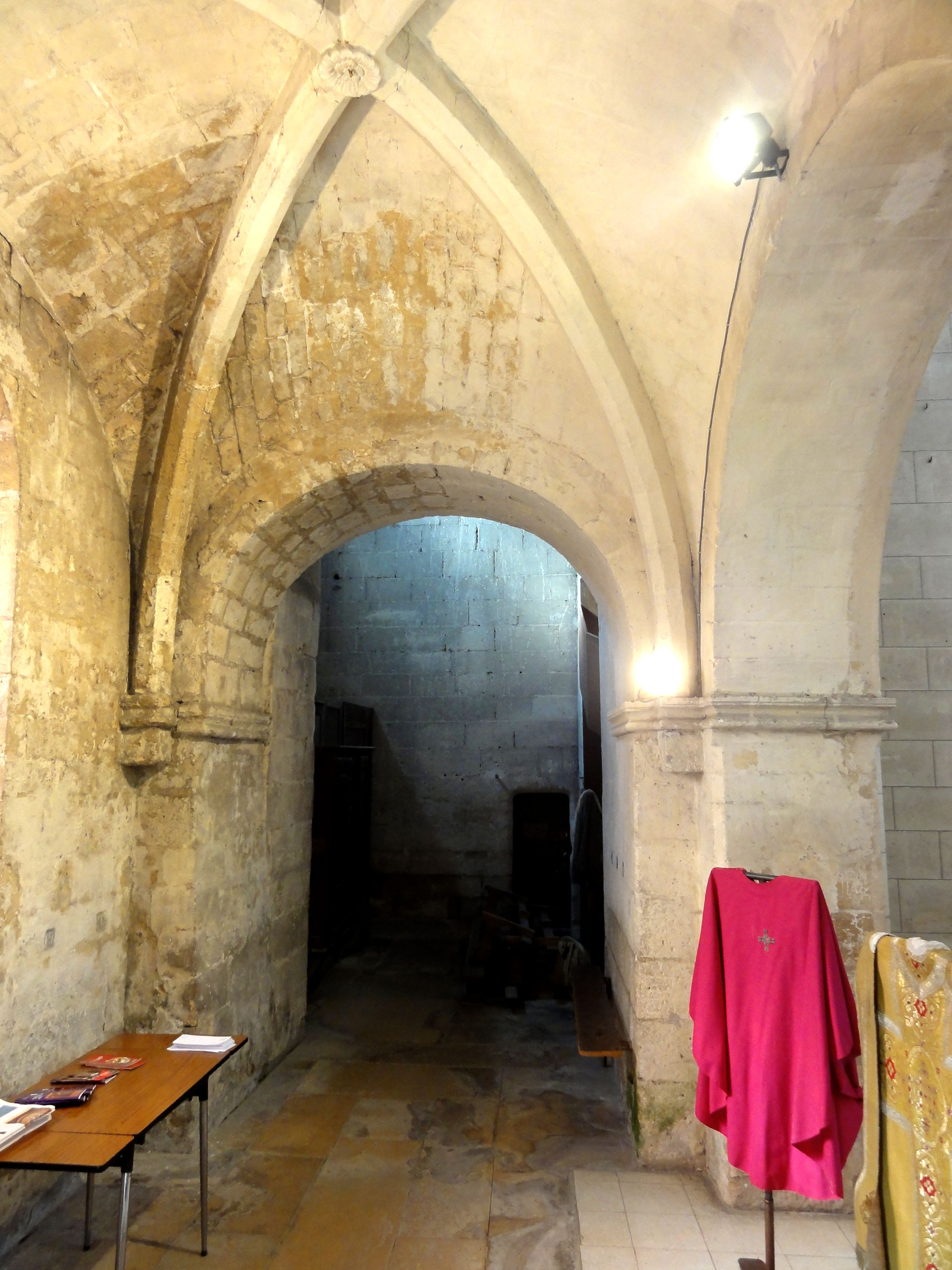
Bas-côté sud, vue dans la base du clocher.
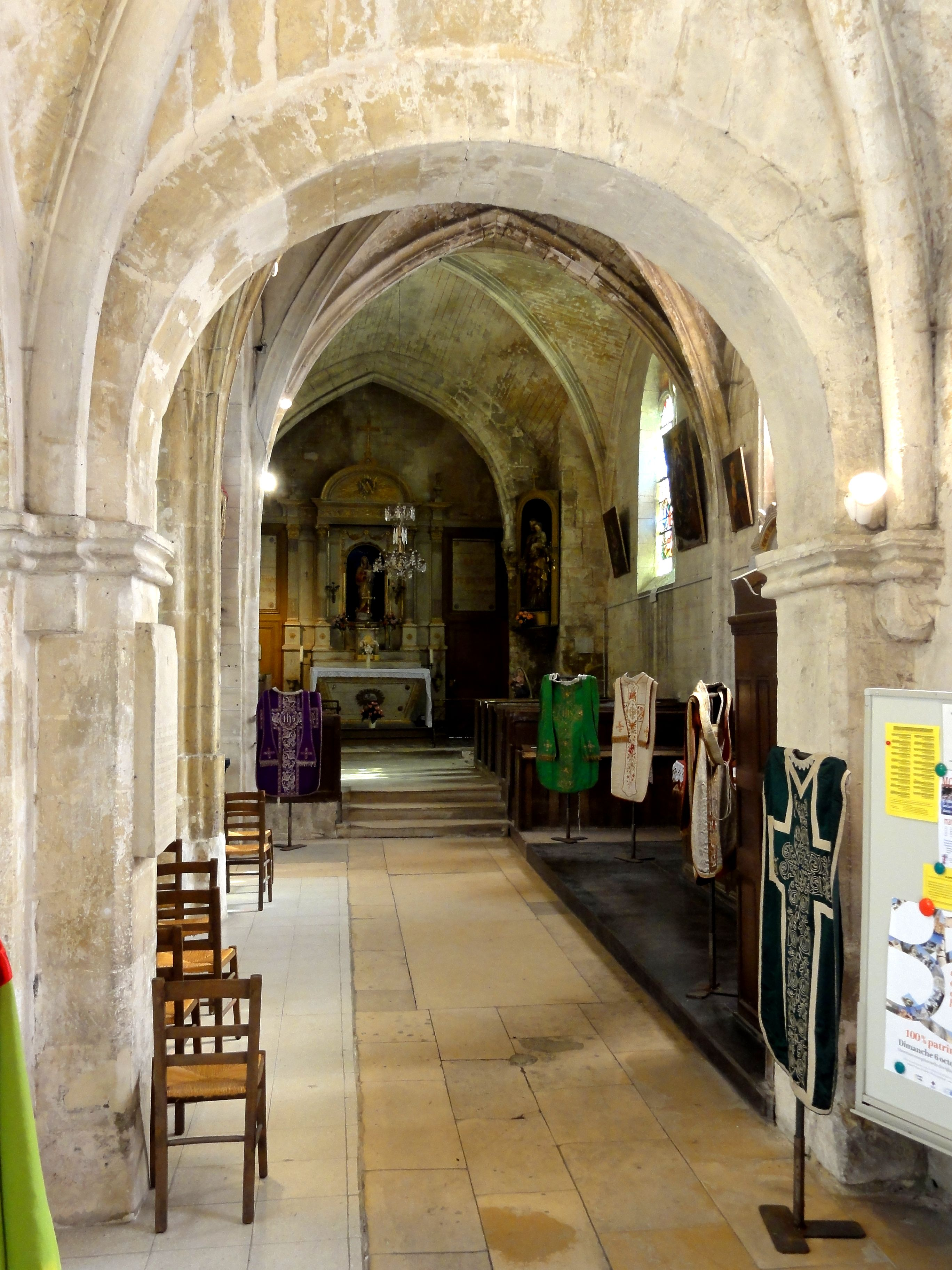
Bas-côté sud, vue dans la chapelle du début du XVIe siècle.
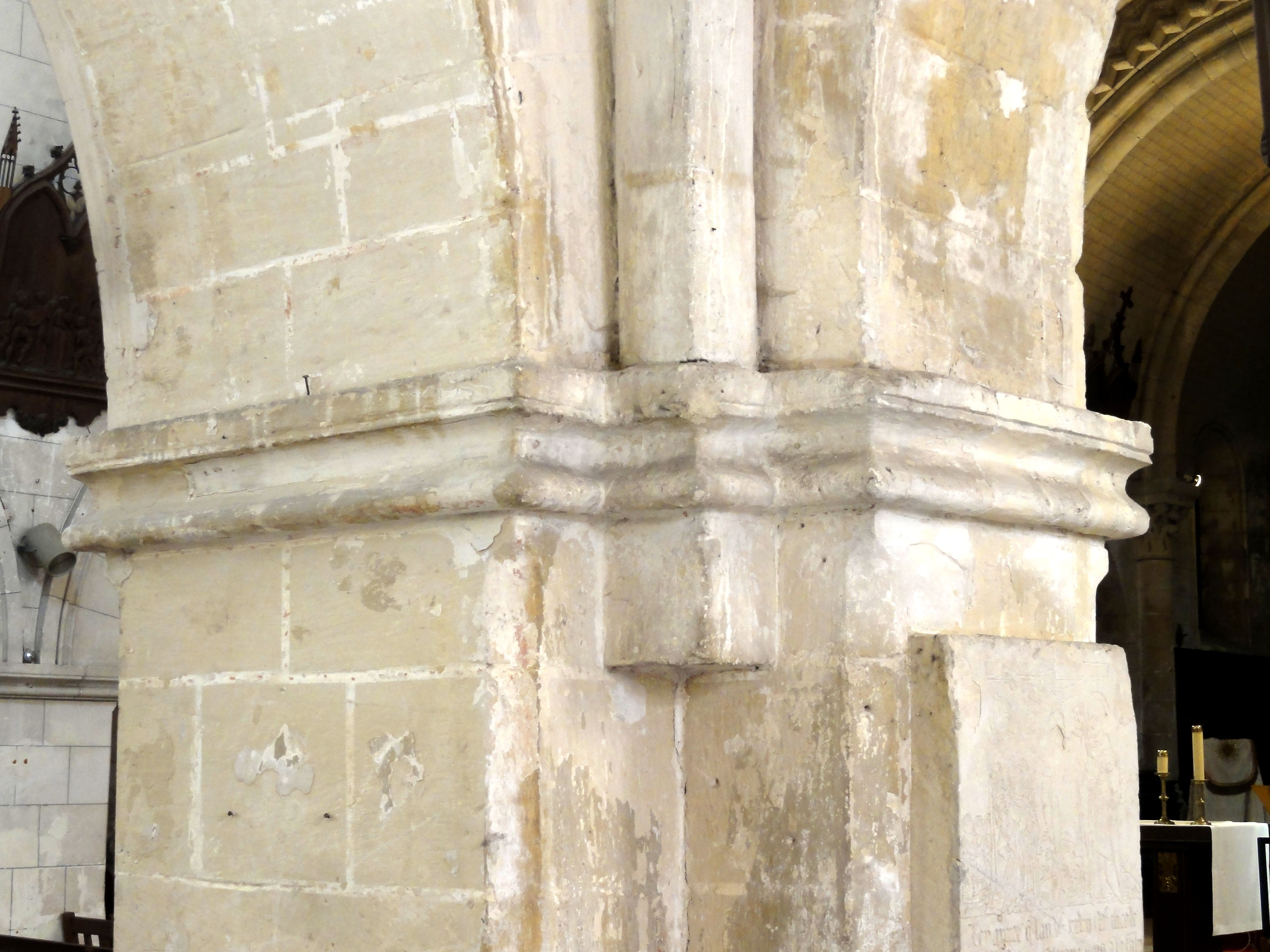
Tailloir d'un pilier au sud ; au centre, culot de l'ogive.
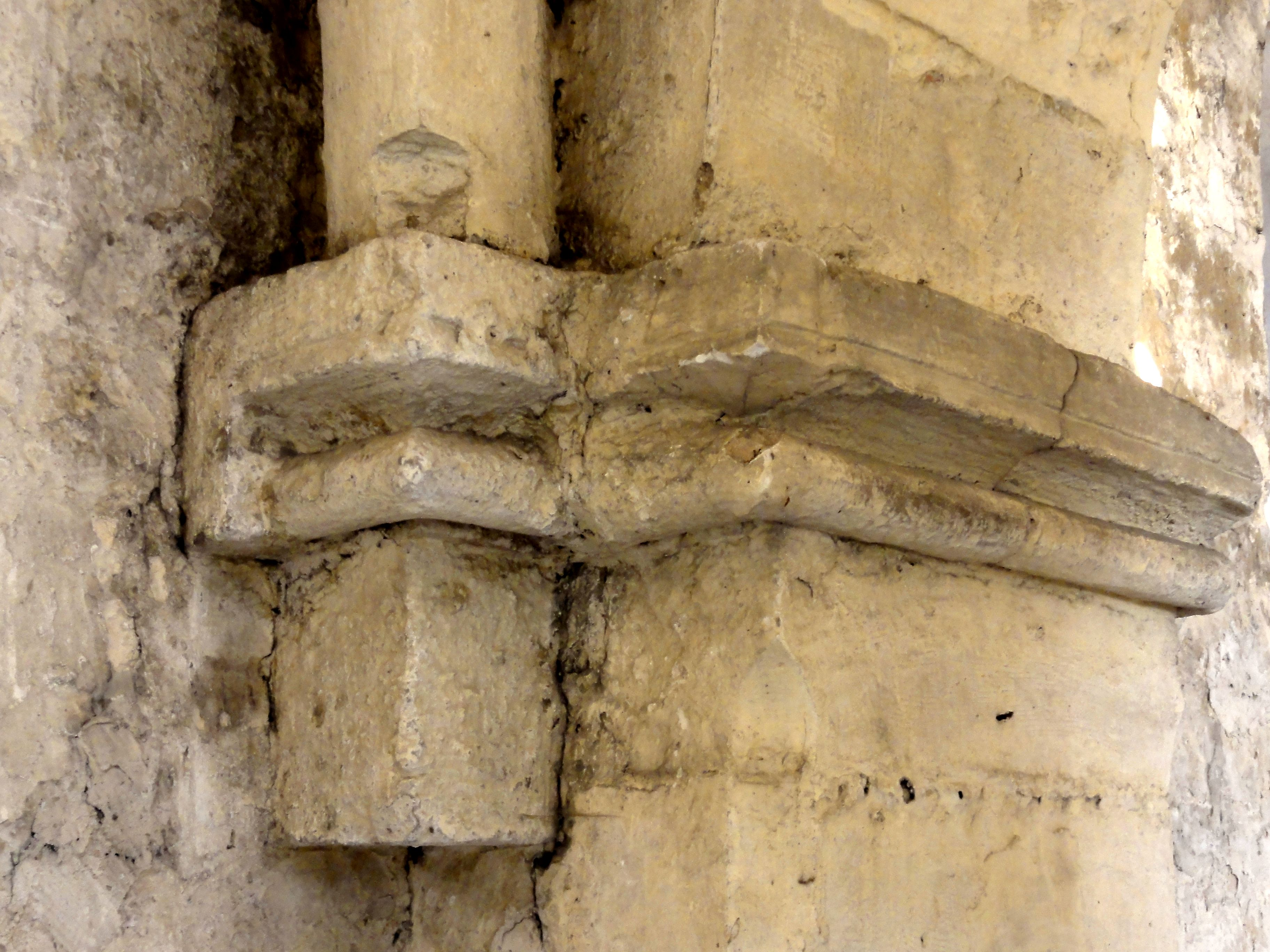
Tailloir d'un pilastre et culot d'une ogive contre le mur nord.
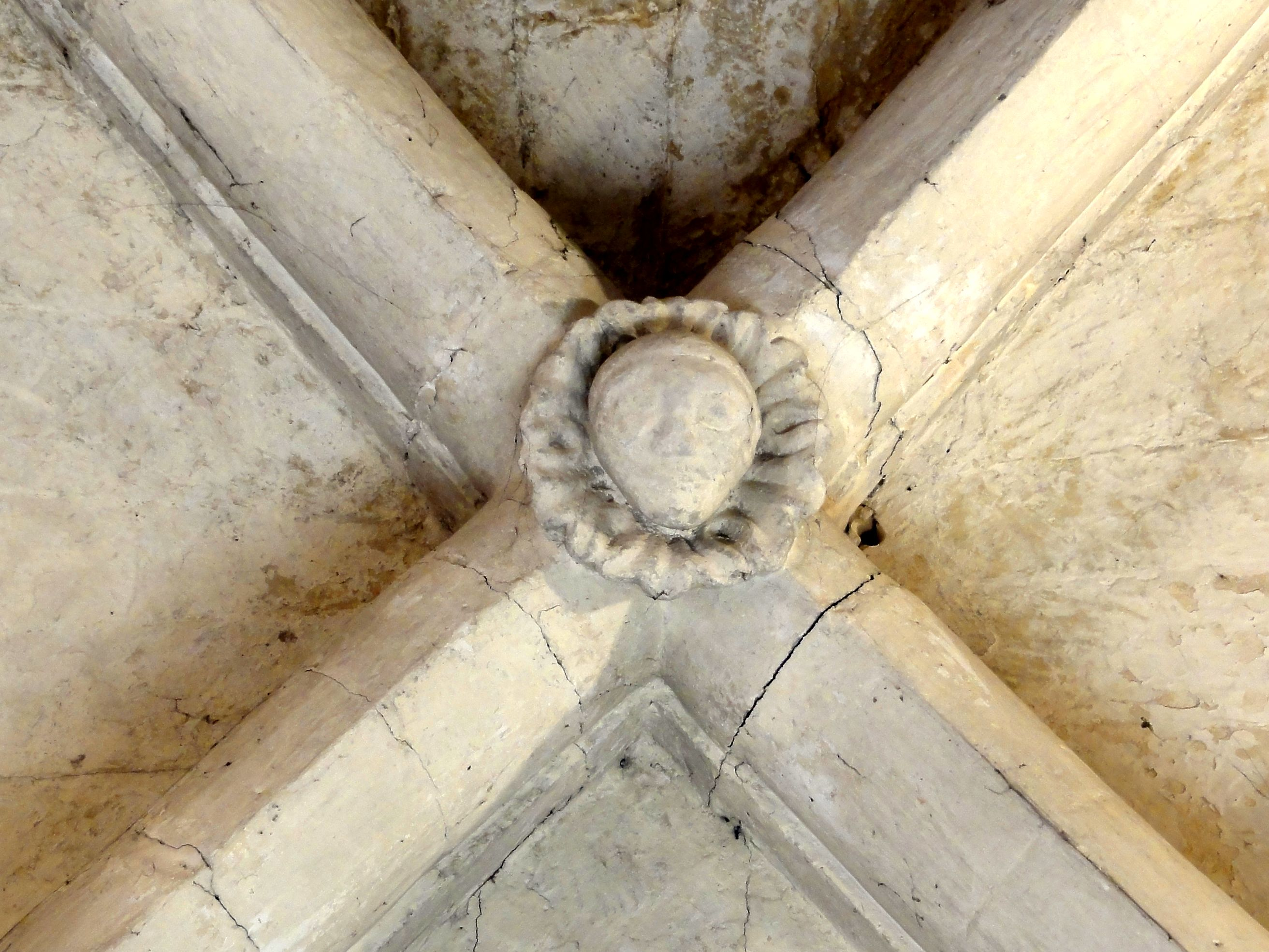
Clé de voûte de la troisième travée du bas-côté sud.
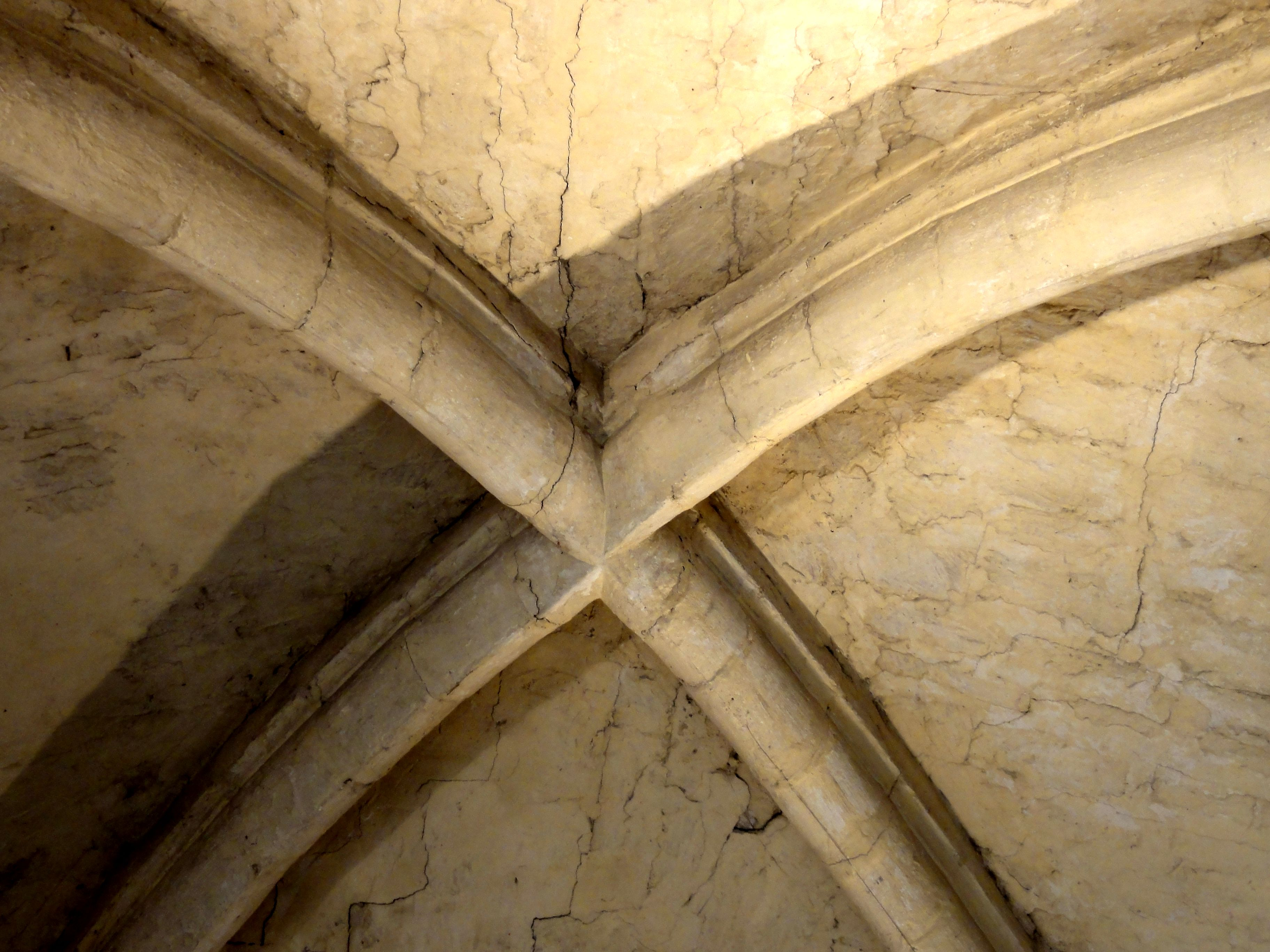
Croisée d'ogives de la 5e travée du nord.

#### Ancienne croisée du transept

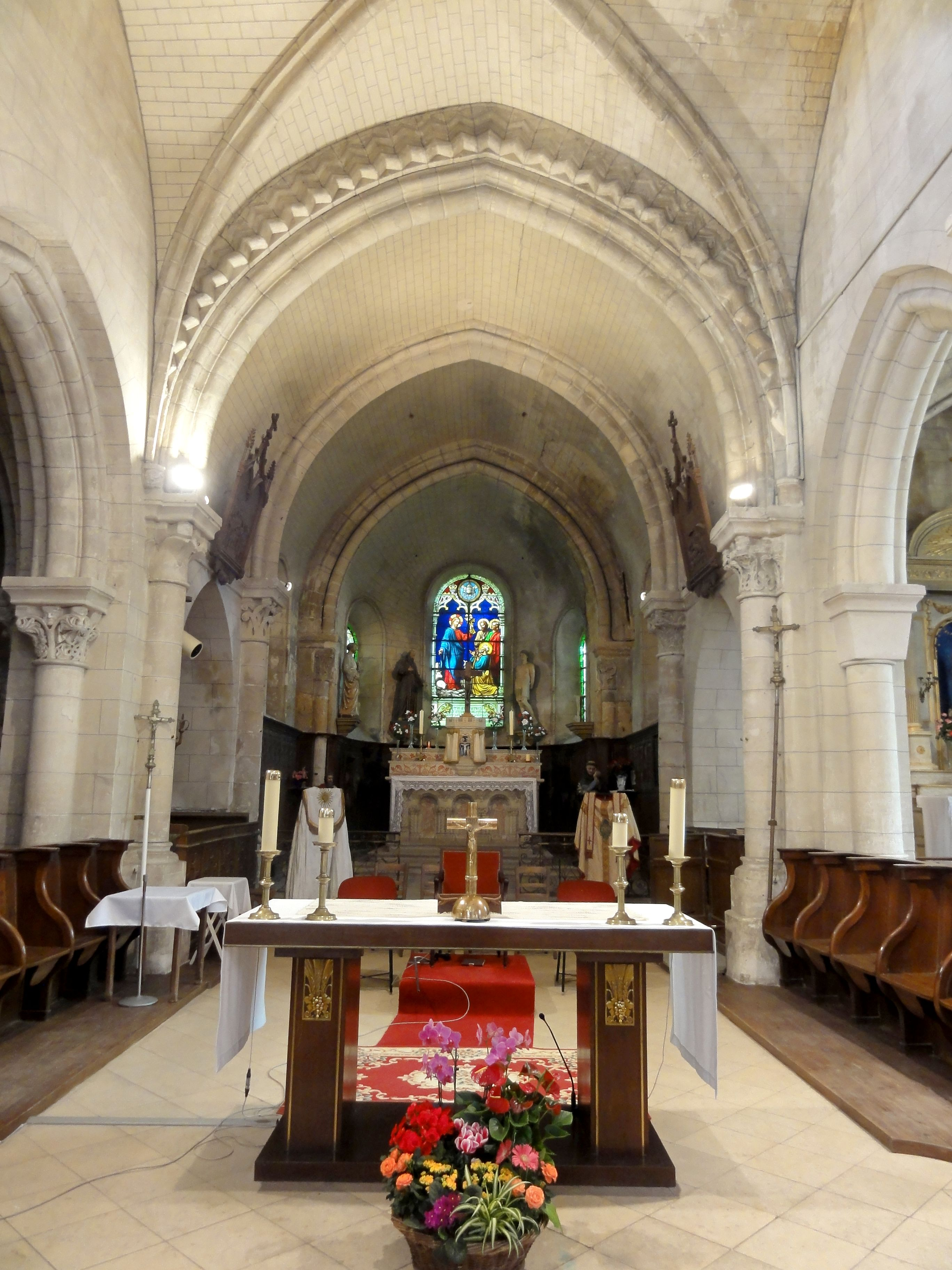
Croisée, vue vers l'est.

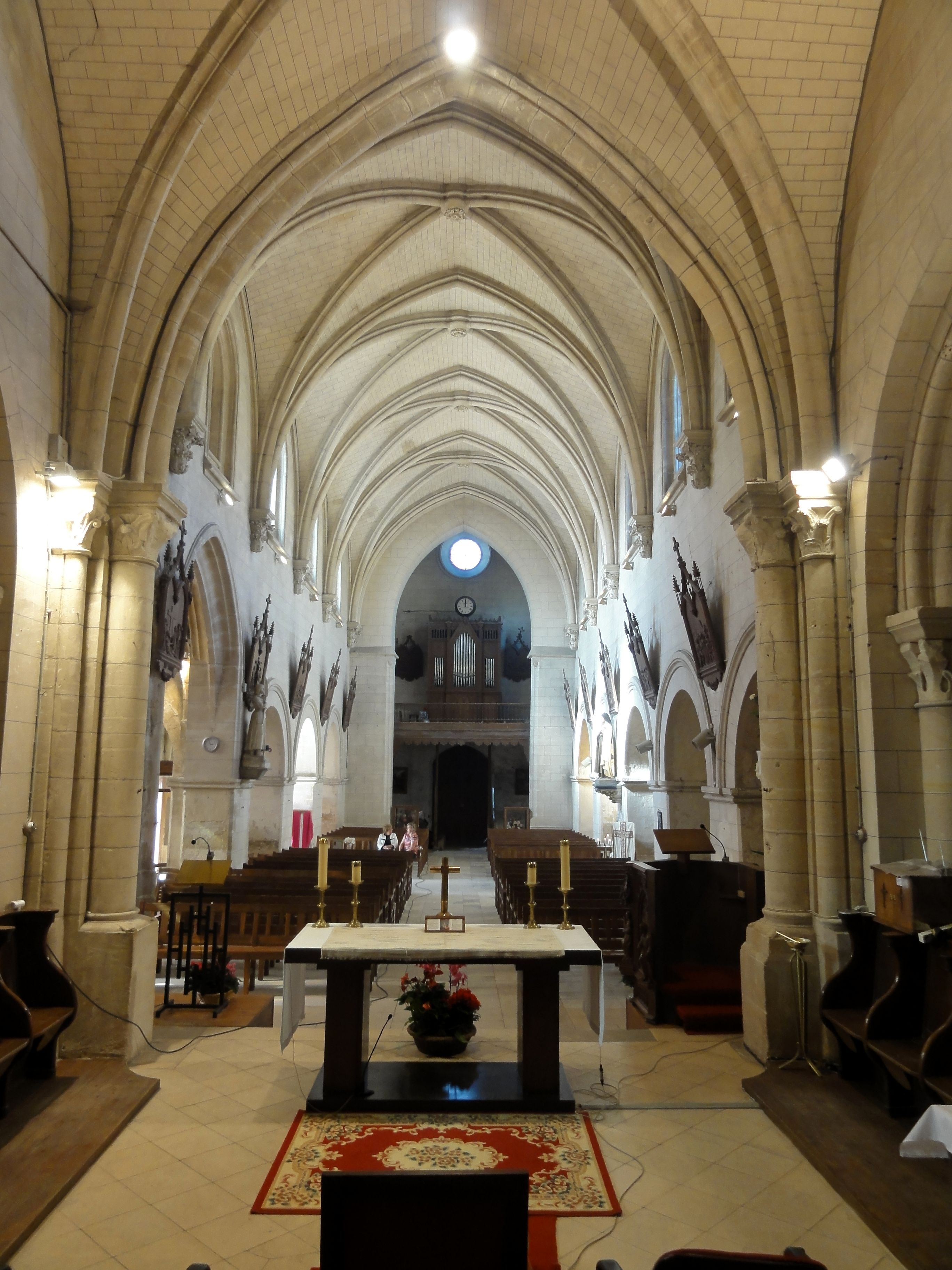
Croisée, vue vers l'ouest.

La croisée du transept roman, antérieure à la nef, a été remaniée au premier quart du XIIIe siècle dans le style gothique primitif, alors que le chœur sans doute contemporain de ce transept avait déjà été remplacé auparavant. La survivance de l'ancien transept jusqu'au début du XIIIe siècle explique la faible largeur et la faible hauteur du chœur, mais pas pourquoi les deux dernières travées sont encore moins larges et moins hautes que la précédente, ce qui donne certes un effet visuel intéressant qui fait paraître le chœur plus profond qu'il ne l'est, mais ce qui va à l'encontre de l'idée générale manifeste dès le début de la période gothique, qui veut que la magnificence du chœur célèbre la gloire de Dieu. Il en résulte en général un chœur aussi haut que la nef, voir plus haut que la nef si celle-ci est plus ancienne, comme c'est justement le cas à Béthisy-Saint-Pierre. Ce sont sans doute ces constats qui ont incité Dominique Vermand de revenir sur son avis initial, et de voir le chœur comme une création de l'extrême fin de la période romane, pas très éloigné de la date des bas-côtés donc. La forme en hémicycle apparaît encore au début de la période gothique à Fosses (Val-d'Oise), Orry-la-Ville, Pontpoint, Saint-Vaast-de-Longmont et Vaumoise, mais toujours associé à un voûtement d'ogives. Que l'on date le chœur de l'église Saint-Pierre des années 1145-1150 ou 1175-1200, il représente en tout cas le dernier chœur voûté en berceau et en cul-de-four qui a été construit dans le département. À la même époque, la travée sous clocher de Néry, œuvre du même atelier, est encore voûtée en berceau brisé, et des voûtes d'arêtes sont construites dans l'église de Ménévillers, mais ce sont les derniers exemples dans la région. Il se soulève la question si le chœur actuel de l'église Saint-Pierre ne comporte pas des éléments plus anciens en élévation, rendus imperceptibles mais expliquant sa forme archaïque. À ce propos, il reste à remarquer qu'aucun auteur ne soulève la question de la position du clocher initial,,,.
L'ancienne croisée du transept accueille aujourd'hui le maître-autel, et fait donc partie du chœur liturgique. L'arcade côté nef est à la fois moins large et moins élevée que cette dernière : l'on a sans doute préféré de reconstruire la croisée pas beaucoup plus haute que l'ancienne, afin de ne pas faire paraître le chœur comme dérisoirement bas, et de maintenir le décrochement au même endroit qu'auparavant, c'est-à-dire à la limite avec la nef. L'arcade depuis la nef est au profil d'un gros tore, d'une baguette, d'une gorge et d'un filet, et possède une archivolte supplémentaire côté ouest seulement, avec le même profil, le gros tore en moins. Avec les colonnettes supportant les ogives de l'ancienne croisée, l'arcade s'ouvre donc entre des faisceaux d'une colonne et de deux colonnettes de chaque côté. Les chapiteaux de crochets sont d'un style gothique déjà clairement affirmé. Malheureusement, les grands chapiteaux des deux colonnes sont défigurés par des projections de plâtre. Côté est, les ogives sont reçues par des culs-de-lampe, sans aucun motif apparent. Il n'y a pas de formerets au nord et au sud, où la voûte est très aigüe du fait de la faible profondeur de la travée. Les arcades en dessous sont également aigües, mais nettement plus basses, comme la chapelle nord qui est contemporaine, et comme l'ancien croisillon sud, qui a sans doute été maintenu jusqu'au XVIe siècle. Leur mouluration comporte un gros tore entre deux autres moins épais, et le diamètre du gros tore central, égal à celui de l'arcade vers la nef, est disproportionné par rapport aux dimensions des arcades,,,.
Au sud, les chapiteaux ne subsistent plus. L'un devait comporter deux rangs de feuilles d'acanthe sur une sorte de bourrelet qui assure la solidité de la sculpture : cette description du chanoine Müller ne correspond à aucun chapiteau encore en place. Alors qu'au moins ce chapiteau était encore lisible au début du XXe siècle, l'on s'interroge pourquoi les deux chapiteaux ont été remplacés par des blocs de pierre lors d'une restauration, dans l'attente d'être sculptés un jour. Au nord, l'on trouve deux gros chapiteaux de style gothique primitif, mais la sculpture de celui côté ouest paraît inachevée. L'autre est, d'après Eugène Müller, comme engaîné entre de larges feuilles d'eau, entre lesquelles se glisse une tête qui semble regarder d'un air ébahi. Les tailloirs présentent de haut en bas une plate-bande, un listel et un talon. Les chapiteaux de l'arc triomphal ont le même tailloir et sont assurément contemporains. Au sud, l'on voit des feuilles plates entre lesquelles se détache une petite tête de diable, et au sud, la corbeille est composée avec les mêmes feuilles d'acanthe que sur le chapiteau disparu, et le haut de la corbeille est encerclé par un galon losangé, d'où des têtes de monstres surplombent aux angles des tailloirs. Eugène Müller souligne l'élégance de galbe, l'habileté de ciseau rare et la grande variété des motifs. Le trait commun des chapiteaux est que le sommet de la corbeille est évidé en segments de cercle sous le talon du tailloir. Le chanoine qualifie ces chapiteaux de romans. Roman est également le double rang de bâtons brisés de l'arc triomphal vers le chœur proprement dit. C'est un motif d'origine anglo-normande si fréquent dans la région qu'il serait vain d'en citer tous les exemples, mais il est davantage utilisé sur les portails qu'à l'intérieur des églises, où on peut le voir à Béthisy-Saint-Martin, Bury, Foulangues, Saint-Martin-des-Champs (Paris). En résumé, dans l'ancienne croisée, seule l'arcade vers la nef et la voûte ont été remaniées au premier quart du XIIIe siècle, le reste étant contemporain du chœur actuel. Ce constat est intéressant, car on aurait donc modifié les arcades nord et sud du transept sans toucher aux croisillons, ou plutôt remanié pour une première fois la voûte de la croisée, en construisant une voûte en berceau analogue à celui des deux travées droites du chœur, ce qui explique aussi qu'il n'y a pas de colonnettes pour la voûte de la croisée du côté de l'arc triomphal,,,.

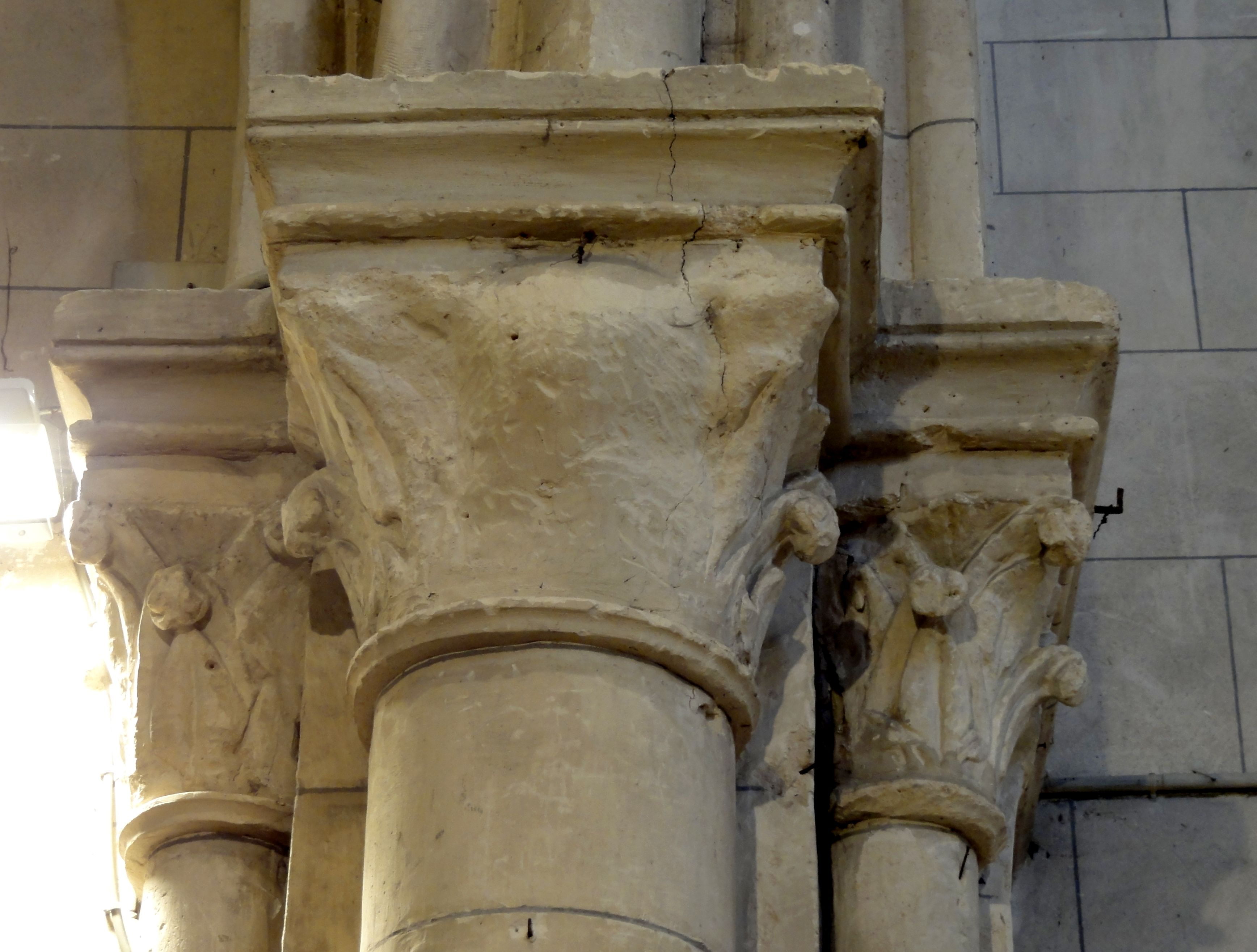
Arcade vers la nef, chapiteaux.
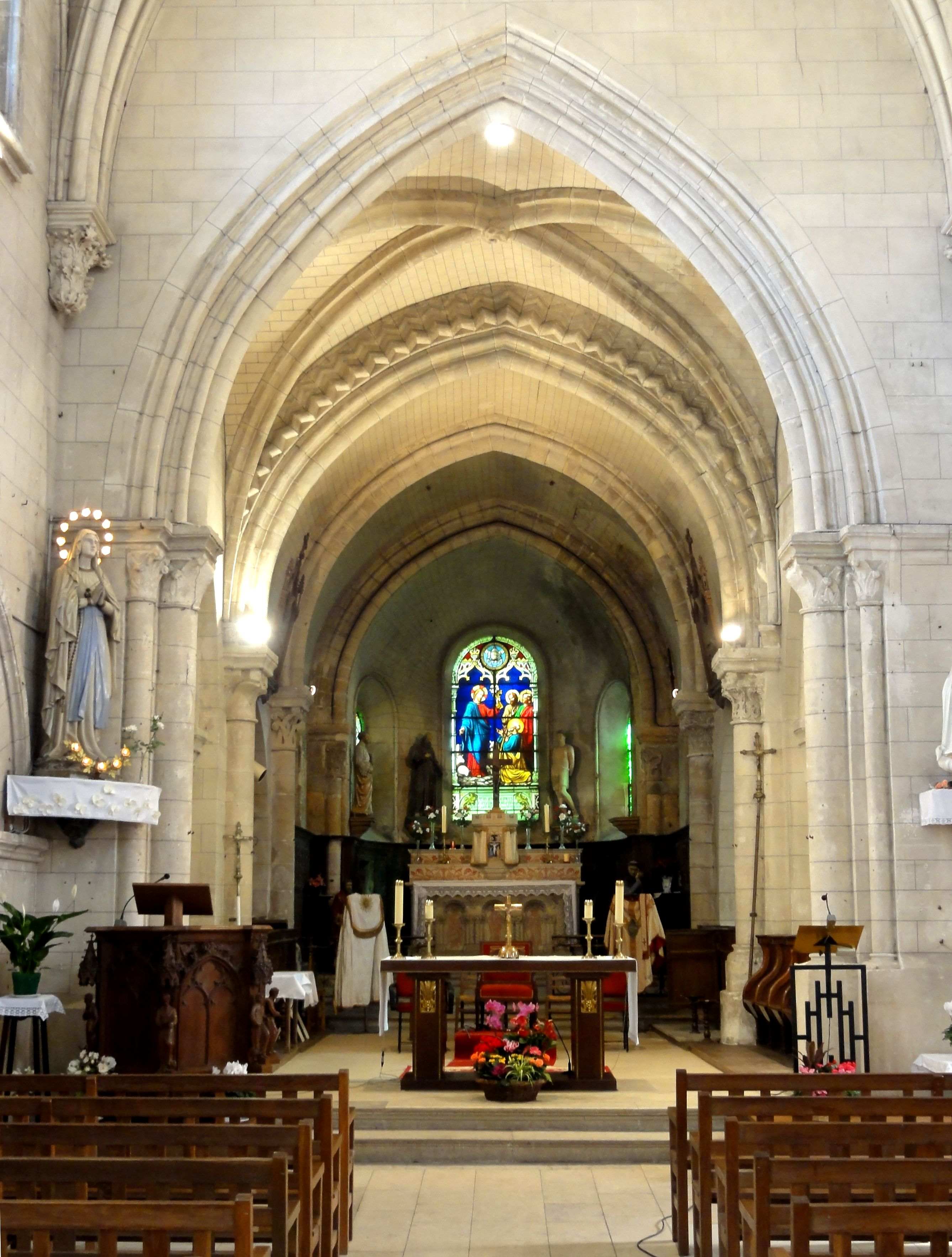
Arcade entre nef et croisée.
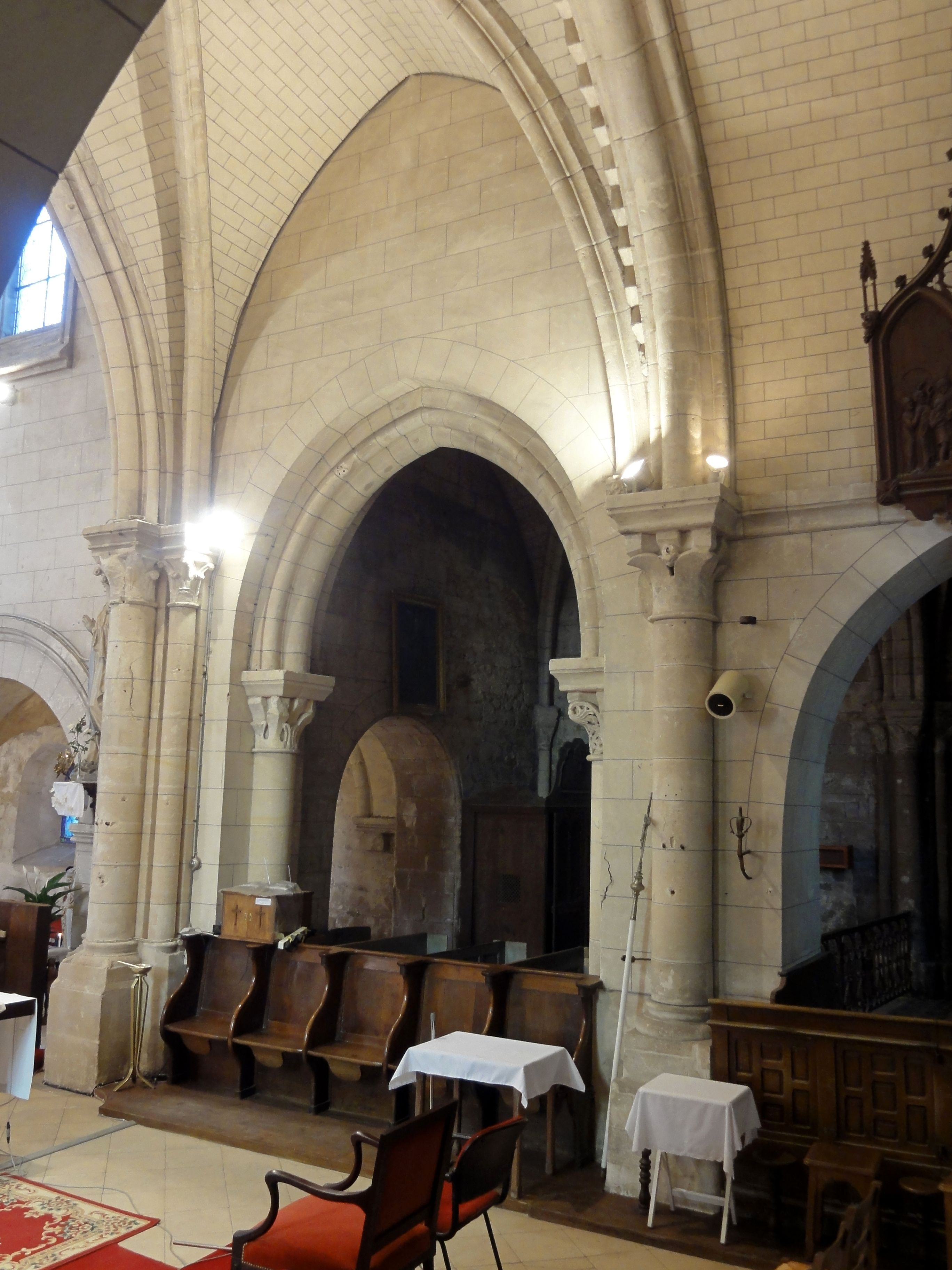
Croisée, vue vers le nord.
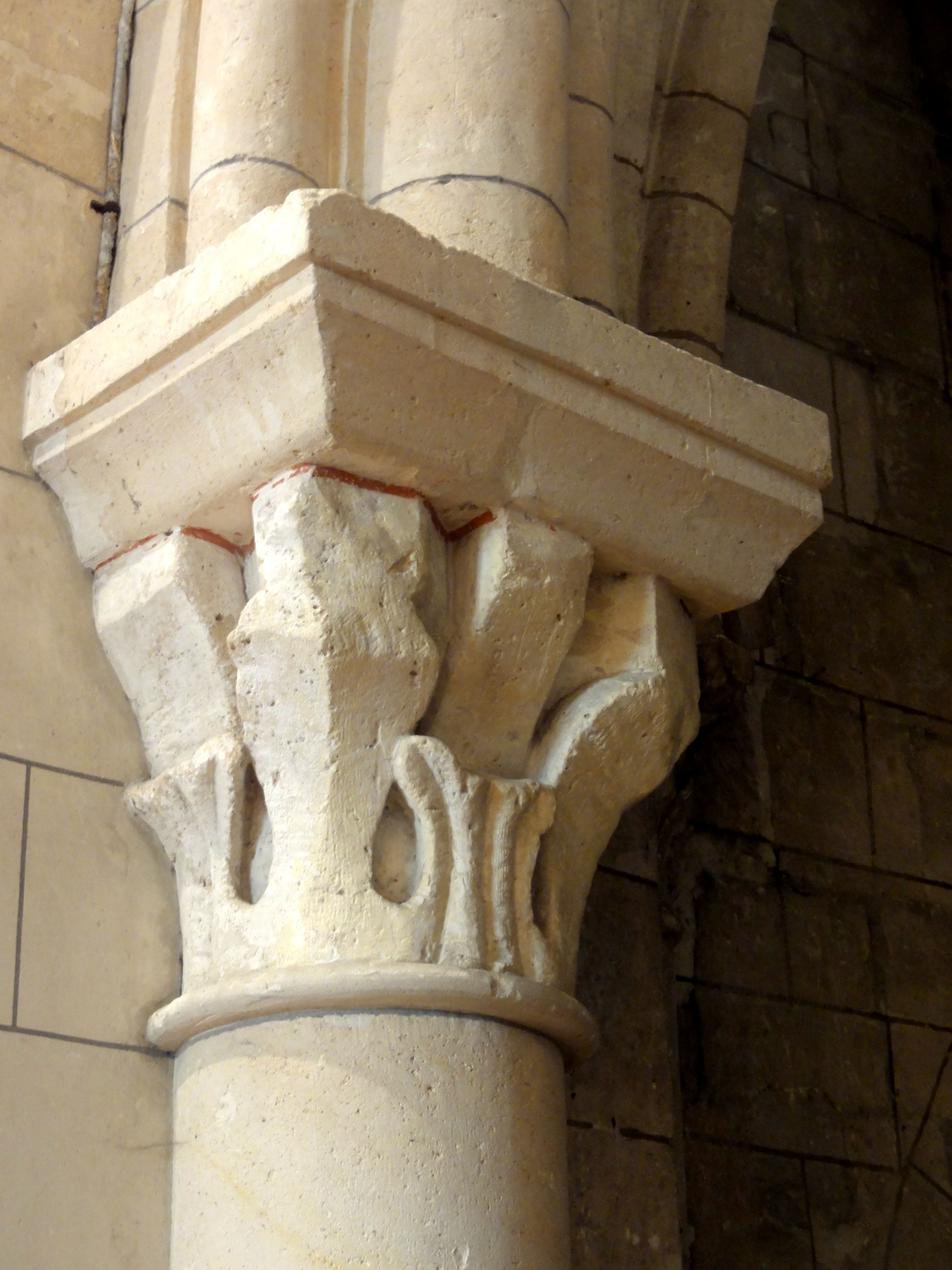
Arcade nord, chapiteau à g.
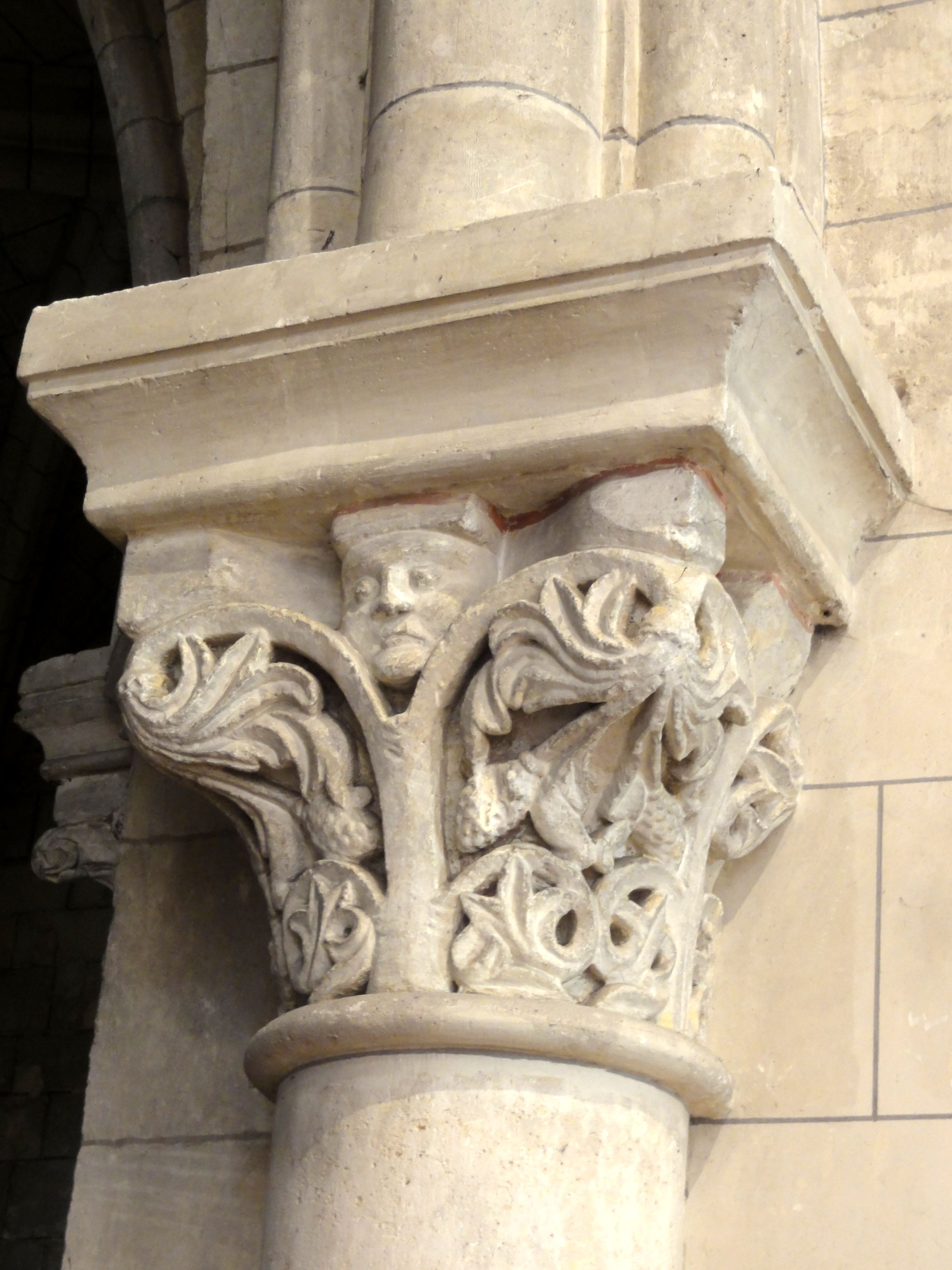
Arcade nord, chapiteau à dr.
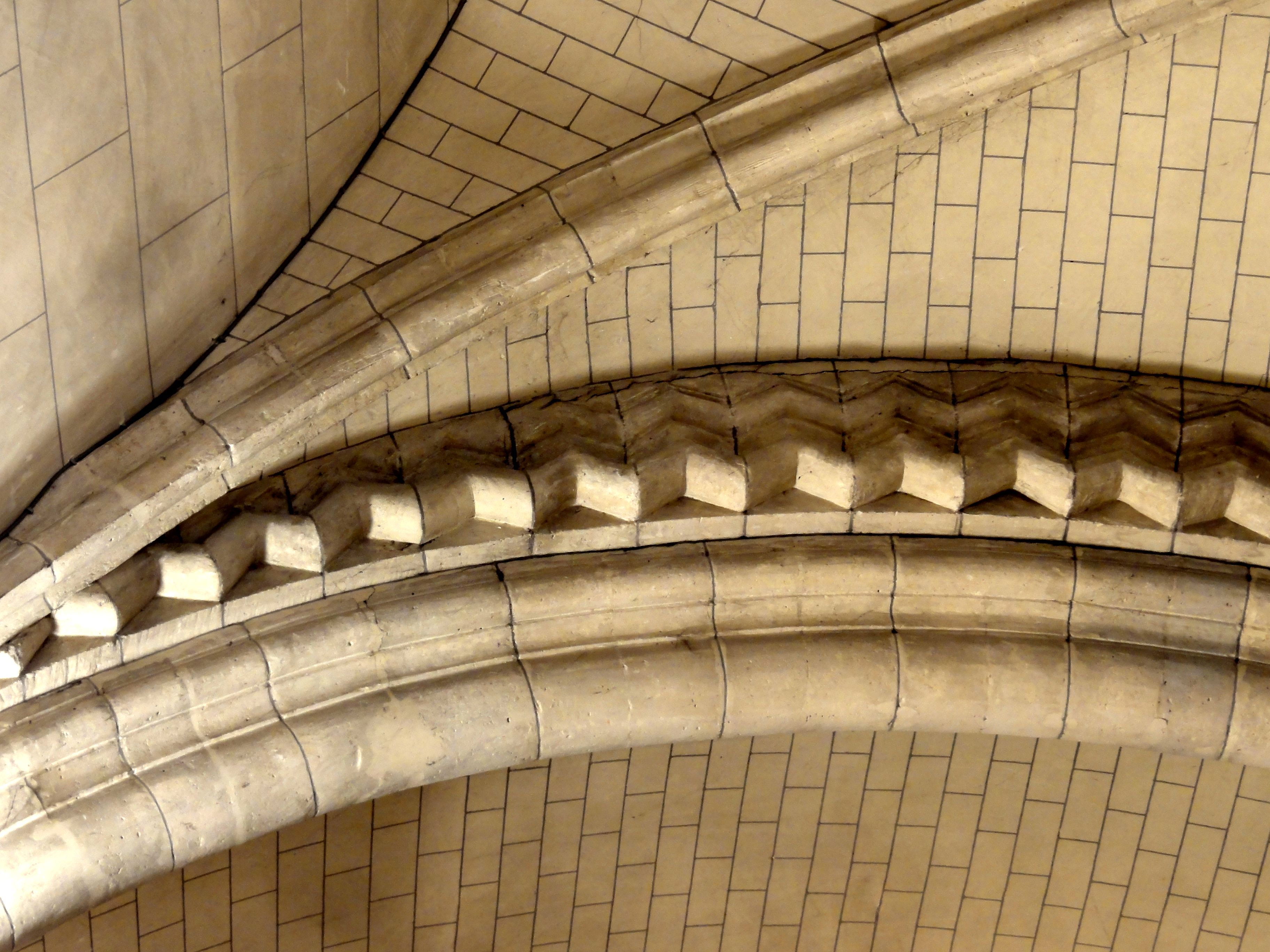
Profil de l'arc triomphal.

#### Chœur

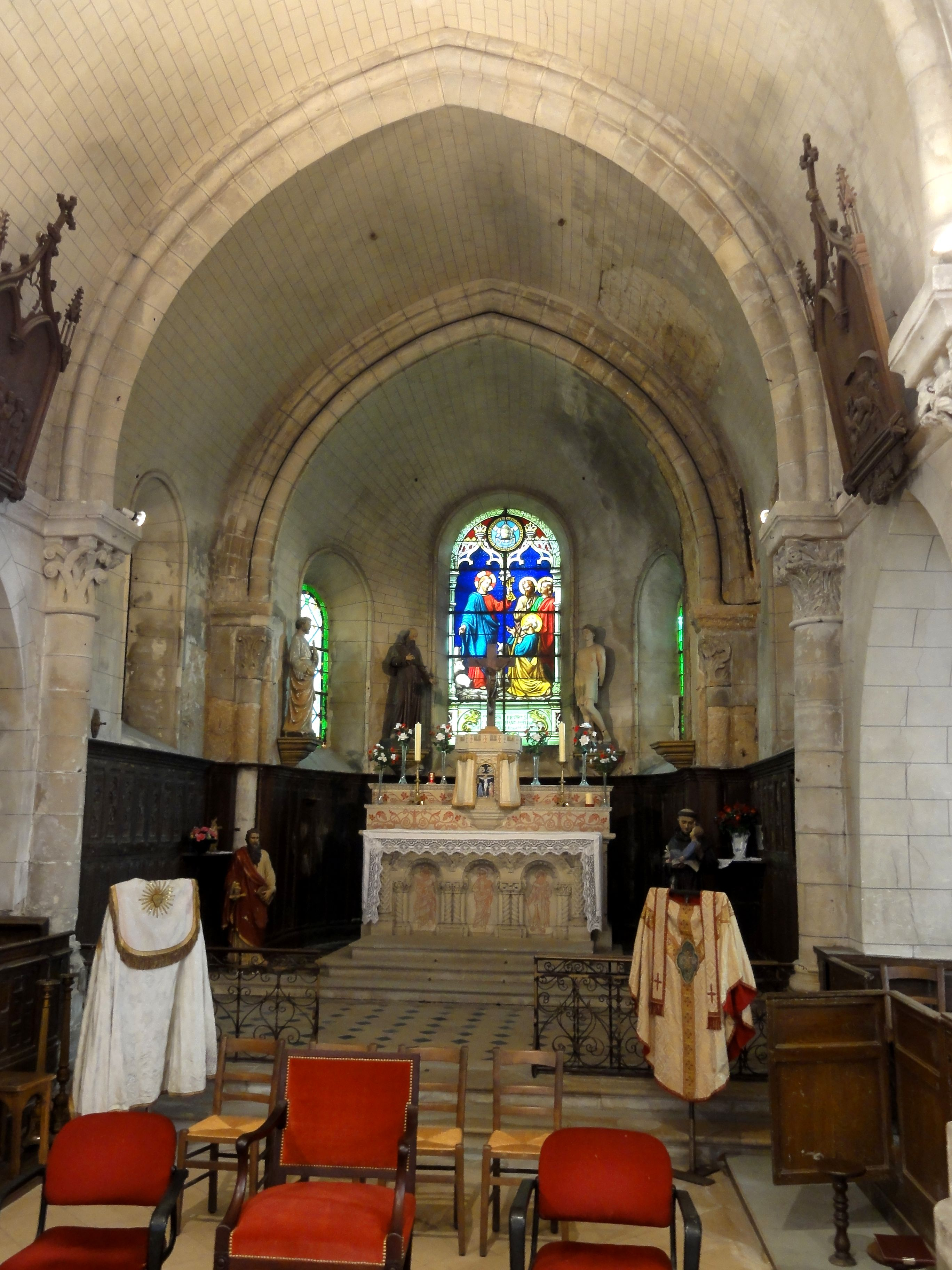
Chœur, vue vers l'est.

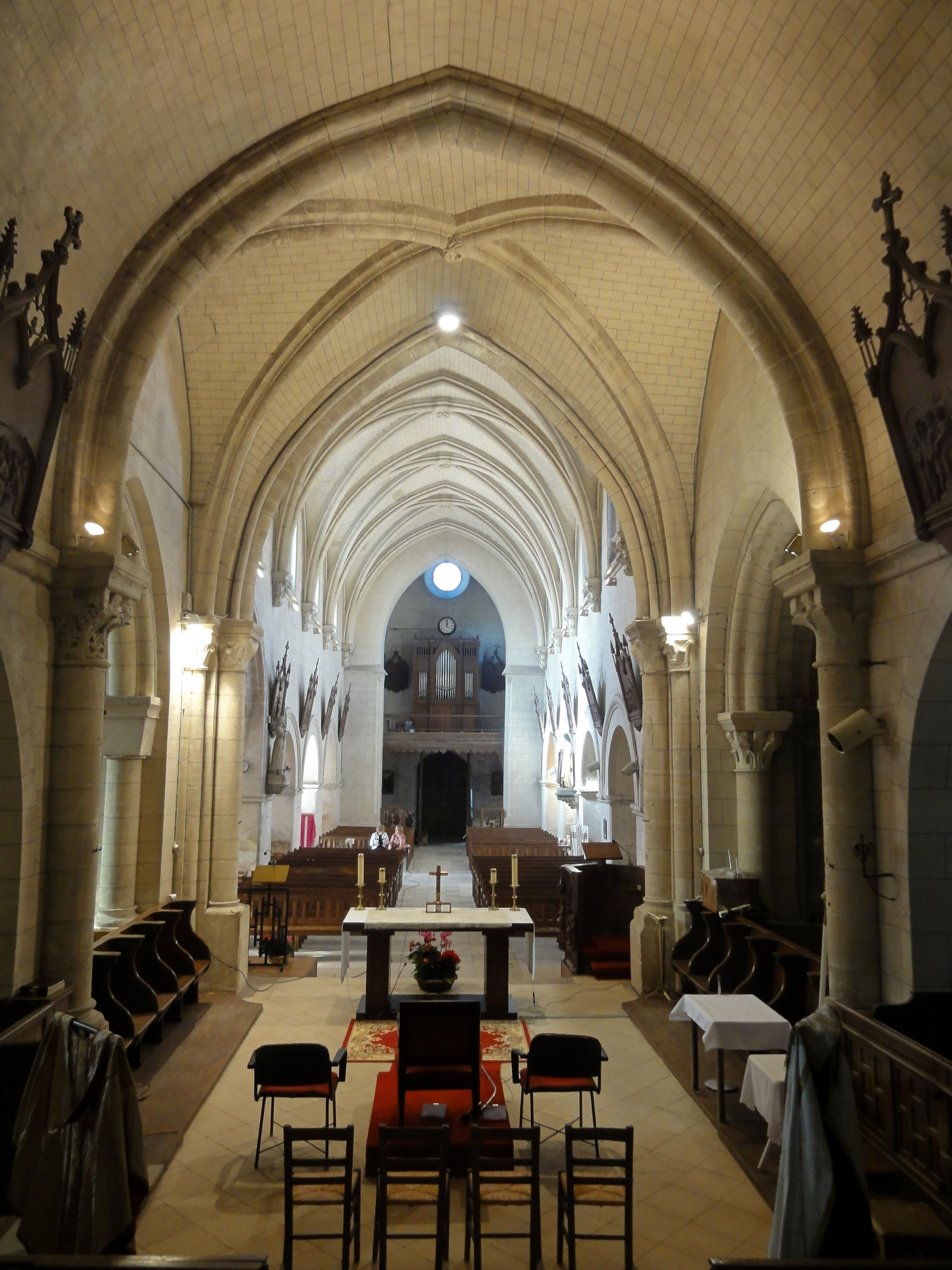
Chœur, vue vers l'ouest.

Le chœur proprement dit commence donc avec l'arc triomphal surmonté de l'archivolte de bâtons brisés, qui à l'origine était donc un doubleau entre deux voûtes en berceau brisé. Les deux travées droites du chœur sont toujours voutés en berceau brisé, et les tailloirs sont toujours les mêmes que sous l'arc triomphal, et sous l'arcade nord de l'ancienne croisée. Il en va de même des chapiteaux à l'intersection des deux travées droites, dont Eugène Müller dit qu'ils sont vêtus plus capricieusement de tigettes frisantes ou de rinceaux que retiennent des nœuds à perlettes et terminent des pommes de pin ou des fruits d'arum. Le chapiteau côté sud est placé sous l'influence nette du corinthien. Les chapiteaux entre la seconde travée droite et de l'abside sont plus petits. Ils n'ont que deux faces sculptées au lieu de trois, et masquent avec leurs colonnettes et leur archivolte le décrochement qui existe entre la seconde travée et l'abside. La partie haute de la corbeille n'est pas non plus évidée en segments de cercle, et en plus du tailloir décrit (qui est cassé côté sud), les petits chapiteaux à l'entrée de l'abside ont comme un second tailloir, qui est gravé de losanges côté nord et d'une ligne ondulée côté sud. Au nord, le motif sont des feuilles d'acanthe, avec un rang de trois petites feuilles en bas et deux feuilles plus grandes en haut, dont les extrémités forment des volutes d'angle moins stylisés que d'accoutumé. Ici une vague influence du corinthien est perceptible, et le chanoine Müller dit qu'outre que ces chapiteaux sont d'un grand style, ils sont encore des pastiches de l'antique. Au sud, une grande feuille d'acanthe forme une palmette, et l'angle saillant est occupé par deux feuilles ordinaires, d'où surgit une minuscule tête de monstre. Sur le plan des doubleaux, l'on note moins d'homogénéité, car le tore central du doubleau à l'intersection entre les deux travées droites est en profil d'amande, comme pour la première fois quelques années plus tôt à Saint-Vaast-lès-Mello. Il est bordé par deux tores de moindre diamètre, mais toutefois plus forts que sur les précédents doubleaux. Le dernier doubleau présente de nouveau un gros tore de section ronde, surmonté d'une gorge et d'une baguette à peine dégagée,,,.
Dans la première travée droite du chœur, la mouluration des tailloirs se poursuit comme bandeau sur les murs, exactement à la retombée de la voûte en berceau. En dessous, les murs ont été percés après coup d'arcades en tiers-point. Elles sont d'une forme aigüe et non moulurées, comme fréquemment les arcades ouvertes dans un mur existant. Il est difficile d'établir la date de ces arcades, tant que l'on ignore à quoi succède la travée Renaissance à l'emplacement de l'ancien croisillon sud, qui, comme déjà signalé, va jusqu'au milieu de l'arcade sud de la première travée du chœur. Au plus tôt, les arcades ont pu être percées lors de la construction de la chapelle latérale nord. Lorsque la chapelle latérale sud a été construite quelque temps avant (les auteurs ne s'accordent pas sur la date, autour de 1150 ou au début du XIIIe siècle), les arcades n'ont pas dû exister, car l'on conçoit mal pourquoi l'architecte aurait laissé commencer la chapelle par un doubleau qui retombe au nord sur une console au-dessus du clé d'arc de l'arcade sud. — Depuis la première travée droite du chœur, l'on monte deux marches dans la seconde travée, puis une troisième marche dans l'abside. Il y a ici des fenêtres latérales, mais la fenêtre au sud de la seconde travée droite du chœur ne donne que dans la sacristie (dans l'ancienne chapelle latérale sud). La partie hautes des fenêtres, qui sont en plein cintre et entourées d'une rainure, se situe déjà dans la partie basse des voûtes. Les voûtes ne retombent plus sur des bandeaux moulurés comme dans la première travée, la transition entre murs et voûtes étant à peine perceptible. C'est une seconde différence qui existe par rapport au début du chœur, en plus de la différence des chapiteaux du dernier arc-doubleau. Le chœur est donc probablement le résultat de deux campagnes de construction rapprochées, dont la première porte sur la dernière travée droite et l'abside, et la seconde sur la première travée droite et un remaniement de la croisée du transept primitive, remaniée une seconde fois une soixantaine d'années plus tard,,,.

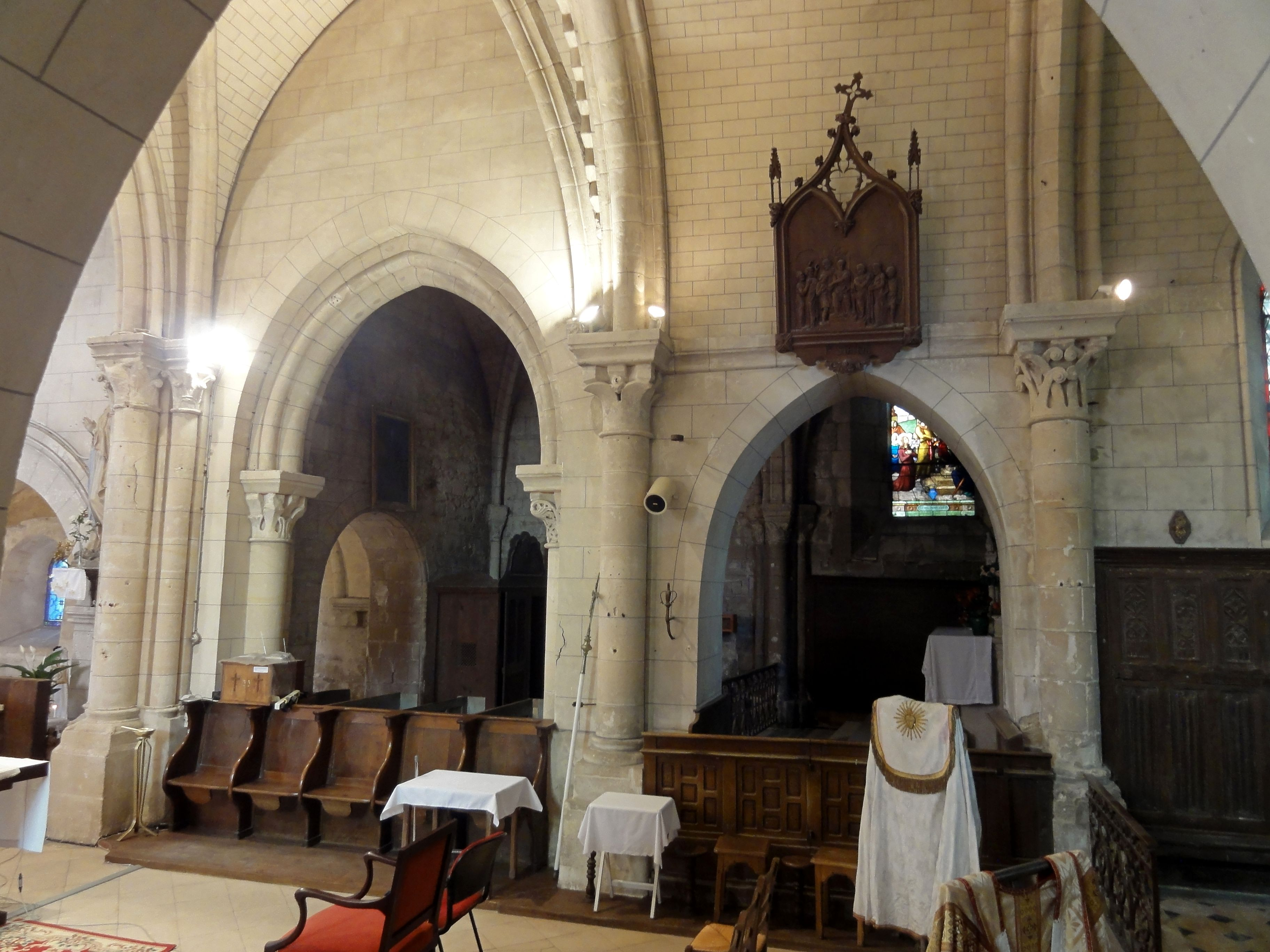
Ancienne croisée et 1re travée, côté nord.
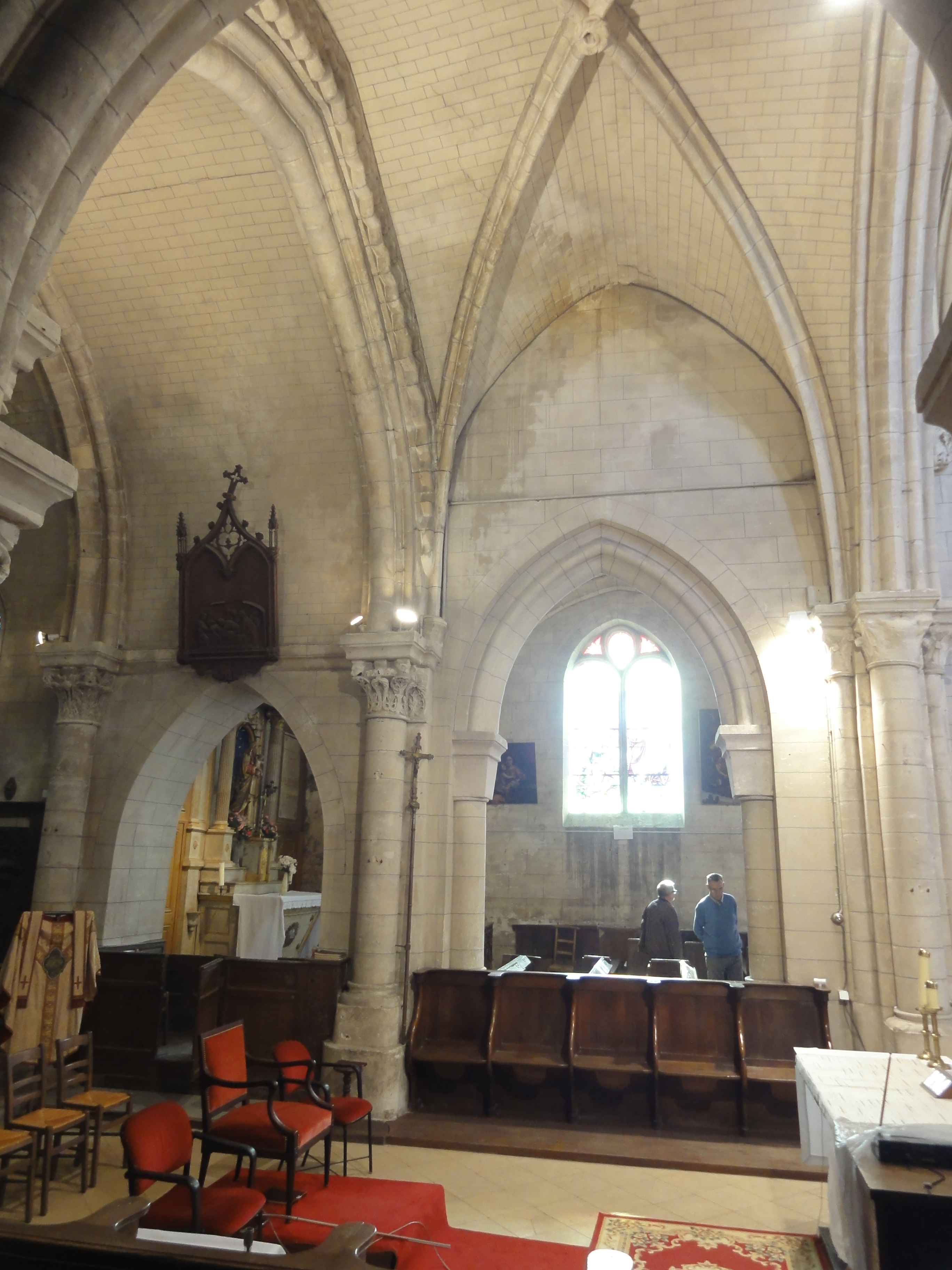
Ancienne croisée et 1re travée, côté sud.
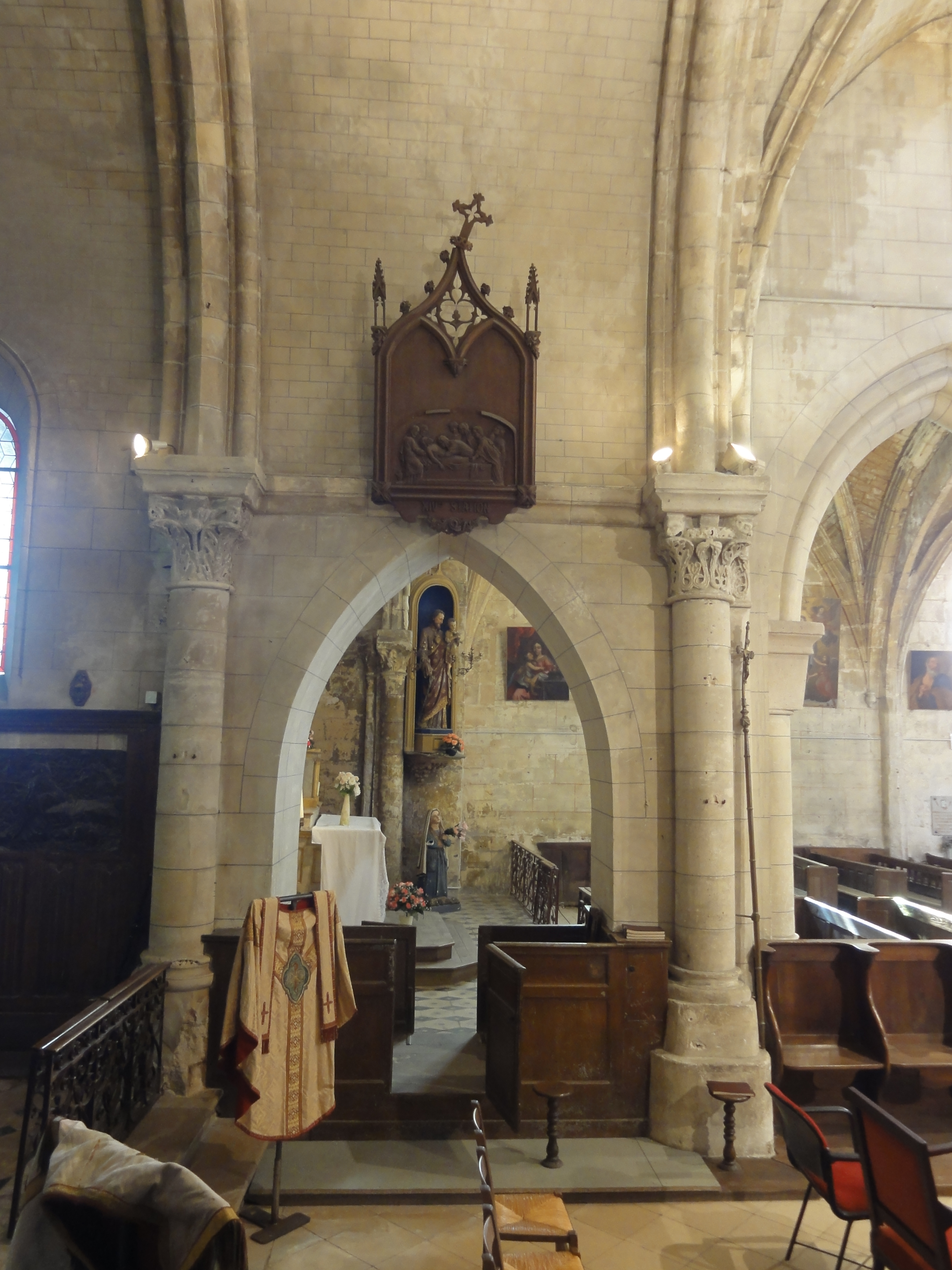
1re travée, côté sud.
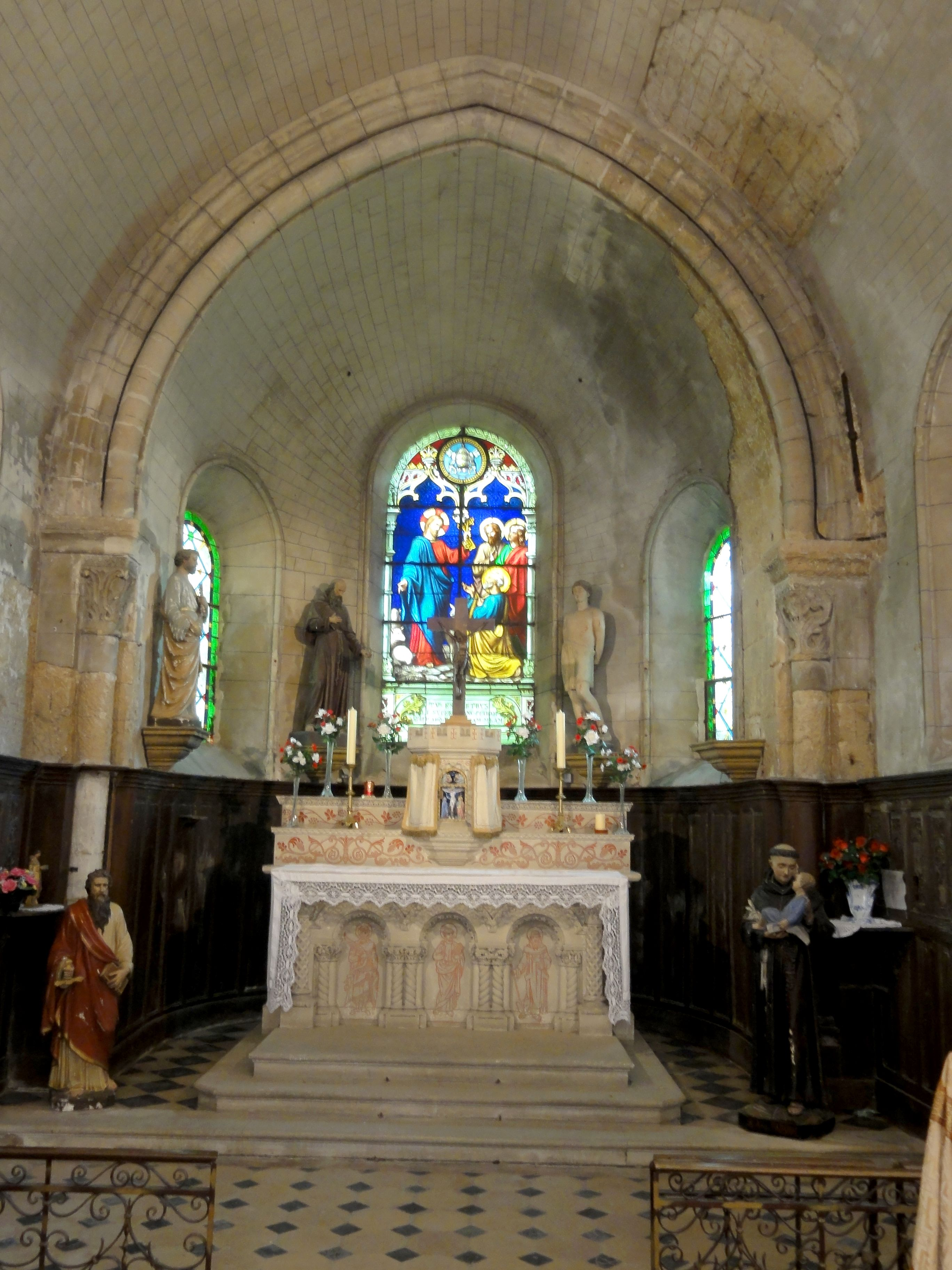
Fond du chœur et ancien maître-autel.
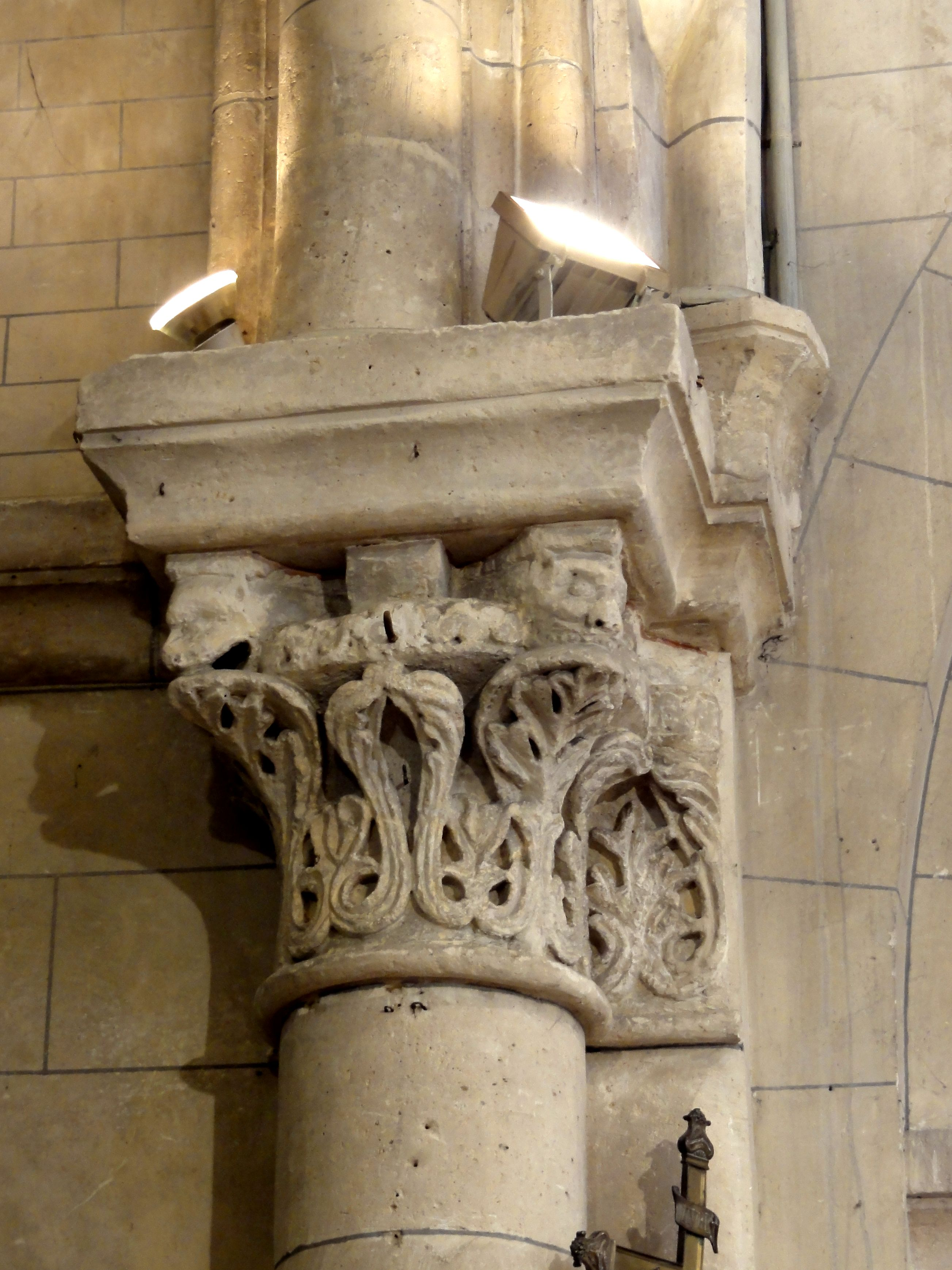
Chapiteau entre 2e et 1re travée, côté sud.
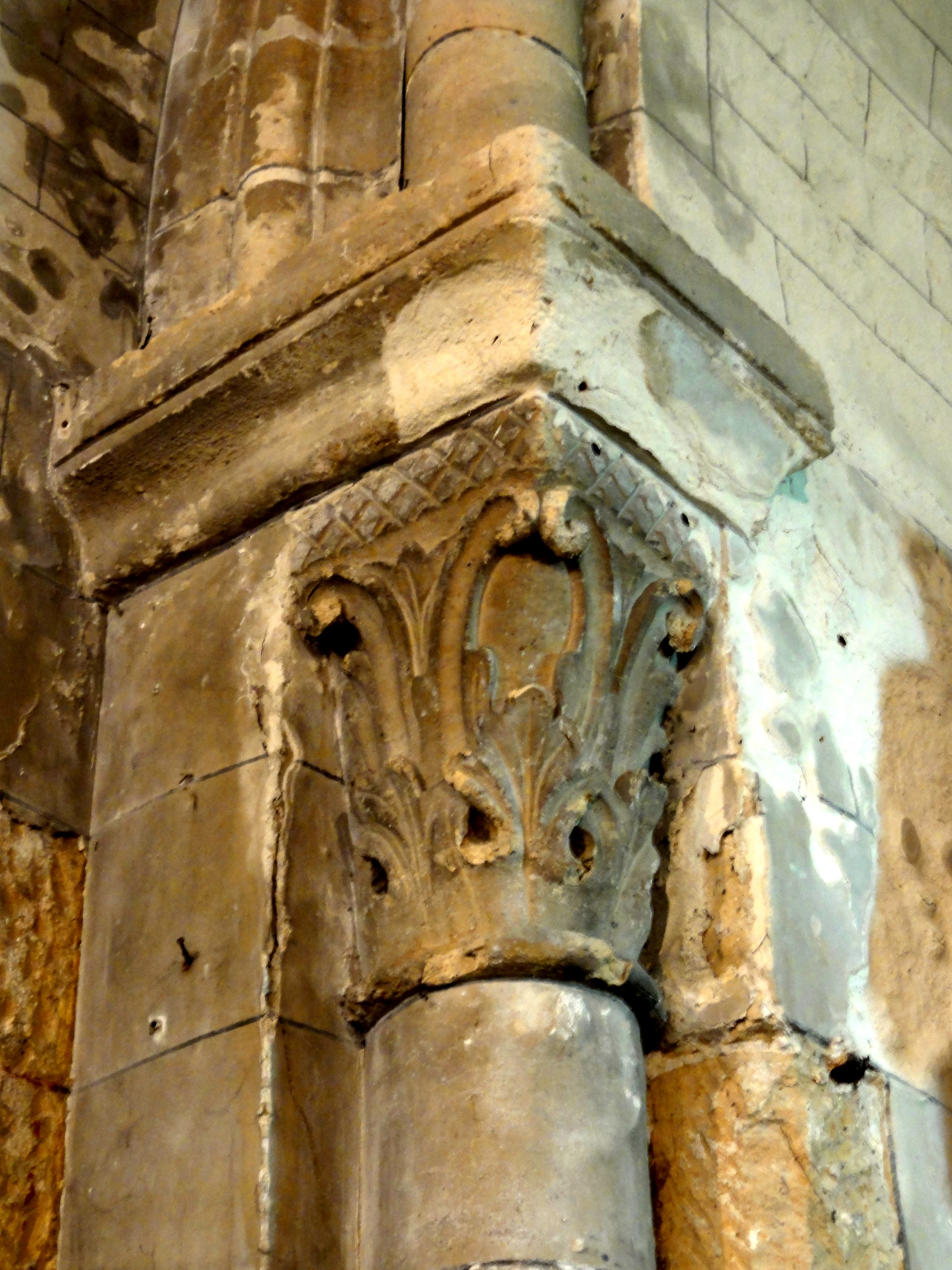
Chapiteaux entre 4e et 3e travée, côté nord.

### Chapelle Sainte-Geneviève

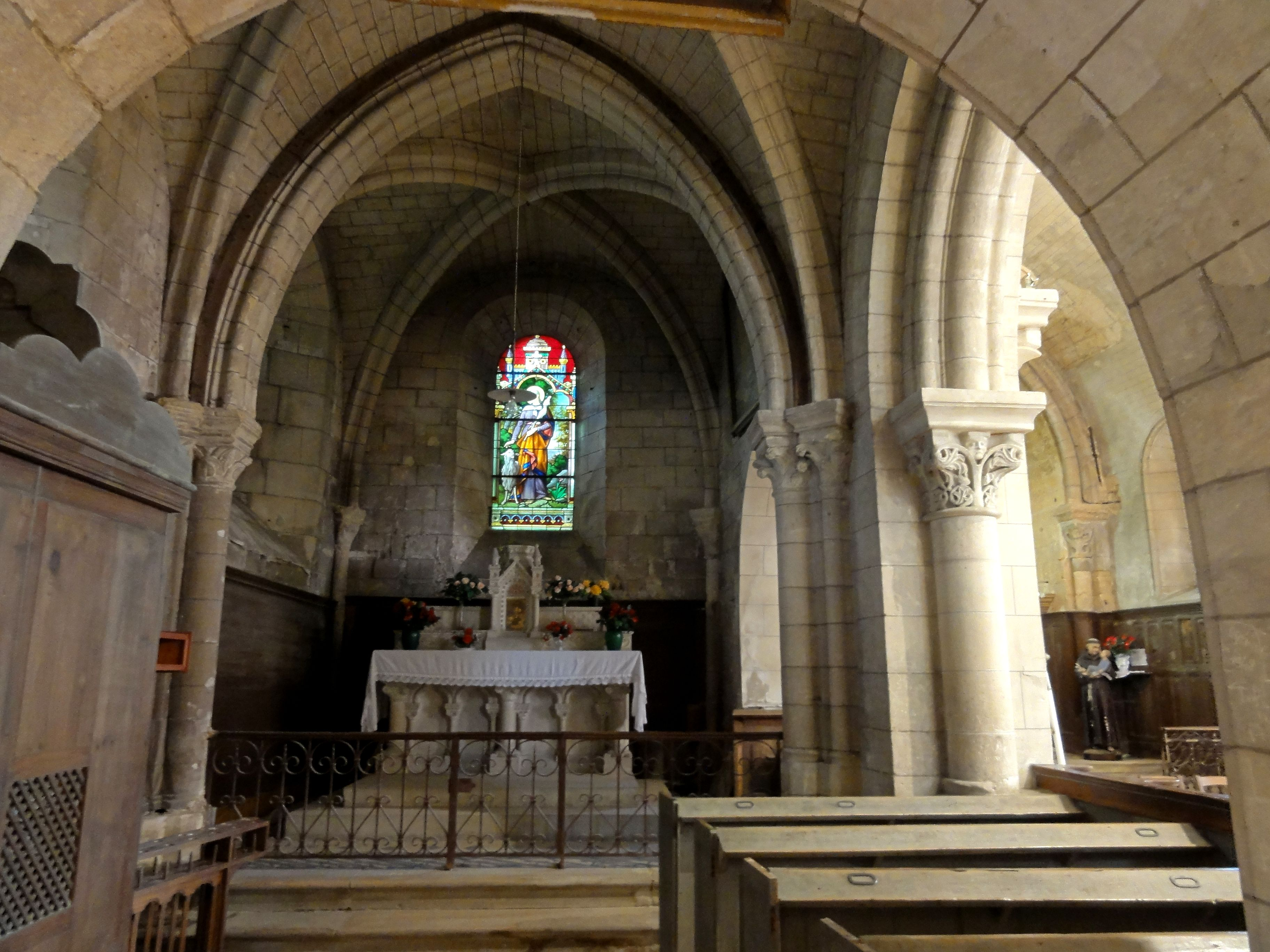
Chapelle nord, vue vers l'est.

La chapelle Sainte-Geneviève au nord et la chapelle qui remplace les deux dernières travées du bas-côté sud sont bien les seules parties de l'église dont la datation ne fait aucun doute, et où l'analyse stylistique n'aboutit sur aucun constat inattendu. La chapelle Sainte-Geneviève du début du XIIIe siècle est plus haute que les bas-côtés, mais moins élevée que l'ancien carré du transept. Elle remplace l'ancien croisillon nord du transept et donne une travée supplémentaire côté est, alors que l'arcade vers le carré du transept a déjà été refaite peu avant le milieu du XIIe siècle. L'arcade vers le bas-côté nord ne se confond pas avec son dernier doubleau, auquel elle se superpose. Légèrement moins large et moins haute, sa forme en plein cintre s'adapte parfaitement au tracé du doubleau. L'arcade est moulurée d'une fine baguette des deux côtés. Quant à l'arcade entre la seconde travée de la chapelle et le chœur, elle est en tiers-point et a été percée au plus tôt lors de la construction de la chapelle. La seconde travée de la chapelle est moins profonde que la première, du fait qu'elle s'aligne parfaitement sur la première travée du chœur.
Chacune des deux travées de la chapelle est recouverte d'une voûte d'ogives, dont le profil est d'un tore aminci au profil d'amande, en somme encore proche de celui des bas-côtés romans, ce qui montre une fois de plus que la datation par les profils des ogives n'est possible que si l'on est en face des occurrences les plus précoces. Les ogives retombent les tailloirs des chapiteaux de crochets de la même facture que ceux de l'arcade entre la nef et l'ancienne croisée du transept. Ils sont portés par des colonnettes appareillées logées dans les angles. Les clés de voûte ne sont pas décorées, et les formerets sont absents. Un doubleau au profil de deux tores encadrant un filet sépare les deux travées. Ses chapiteaux sont analogues aux autres mais plus grands, et ses colonnettes sont engagées dans des dosserets. Les fenêtres en arc brisé, voire en plein cintre au-dessus de l'autel, sont fortement ébrasées et assez petites, ce qui s'explique par l'existence de la salle à l'étage, dont les murs doivent supporter le poids,,.

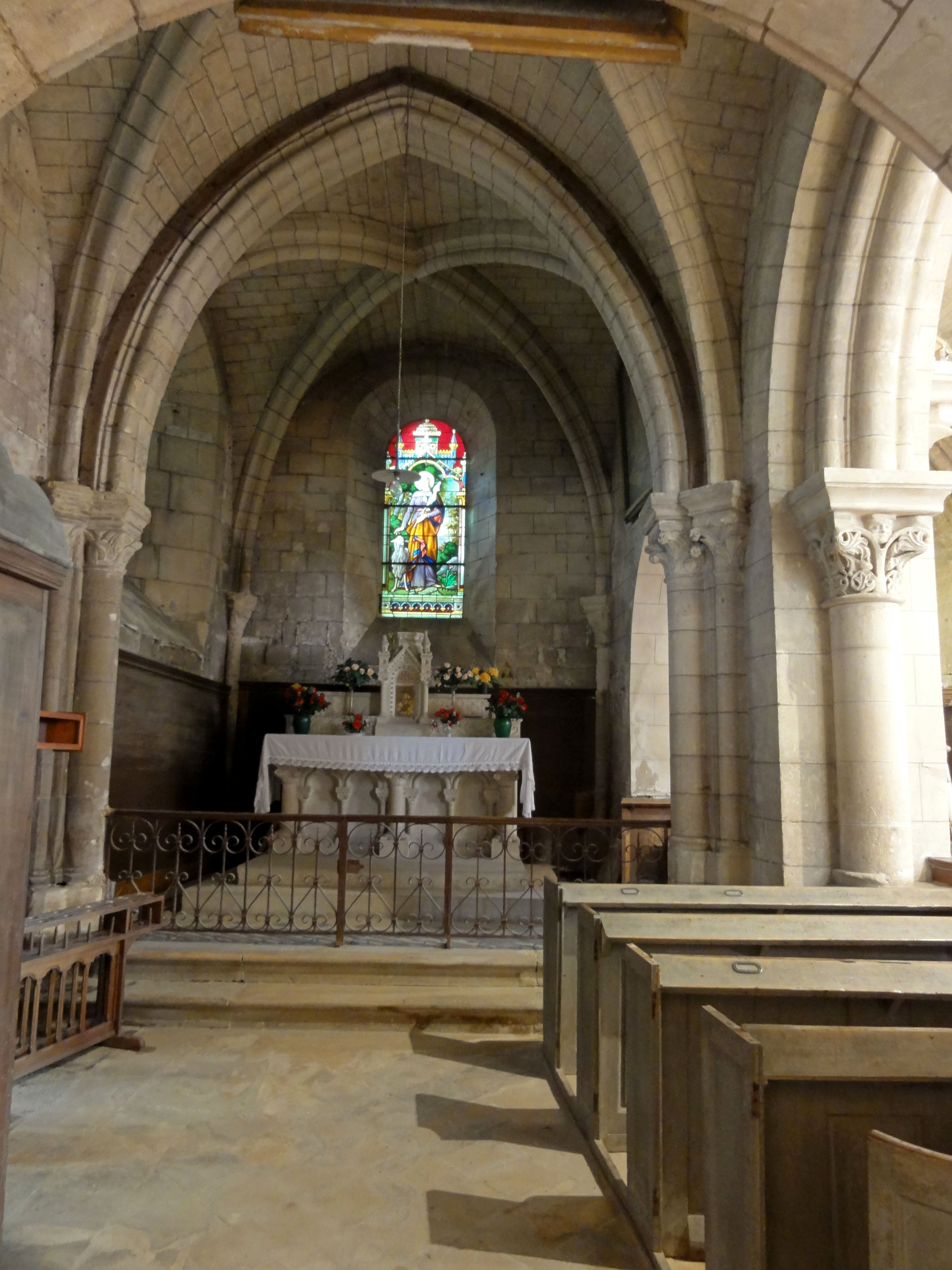
Chapelle nord, vue vers l'est.
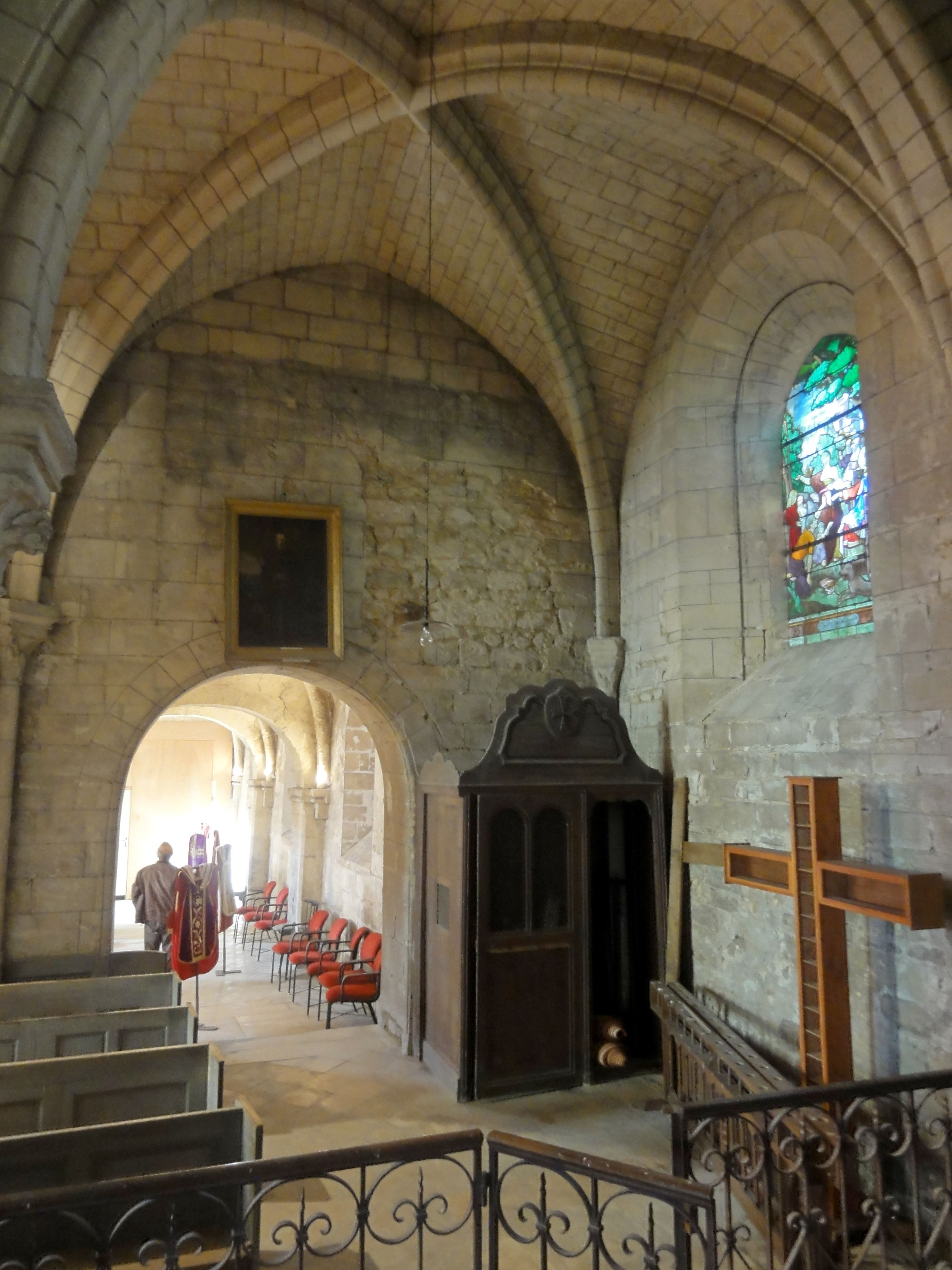
Chapelle nord, vue vers l'ouest.
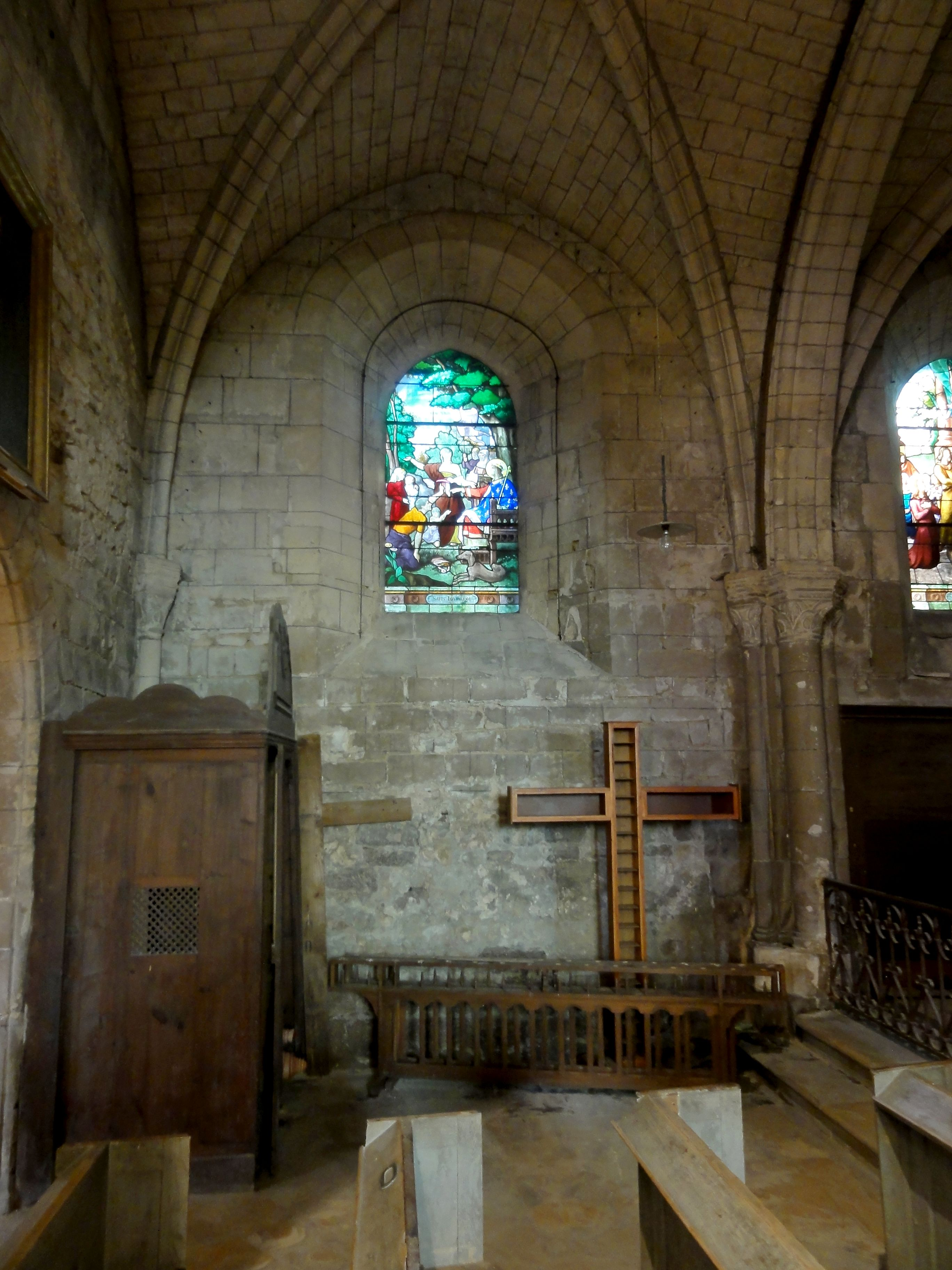
1re travée, vue vers le nord.
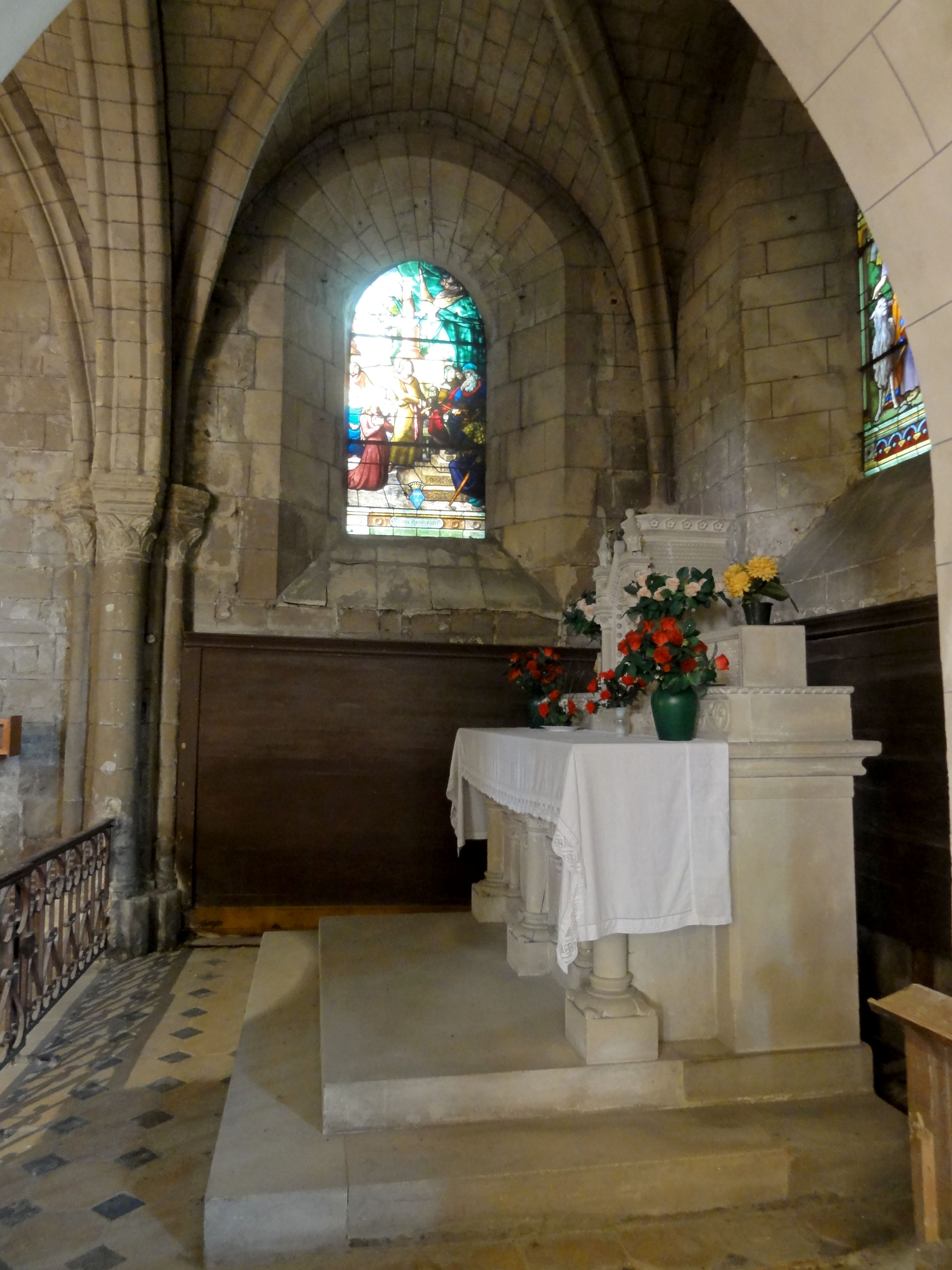
2e travée, vue vers le nord.
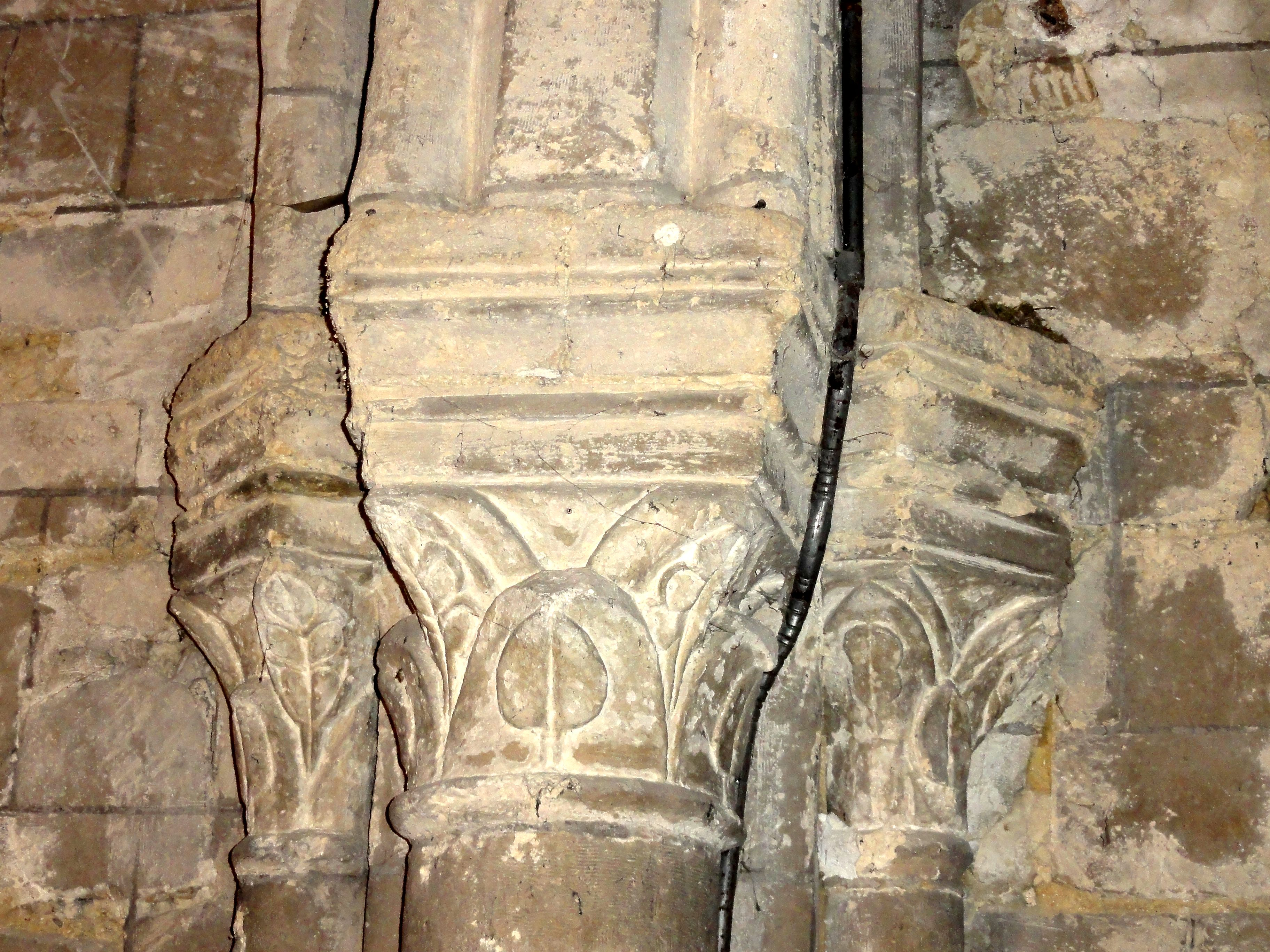
Chapiteaux côté nord.
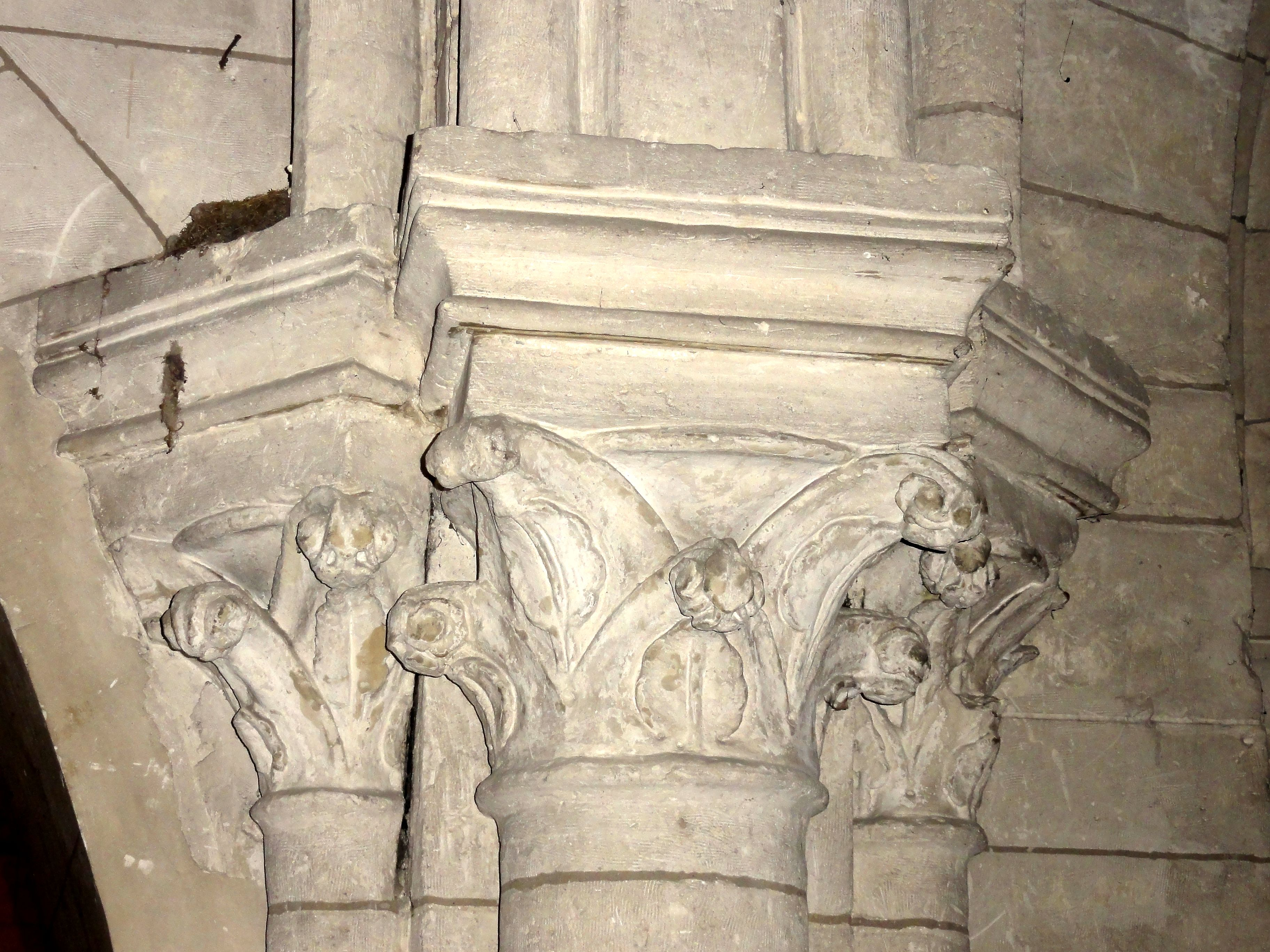
Chapiteaux côté sud.

### Chapelles sud

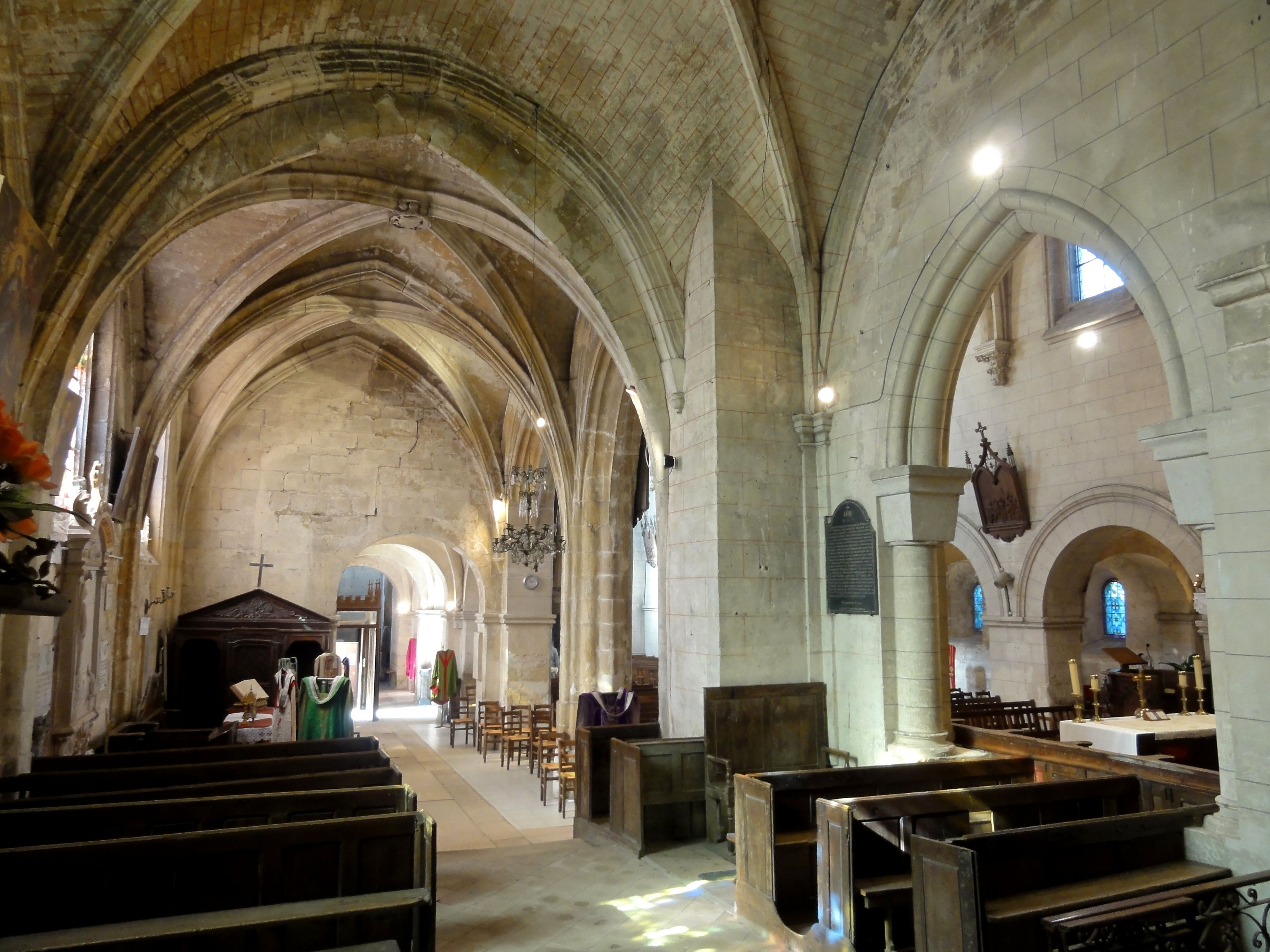
Vue vers l'ouest depuis l'actuelle limite est ; au fond, le bas-côté sud.

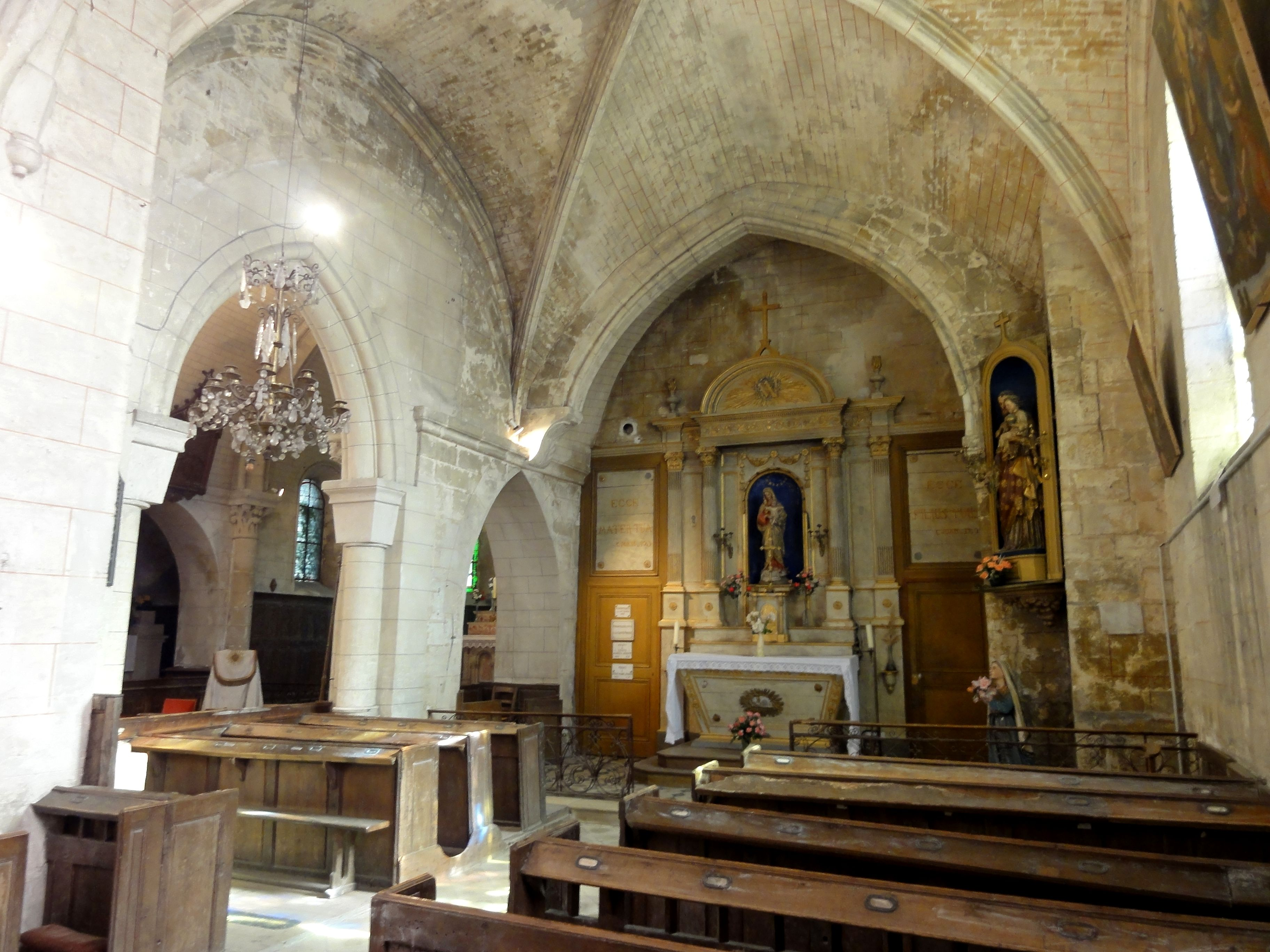
Travée Renaissance, vue vers le nord-est.

Il faut distinguer les deux travées se substituant aux deux dernières travées du bas-côté sud de la nef, la grande travée Renaissance déjà mentionnée et la chapelle latérale sud du chœur. Elle date de la même période que le chœur sans être tout à fait contemporaine, et au moins du côté de l'extérieur, son style est différent, ce qui en fait un sujet d'étude intéressant. Mais aucun auteur n'y consacre plus qu'une ou deux phrases, et la transformation en sacristie ne facilite pas l'analyse. — Du début du XVIe siècle datent les deux travées au sud de la nef, à la fois plus hautes et plus larges que les bas-côtés romans, ce qui a motivé le percement de deux nouvelles grandes arcades. Vues depuis la nef, le début de la première et la fin de la seconde arcade paraissent réalisées maladroitement, car les ouvertures percées dans les murs romans ne sont pas suffisamment large pour que le tracé des arcs puisse s'achever. L'on note par contre l'élégant pilier ondulé à l'intersection entre les deux arcades. Les fenêtres hautes de la nef situées au-dessus ont été obturées par la charpente de cette chapelle, bâti en même temps que le clocher. Si l'on regarde l'intérieur de la chapelle, les arcades vers la nef paraissent tout aussi maladroites, car elles sont un peu moins hautes que les voûtes, et des formerets existent donc au-dessus. Les nervures sont tous d'un profil prismatique caractéristique de la période flamboyante, et se fondent dans le pilier ondulé et les supports engagés dans les murs, mais retombent sur un culot dans l'angle nord-ouest, où le pilier roman garde par ailleurs son tailloir tout autour. Les fenêtres ne sont pas alignées sous les sommets des voûtes, mais se rapprochent du doubleau intermédiaire. Elles sont pourvues d'un remplage flamboyant de deux lancettes aux têtes tréflées, surmontées de soufflets et mouchettes, avec un dessin fort curieux sur la seconde fenêtre,,.
La travée Renaissance ne montre aucune différence notable de première vue, car l'apport du milieu du XVIe siècle se limite à la voûte et au mur extérieur, dont la fenêtre montre le remplage Renaissance standard de deux formes en plein cintre, surmontées d'un soufflet simplifié. Les nervures de la voûte ont perdu leur acuité. Sous de nombreux égards, la travée Renaissance fait preuve de compromis, et elle apparaît comme le résultat de la volonté de relier rapidement trois parties entre eux, sans trop se soucier de l'aspect esthétique. Les trois marches d'escalier mettent la travée au même niveau que le chœur. Dans l'angle nord-ouest, une massive pile carrée devient visible en regardant depuis l'est. Il n'a pas d'homologue au nord et pourrait être un vestige du précédent clocher, qui a peut-être été démoli après l'achèvement du clocher actuel, ce qui expliquerait la plupart des anomalies de la travée Renaissance, mais aussi sa date tardive. Près du pilier, l'ogive ne se fonde pas dans l'angle saillant de la pile, comme le voudrait la logique, mais rejoint l'angle rentrant. Toujours en regardant depuis l'est, l'on note que la voûte de la travée Renaissance se termine par un formeret déformé côté ouest, au-dessus duquel affleure le revers du dernier doubleau de la chapelle flamboyante, qui n'est pas mouluré de ce côté. Ensuite, en regardant vers l'est, l'on aperçoit une autre pile diagonalement opposé au précédent. Ici non plus, l'ogive ne suit pas sa trajectoire normal. Le doubleau à l'entrée de la chapelle latérale sud du chœur ressemble assez au doubleau intermédiaire de la chapelle nord, mais sa mouluration est endommagée en bas à droite. Elle retombe ici sur un chapiteau en mauvais état et une colonnette. À gauche, elle retombe sur une grande console au-dessus du sommet de l'arcade vers la première travée du chœur. Cette arcade, déjà discutée, est si épaisse qu'une alcôve y a été aménagée, fermée par des portières des deux côtés et contenant de chaises : c'est un aménagement original qui ne manque pas de pittoresque. Tout ce que l'on voit de la chapelle est le début d'une voûte en berceau brisé. L'autel de la Vierge avec son retable est posé contre le mur qui condamne la chapelle.

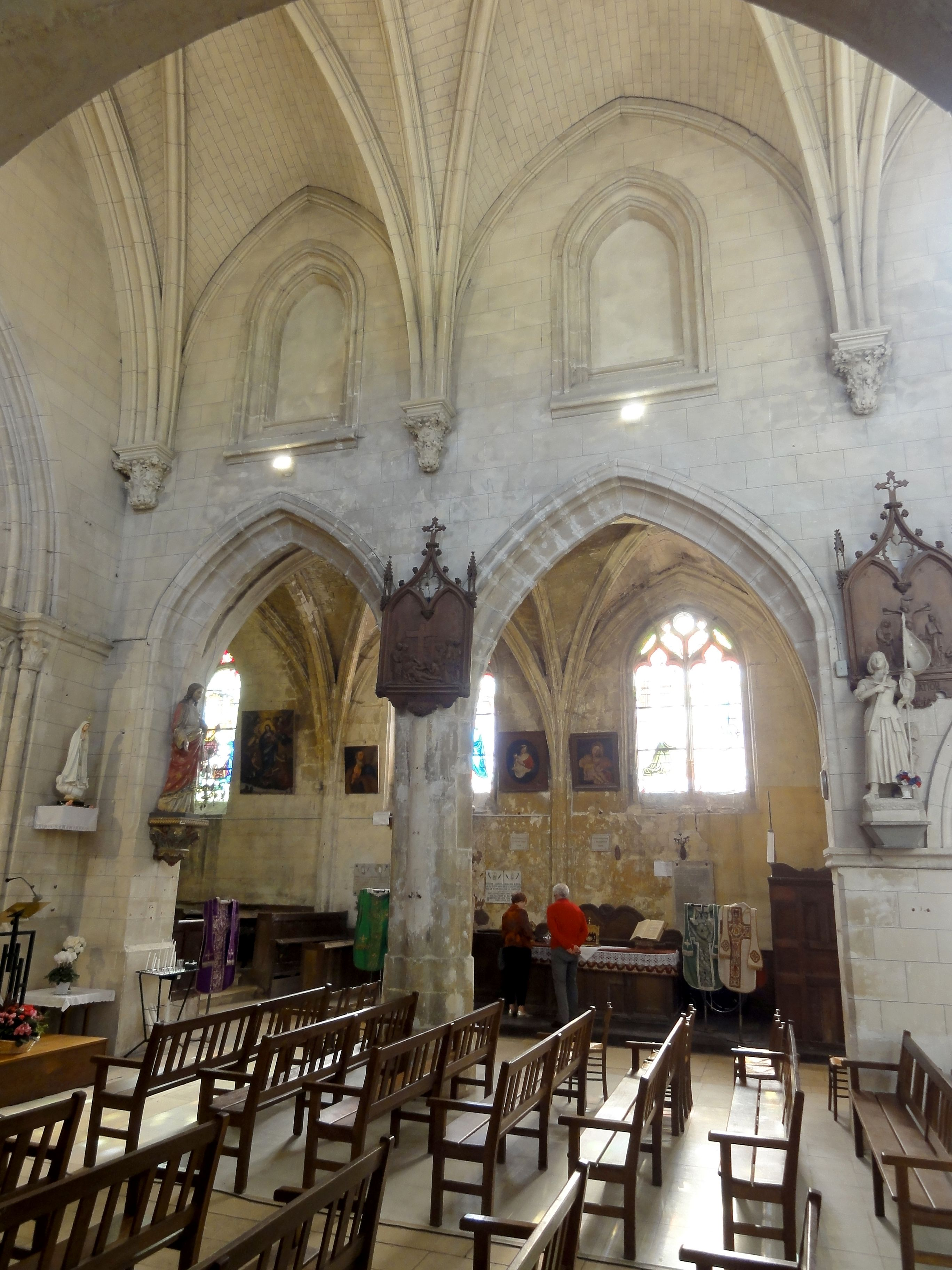
Nef, 6e et 5e travée côté sud.
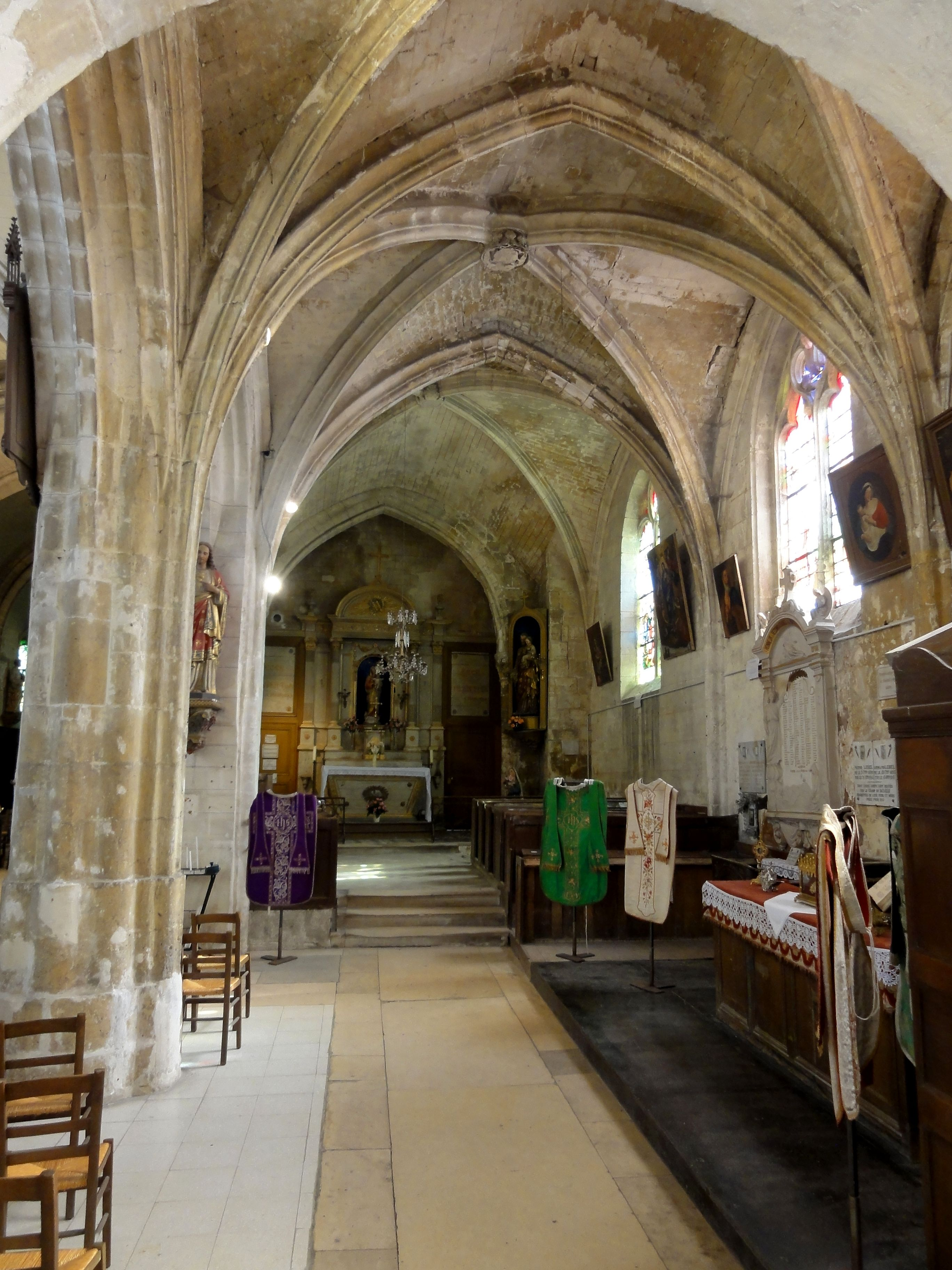
Chapelles sud, vue vers l'est.
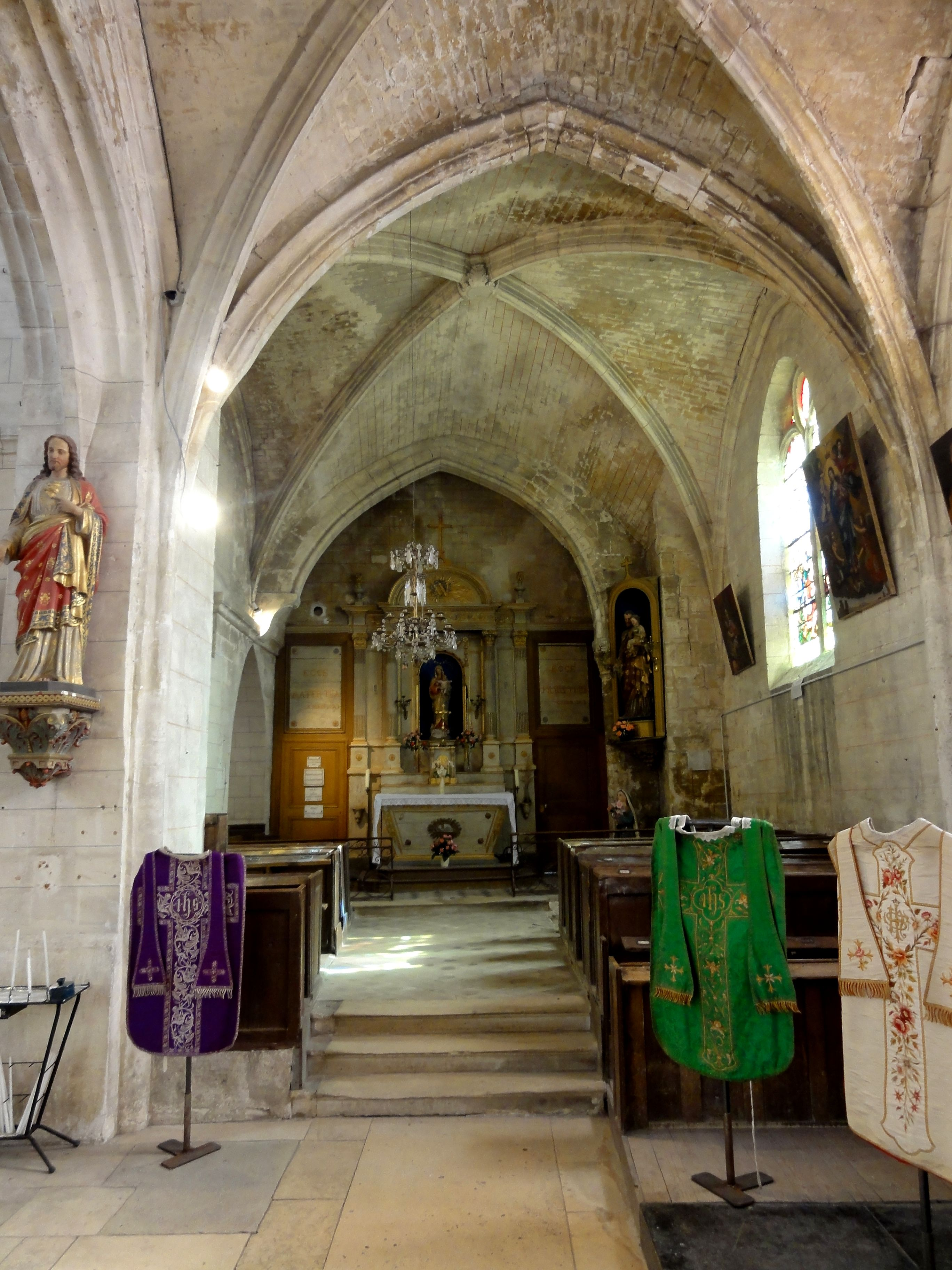
Chapelles sud, 2e travée, vue vers l'est.
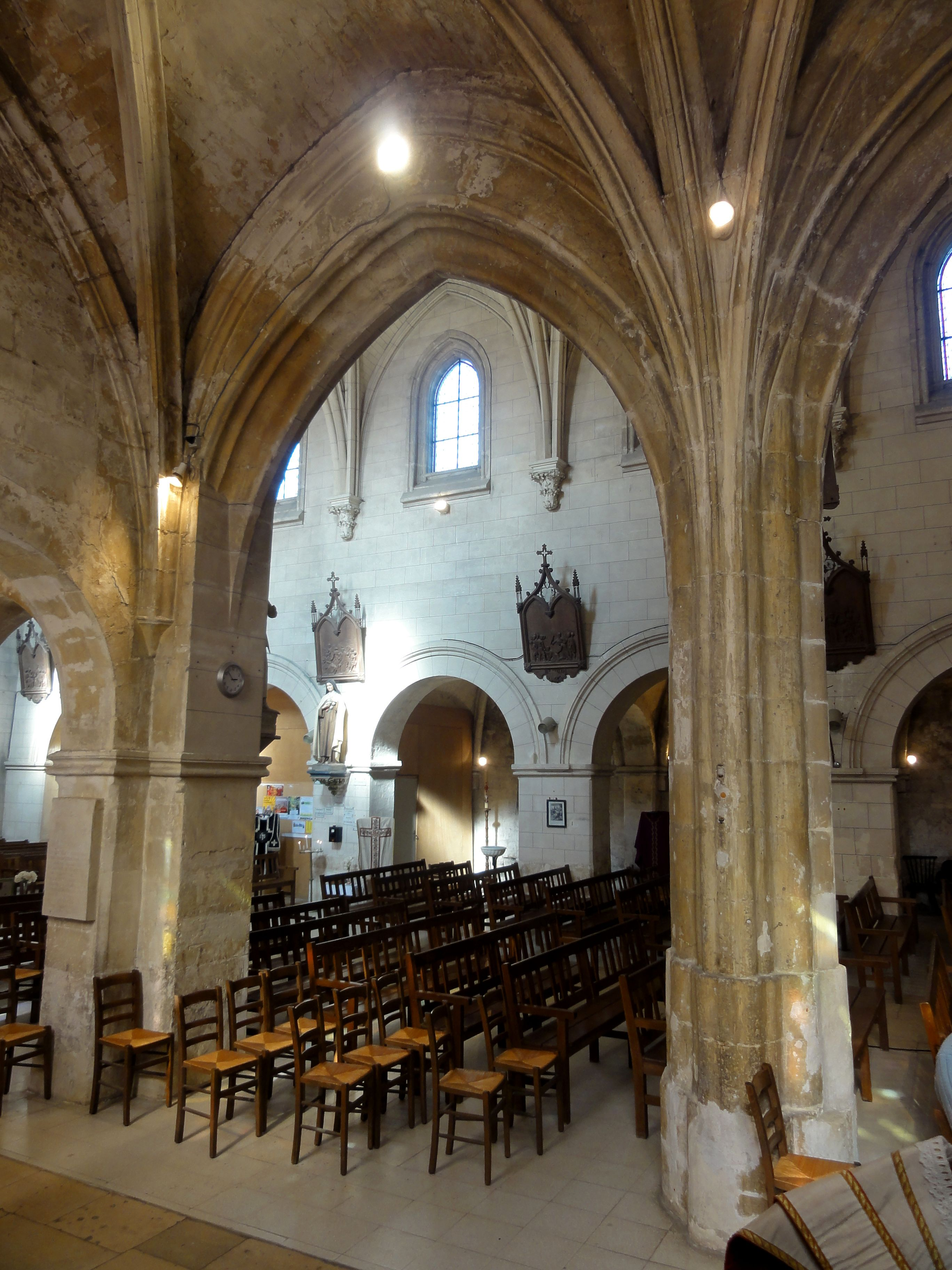
Chapelle sud, 1re travée, vue dans la nef.
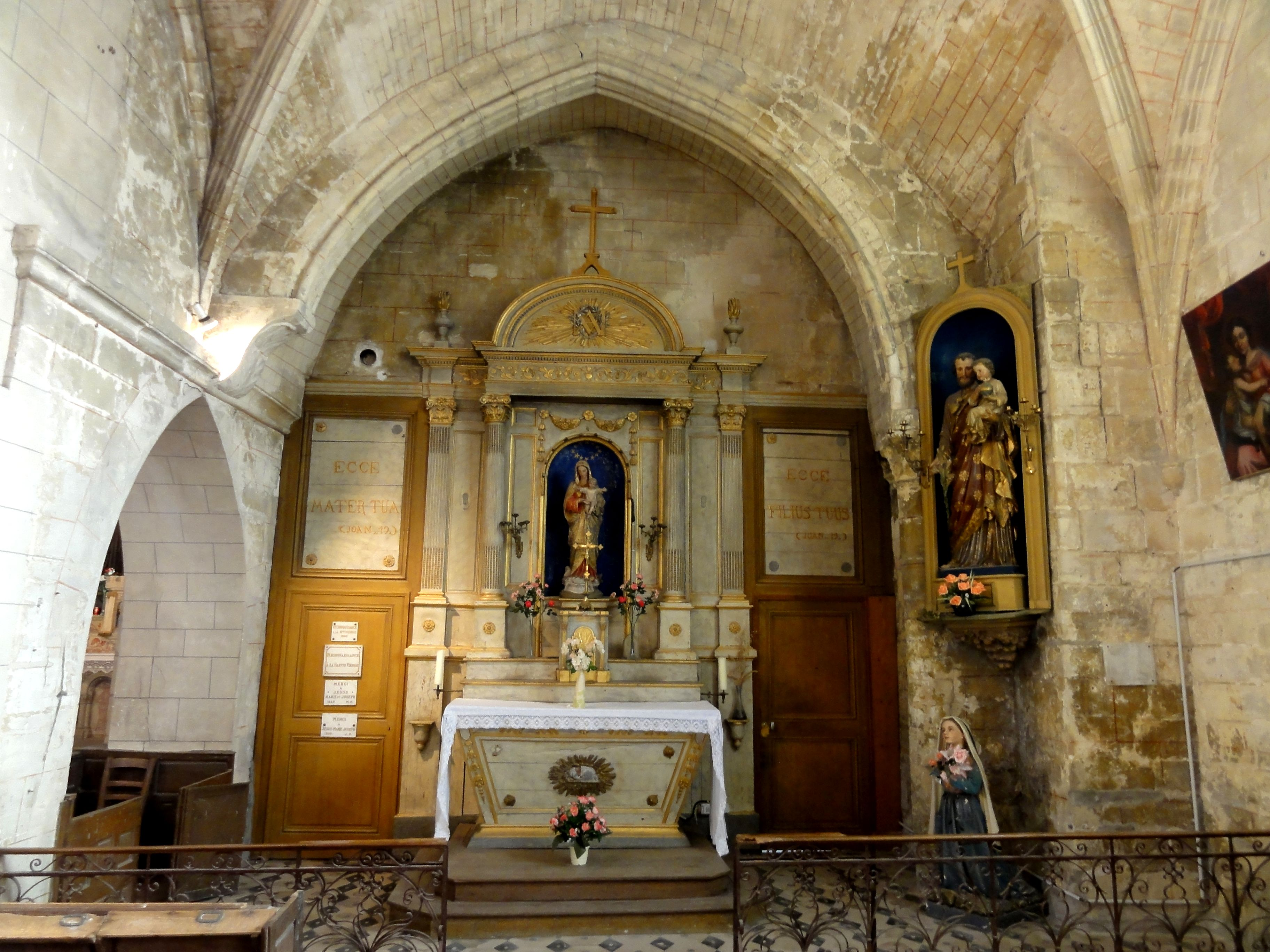
Travée Renaissance, vue vers l'est.
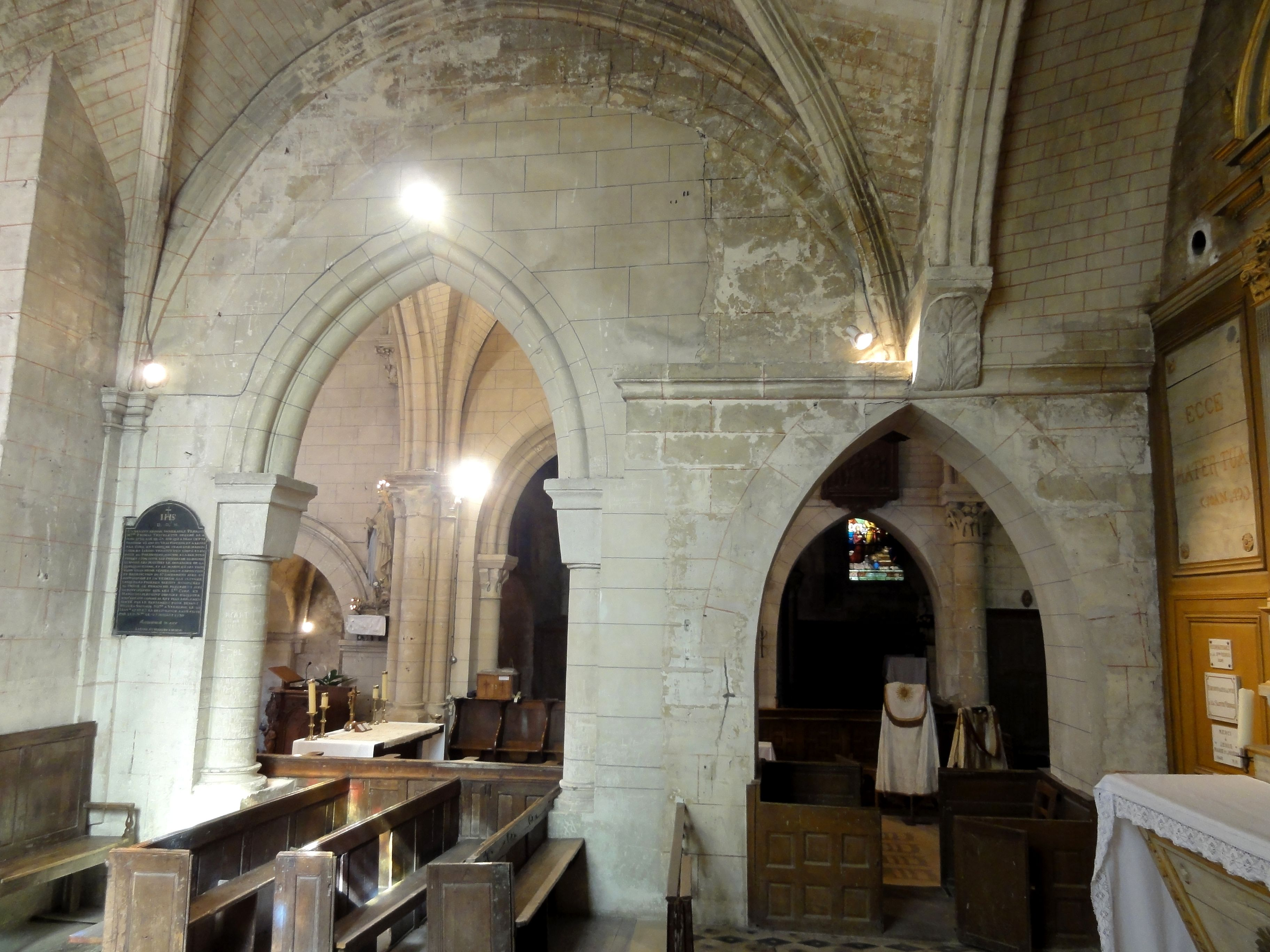
Travée Renaissance, vue vers le nord.

### Extérieur

#### Clocher

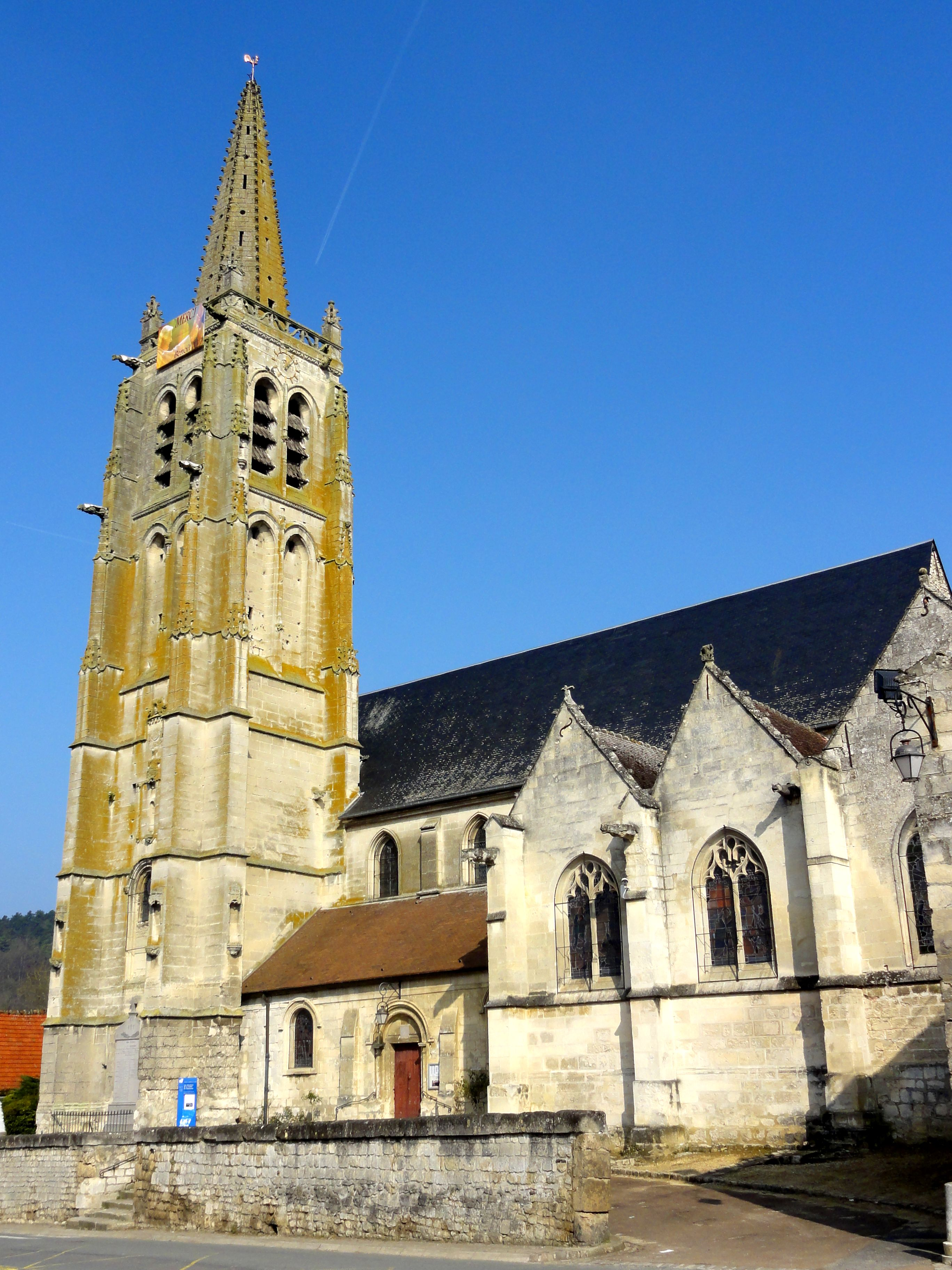
Vue depuis le sud-est.

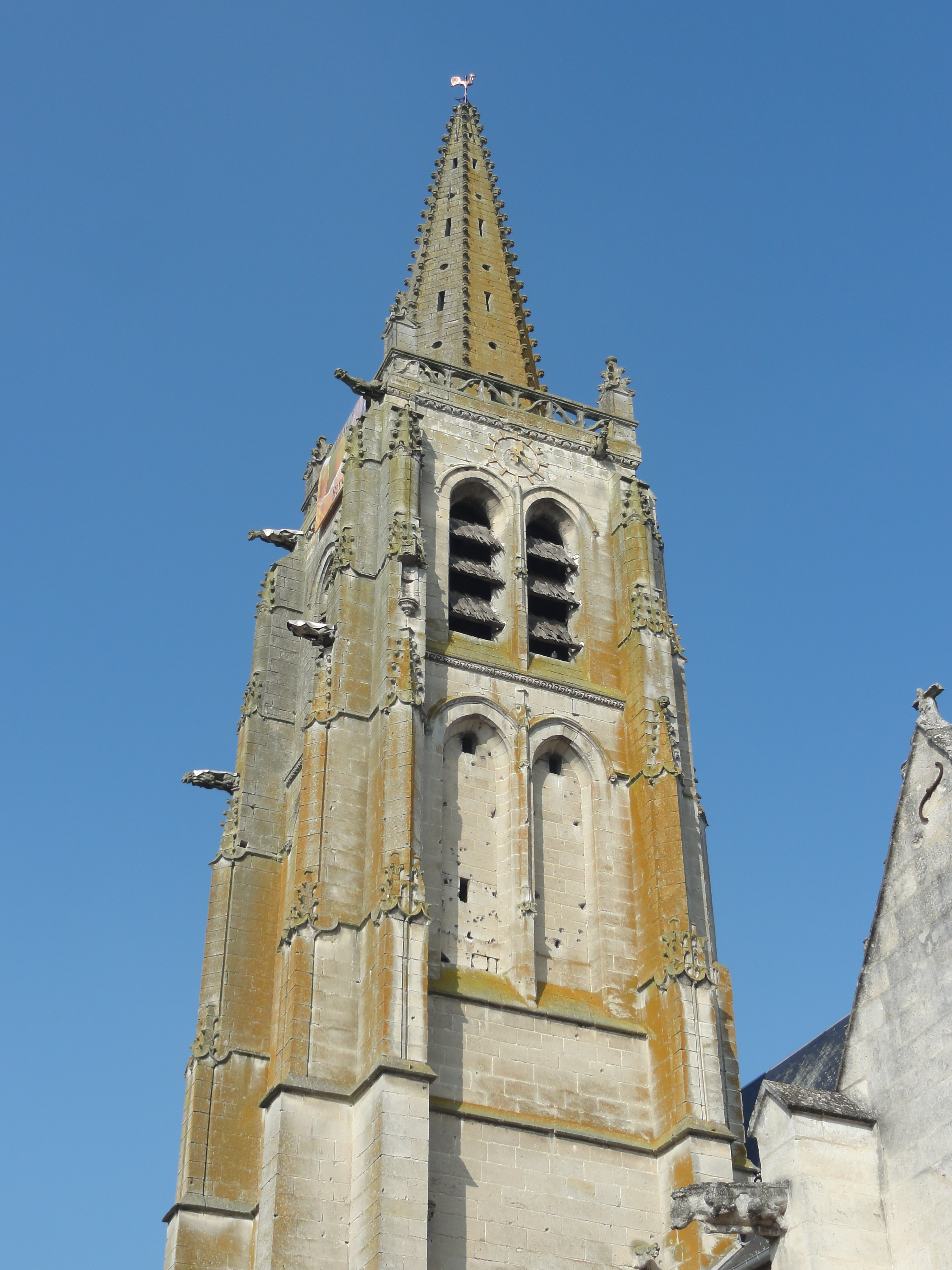
Vue rapprochée du clocher.

La silhouette de l'église est dominée par le clocher flamboyant, dont la hauteur de 48 m environ dépasse nettement la plupart des clochers des églises des bourgs et villages du Valois. C'est toutefois le clocher de Montagny-Sainte-Félicité qui détient le record, cumulant à 65 m au-dessus du niveau du sol. Le clocher de Béthisy-Saint-Pierre se compose d'une tour de 31,30 m et d'une flèche de 16,60 m. Sa particularité sont les deux étages de baies, car la plupart des clochers flamboyants de la région ne possèdent qu'un unique étage de beffroi. Mais les baies de l'étage inférieur sont bouchées et enlèvent de la légèreté à l'édifice. Le clocher est scandé horizontalement par trois glacis formant larmier jusqu'au début du premier étage de beffroi. Ces larmiers sont aussi présents sur les contreforts. Chaque angle est flanqué de deux contreforts orthogonaux strictement verticaux, qui sont agrémentés de niches à statues au niveau du rez-de-chaussée, puis sont ornés de quatre niveaux de pinacles plaqués au niveau des deux étages de beffroi. Par intermittence, les faces des contreforts deviennent biseautés, puis deviennent de nouveau plates moyennant des retraites permettant de donner plus de plasticité aux clochetons, pour enfin adopter une forme arrondie sur la dernière section avant le sommet. En bas du dernier étage, certains contreforts portent des gargouilles, et des gargouilles supplémentaires sont présents après l'amortissement des contreforts. Le rez-de-chaussée est un peu moins élevé que la nef, et la fenêtre entourée de moulures prismatiques et surmontée d'un bandeau retombant sur des mascarons est en plus grande partie bouchée. C'est sur l'assise située immédiatement sous le seuil de la fenêtre que l'on trouve une longue inscription en léger relief, qui fait appel à des caractères gothiques. Son texte est,,: 

« Jehan Brulé et Jehan Charpentier, masson, ont commencé ce présent clocher le troisième jour de l'an mil VC XX, fut fondé par Nicolas Boucher, vicaire de céans, Berteren Gontier, Chambrier de Béthisy, Regnault Boucher, E. Caron, P. Thomas, et autres paroissiens : priez pour eux. »

L'abbé Nicolas Boucher est le vicaire employé par le prieuré, qui conserve encore au moins un religieux, à savoir le chambrier, mais la présence du vicaire montre que les bénédictins ne s'occupent plus eux-mêmes du service paroissial. — L'étage intermédiaire presque aveugle comporte quelques petites gargouilles disséminées sans système, et un décor sculpté côté sud, destiné à encadrer une petite niche à statue toute simple, et un grand écusson à l'intersection avec le premier étage de baies. Les deux baies abat-son gémelées par face sont en arc brisé et séparées par un mince clocheton. Sinon, le décor se limite à des bandeaux biseautés retombant sur des mascarons, l'architecture flamboyante n'ayant pas mis en œuvre de vocabulaire ornemental pour les ouvertures des clochers, contrairement à l'architecture romane dans la région. Les deux étages de baies se terminent par un cordon d'oves, ce qui traduit l'influence de la Renaissance. Mais c'est une balustrade ajourée de motifs flamboyants qui délimité la plate-forme au sommet de la tour proprement dite. Un pinacle sur un haut socle carré marque chacun des angles. Au nord-ouest, le pinacle couronne la tourelle d'escalier cylindrique angulaire. La pyramide octogonale qui sert de flèche prend beaucoup de recul par rapport à la balustrade, et elle paraît à la fois trop basse et trop maigre par rapport à la tour, contrairement à la flèche de Montagny-Sainte-Félicité. Les arêtes sont garnies de crochets, et les faces sont percées d'oculi alternativement ronds et rectangulaires. Dans son ensemble, le clocher de Béthisy-Saint-Pierre se rapproche de ceux Venette, de Hautefontaine et surtout de Taillefontaine, qui est probablement une création du même architecte,,,.

#### Élévations latérales et chevet
Le portail méridional du bas-côté sud roman apparaît comme une œuvre composite. Son archivolte moulurée d'un tore et d'une gorge, et le bandeau supérieur d'une baguette, d'une gorge et d'un filet, qui forme en même temps imposte, sont les seuls éléments qui concordent avec la date du voûtement des bas-côtés, au début des années 1140. Le tympan, la porte rectangulaire et les deux colonnettes cannelées semblent indiquer, par leur absence de style, le XVIIe ou le XVIIIe siècle. Une plaque sur le tympan porte l'inscription : « Vivant Chrestien / Quy Par Icy Passé / Priez Dieu Pour les / Trespassés. Nous / Avons Etez comme / Vous et Vous Viendrez / Comme nous ». Des contreforts plats délimitent la travée du portail. Des fenêtres s'ouvrent à gauche et à droite du portail. Louis Graves doit commettre une confusion avec une autre église quand il parle de meurtrières, ce qui ne correspond plus avec les dimensions des fenêtres romanes au second quart du XIIe siècle, alors que les fenêtres en place sont compatibles avec la période romane tardive. L'on note qu'il n'y a pas de double ébrasement, et que les vitraux sont presque au même niveau que les murs. Les baies sont entourées de moulures et surmontées d'un bandeau, dont la partie inférieure présente un cordon d'un type habituellement pas présent dans la région : c'est un tore entaillé à de très brefs intervalles, évoquant une enfilade de bouchons de bouteille découpés. Les baies du bas-côté nord sont tout au contraire dépourvues de toute ornementation, et les contreforts y ont été renforcés. — Sur la chapelle flamboyante, l'on note les pignons sommés de fleurons, dont les rampants sont garnis de crochets et d'animaux fantastiques, ainsi que les trois grandes gargouilles, dont celle de droite n'est pas montée sur le contrefort, mais dans le mur. La travée Renaissance se distingue par son pignon non décoré, et le chaperon arrondi de son contrefort, avec une rosette de chapiteau corinthien en dessous.
La chapelle latérale sud du chœur et l'abside principale sont cachées, sans doute depuis les débuts, par le mur d'enceinte du prieuré. L'abside principale paraît comme annexe d'un bâtiment conventuel. Du fait que le chœur et la salle à l'étage de la chapelle Sainte-Geneviève soient couverts par un toit commun, l'aspect est celui d'une maison médiévale et non d'une église. Les murs de la chapelle latérale sont plus hauts que ceux de l'abside, et la première est à pans coupés alors que la seconde est en hémicycle. Les contreforts de la chapelle sont déjà saillants, et se terminent par un long glacis. L'abside du chœur possède encore des contreforts presque plats, avec une retraite à peine perceptible, et un court glacis au sommet. Ce ne sont pas encore les contreforts à ressauts de la première période gothique. Les fenêtres de la chapelle sont en cintre surbaissé et décorés d'un mince bandeau en forme de sourcil. Les fenêtres de l'abside principale sont en plein cintre et surmontées d'un large bandeau aplati, qui se poursuit au niveau des impostes. La fenêtre d'axe du chevet a vraisemblablement été agrandie, car elle interrompt la corniche. Elle est, d'après Louis Graves, formée d'un boudin et de feuilles séparées par des monstres. Une photo de détail prise par Philippe Bonnet-Laborderie montre que les feuilles sont en réalité des tiges nouées deux par deux, à fort relief, comme sur de nombreux chapiteaux romans, par exemple dans le pseudo-déambulatoire de Morienval. Ce type de motif est rare pour les corniches, et n'est pas non plus présent à l'intérieur de l'église. La chapelle est pourvue d'une corniche de modillons sculptés en masques, tout à fait conventionnelle,.
Pour venir à la salle du prieuré, elle présente côté est deux étroites fenêtres gémelées à têtes trilobées, aujourd'hui bouchées. Ce sont des fenêtres caractéristiques des bâtiments à vocation résidentielle à la période gothique. Côté ouest, visible depuis le cimetière, existe une fenêtre cantonnée de deux colonnettes à chapiteaux, qui supportent une double archivolte torique. C'est, pour ainsi dire, la moitié du décor du portail occidental sous le porche, qui date de la même époque (premier quart XIIe siècle). Cette fenêtre est plus grande que celles de la chapelle en dessous. Elle a été réduite dans un premier temps dans une fenêtre en anse de panier, puis presque complètement bouchée. La salle à l'étage est, selon Dominique Vermand, « partiellement conservée » et laissé à l'abandon depuis si longtemps qu'aucun auteur n'en a publié la moindre description.

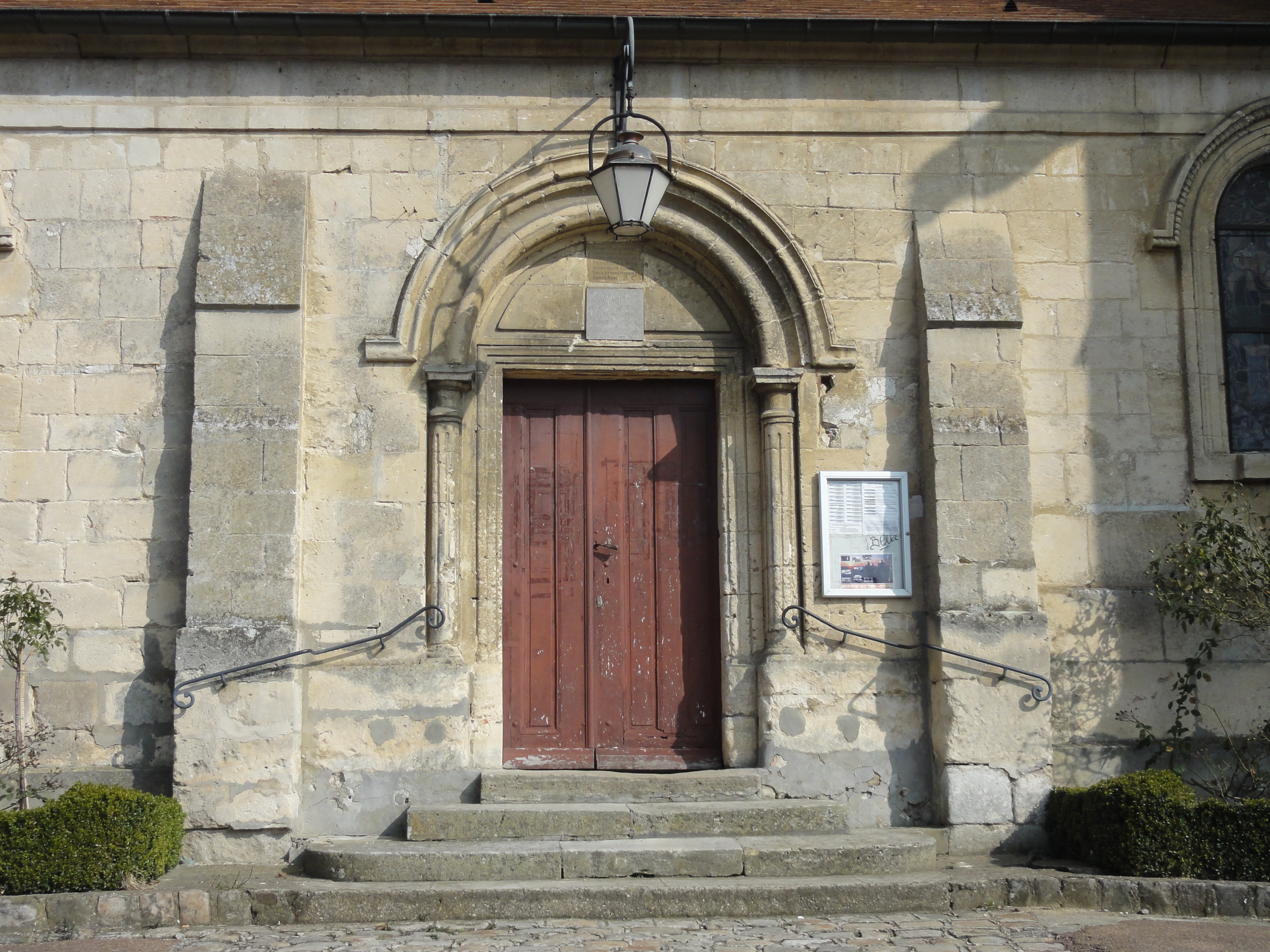
Portail méridional, dont seule l'archivolte est romane.
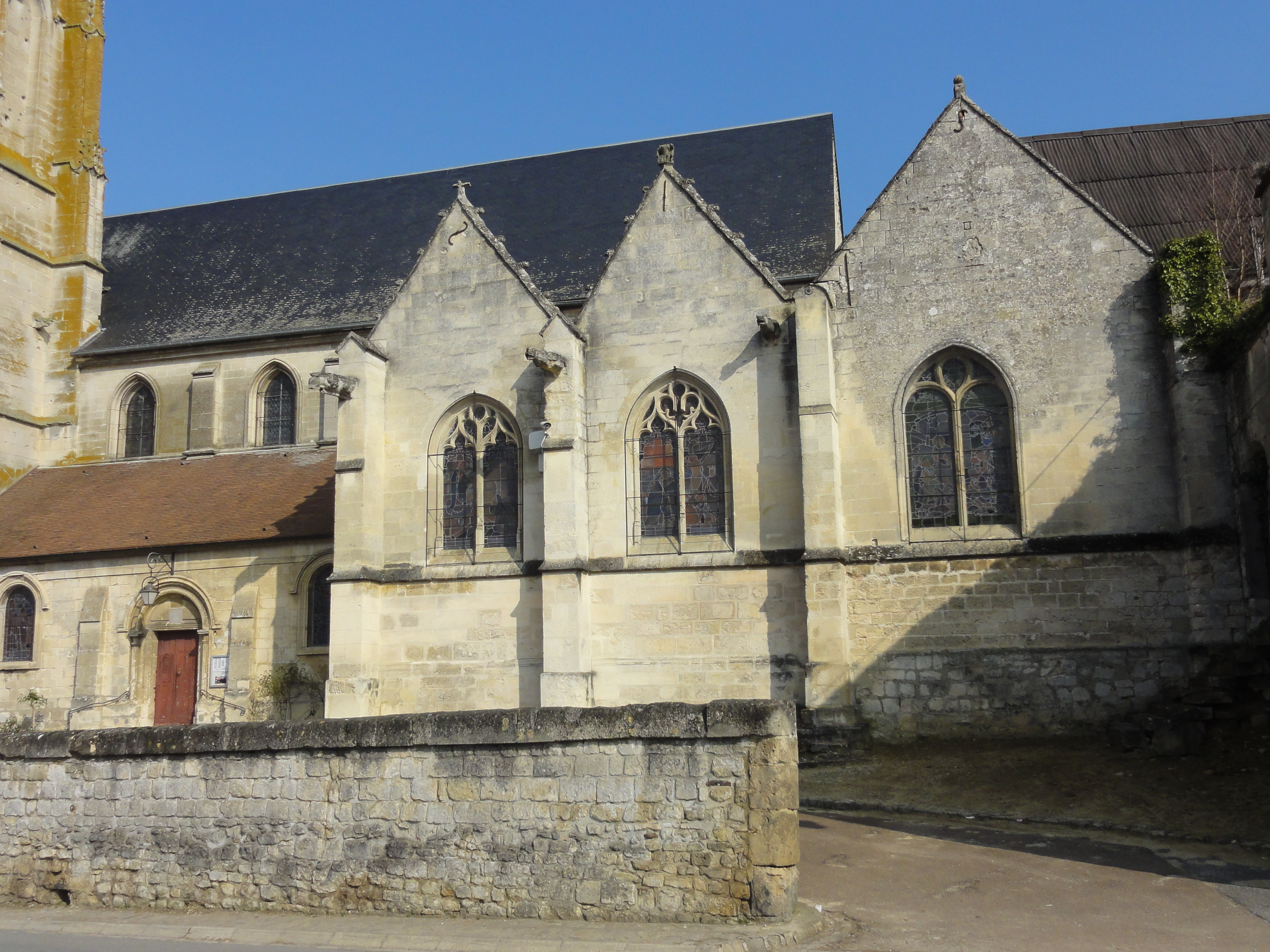
Bas-côté sud et chapelles du XVIe siècle.
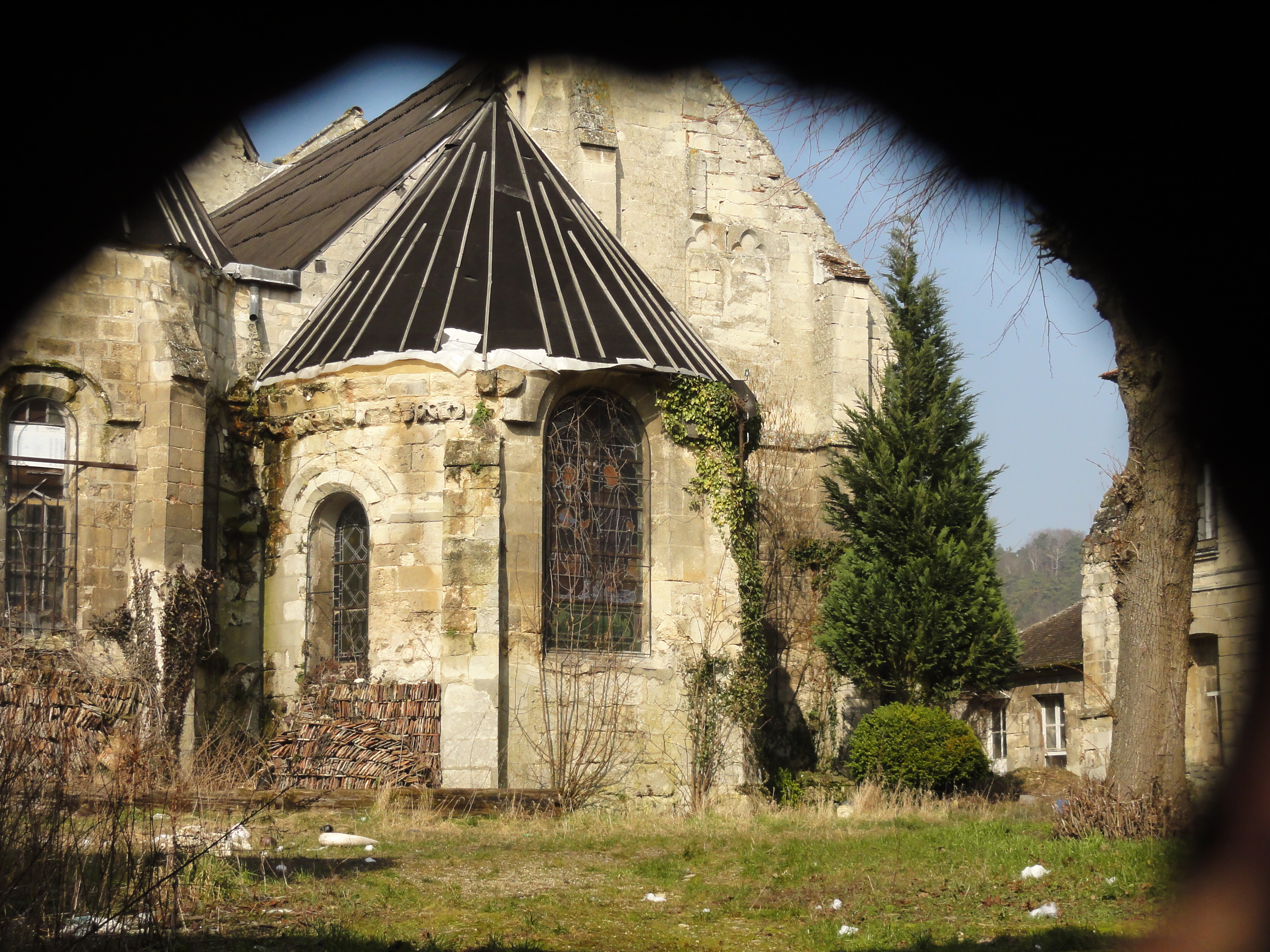
Vue sur le chevet ; au centre, l'abside du chœur.
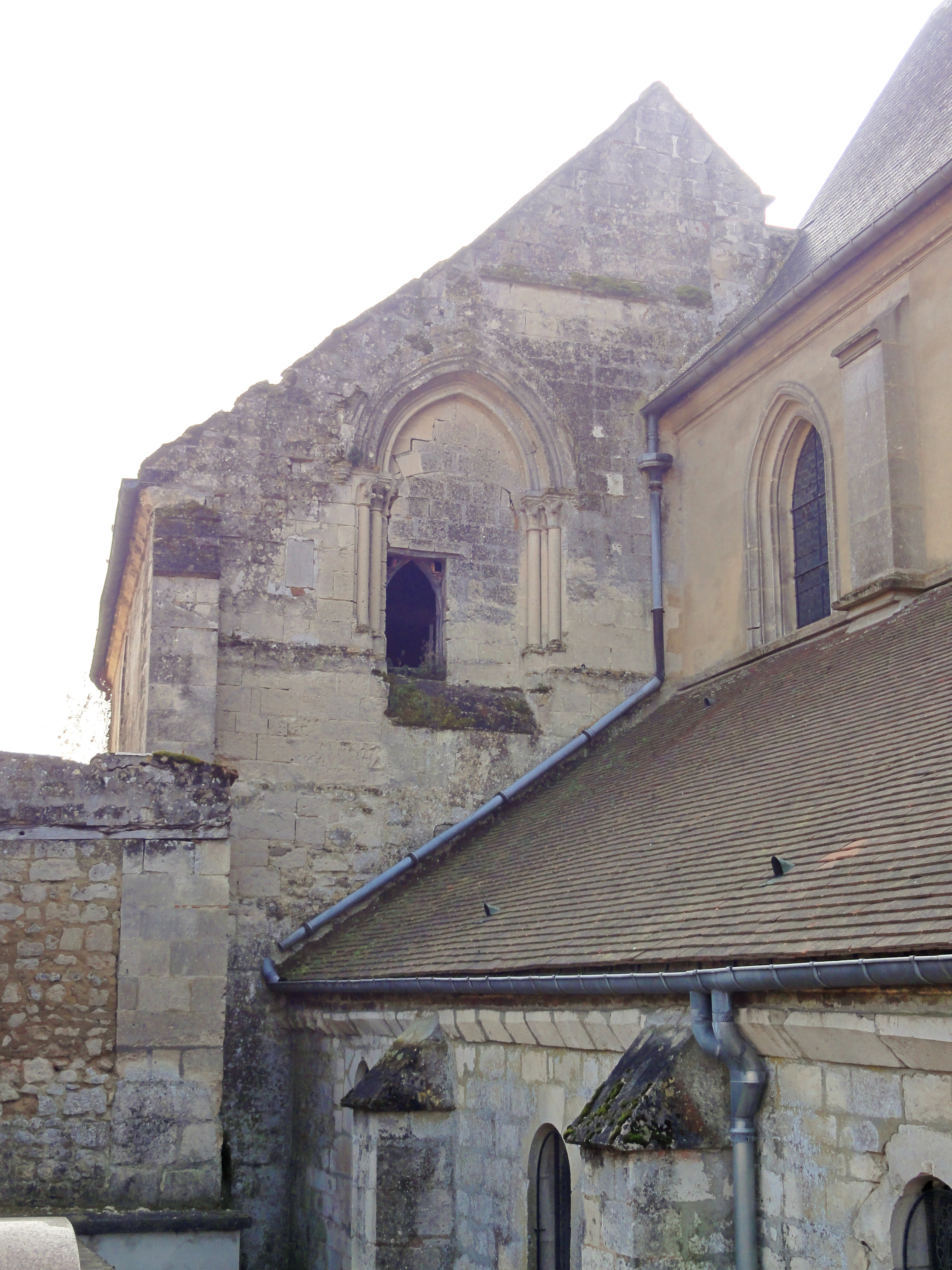
Salle à l'étage de la chapelle nord, vue depuis l'ouest.
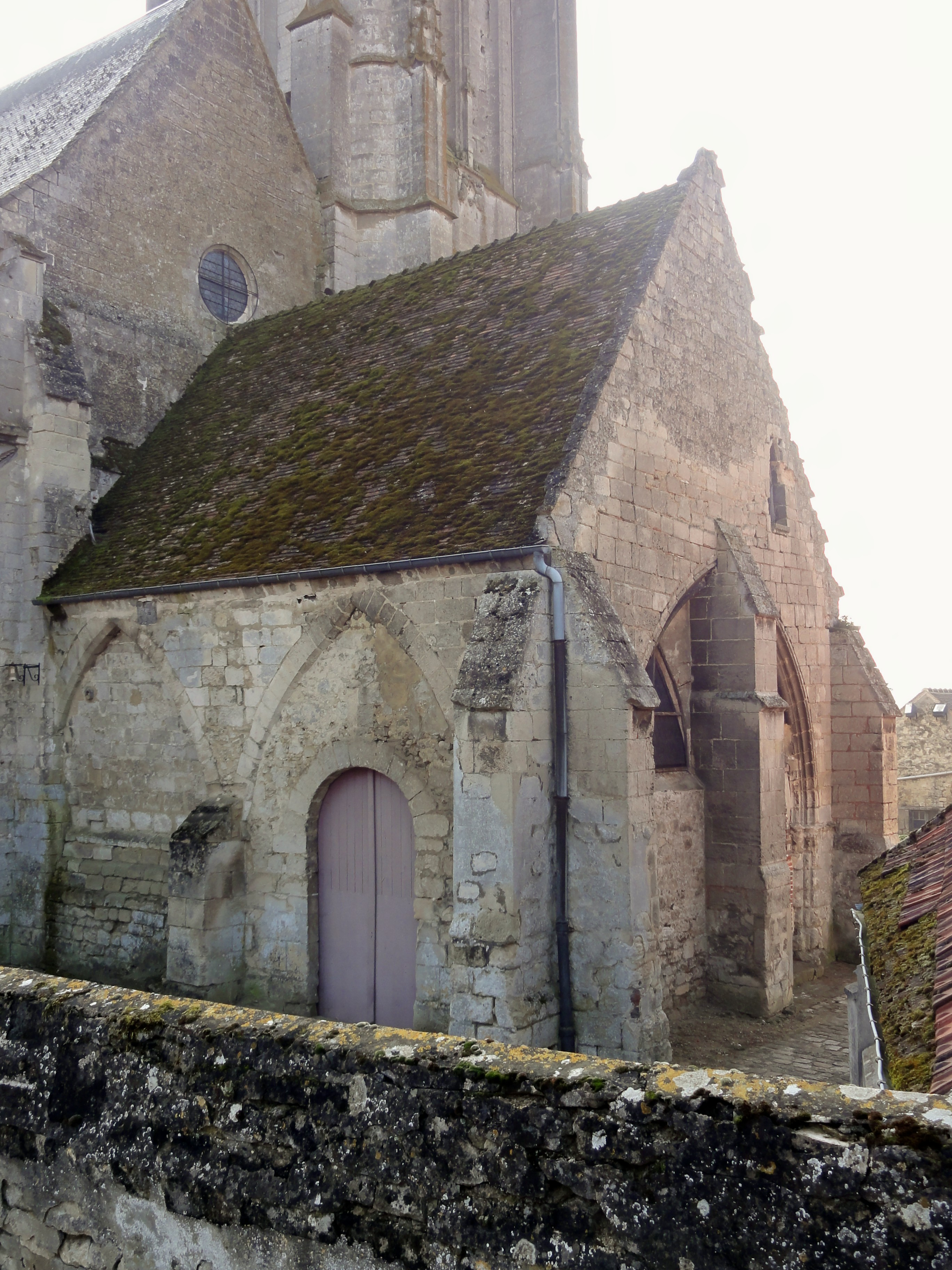
Porche du XIVe siècle, vue depuis le nord-ouest.

## Mobilier

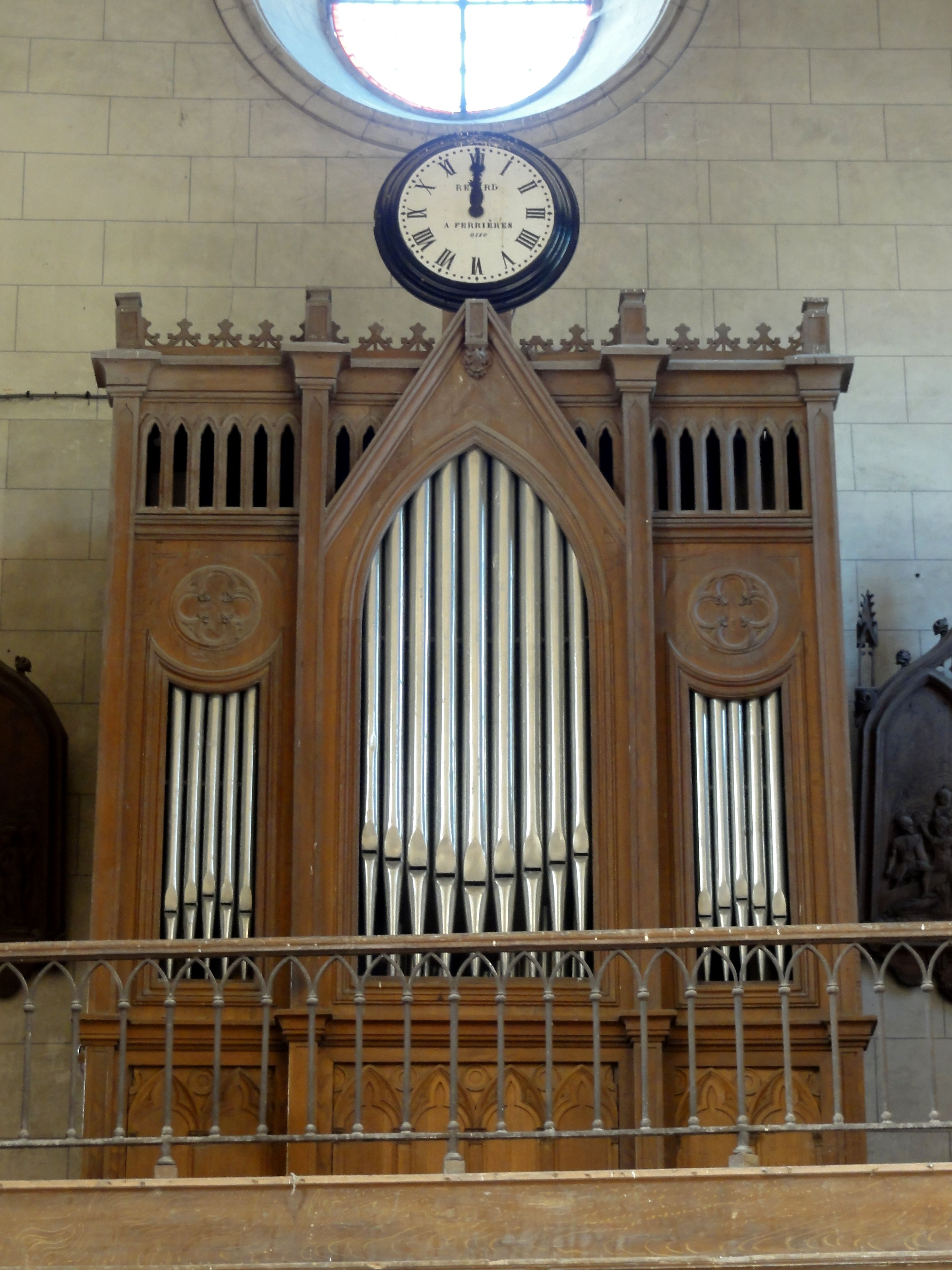
Orgue de tribune.

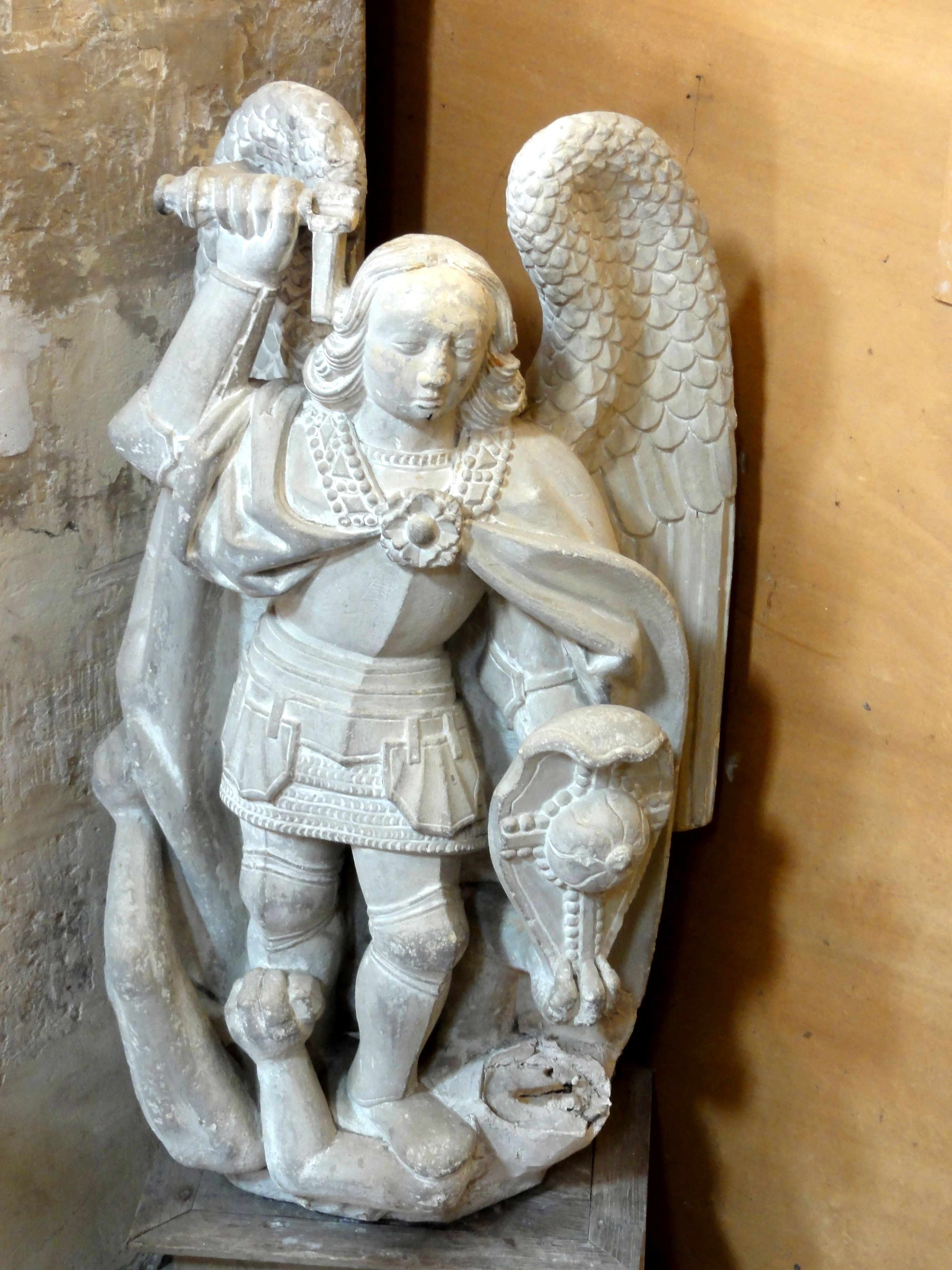
Saint Michel terrassant le dragon.

L'église renferme quatre éléments de mobilier classés monument historique au titre objet, auxquels il convient d'ajouter l'inscription en bas-relief sur deux contreforts du clocher, curieusement classée au titre objet avant le classement de l'église, alors que la catégorie « objet » est incongrue. L'inscription en caractères gothiques mentionne les noms de J. Berle et de J. Charpentier, les deux maître-maçons chargés de la construction du clocher, ainsi que la date du début des travaux, 1520.

### L'orgue de tribune
L'orgue de tribune de 1857 est le seul orgue construit par Antoine Sauvage conservé en dehors de la Moselle. Elle a été livrée à l'église Saint-Jacques de Compiègne où elle a servi d'orgue de chœur. La paroisse de Béthisy-Saint-Pierre l'a racheté en 1876. La console, en fenêtre latérale, comporte un seul clavier manuel (5 jeux) et un pédalier à l'allemande. Le buffet d'orgue de style néogothique en bois de chêne est lui aussi classé.

### Statue de Saint-Michel
Un groupe sculpté en pierre calcaire représentant saint Michel terrassant le démon est visible au nord de la nef, face à l'entrée. Il est haut de 98 cm et date du XVIe siècle. Il manquent l'extrémité des ailes, la lame de l'épée, la tête du dragon, et l'on constate d'ancien ragréages au plâtre.

### Les fonts baptismaux
Les fonts baptismaux du XVe siècle, sous la forme d'une cuve baptismale à infusion, se trouvent dans la première travée du bas-côté nord (fermée pour travaux). Le couvercle en bois est moderne. La cuve octogonale en marbre rouge est garni de grands écussons vierges en marbre noir, et arbore une grande clef et une bêche en haut-relief sur une face. Le socle également octogonal est aussi en marbre rouge, et cantonnée de quatre colonnes octogonales en marbre noir. La pierre est en partie fendue. À l'intérieur, la cuve est garnie de maçonnerie et carrelée.
- Un lambris de revêtement en bois de chêne garnit les murs de la seconde travée droite du chœur et de l'abside. Il est haut de 205 cm, et présente au registre inférieur des plis en serviette, et au registre supérieur des remplages flamboyants mêlés à des motifs floraux. Les caractéristiques du décor permettent une datation pour le début du XVIe siècle[21].

### Autres éléments du mobilier
D'autres éléments du mobilier méritent l'attention :
- Une statue de la Vierge à l'Enfant dans la niche du retable de la Vierge, devant le mur de la sacristie ;
- La dalle funéraire de Jehan Carlier, procureur du roi à Béthisy et Verberie, mort le 13 août 1604. Eugène Müller a déchiffré la « versification prétentieuse et alambiquée » en caractères gothiques, inspiré par le livre des Psaumes (111, 3) ; viennent ensuite un extrait du livre des Proverbes (3), et de l'Évangile selon Jean[22].
- Une dalle funéraire qui montre un Christ en croix, accompagné de saint Pierre (à droite) et de Saint Nicolas à gauche, reconnaissable par le baquet contenant trois petits enfants, qu'il a ressuscité. D'après Louis Graves, il y avait une chapelle dédiée à saint Nicolas dans l'église[7]. Devant saint Nicolas représenté en habit d'évêque, s'agenouille le défunt, qui s'assure de la protection des deux saints et dresse son regard vers le Seigneur.
- La plaque de fondation de Messire Thomas Testelette, mort le 19 juin 1730 à l'âge de soixante-deux ans, en marbre noir. Il a été vicaire perpétuel de la paroisse pendant vingt-six ans, et lègue à la cure et fabrique une maison avec cour et jardin, attenant au presbytère. En contrepartie, les dispositions testamentaires exigent des prières et des messes à des dates définies, et selon les volontés du défunt.
- Une petite chaire néogothique entourée de statuettes des quatre Évangélistes.
- Un confessionnal de style baroque et des bancs de fidèles anciens.
- La statue de saint Fiacre en bois polychrome et datant du XVIIe siècle a été déposée au musée de l'Archerie et du Valois à Crépy-en-Valois, mais reste la propriété de la commune.

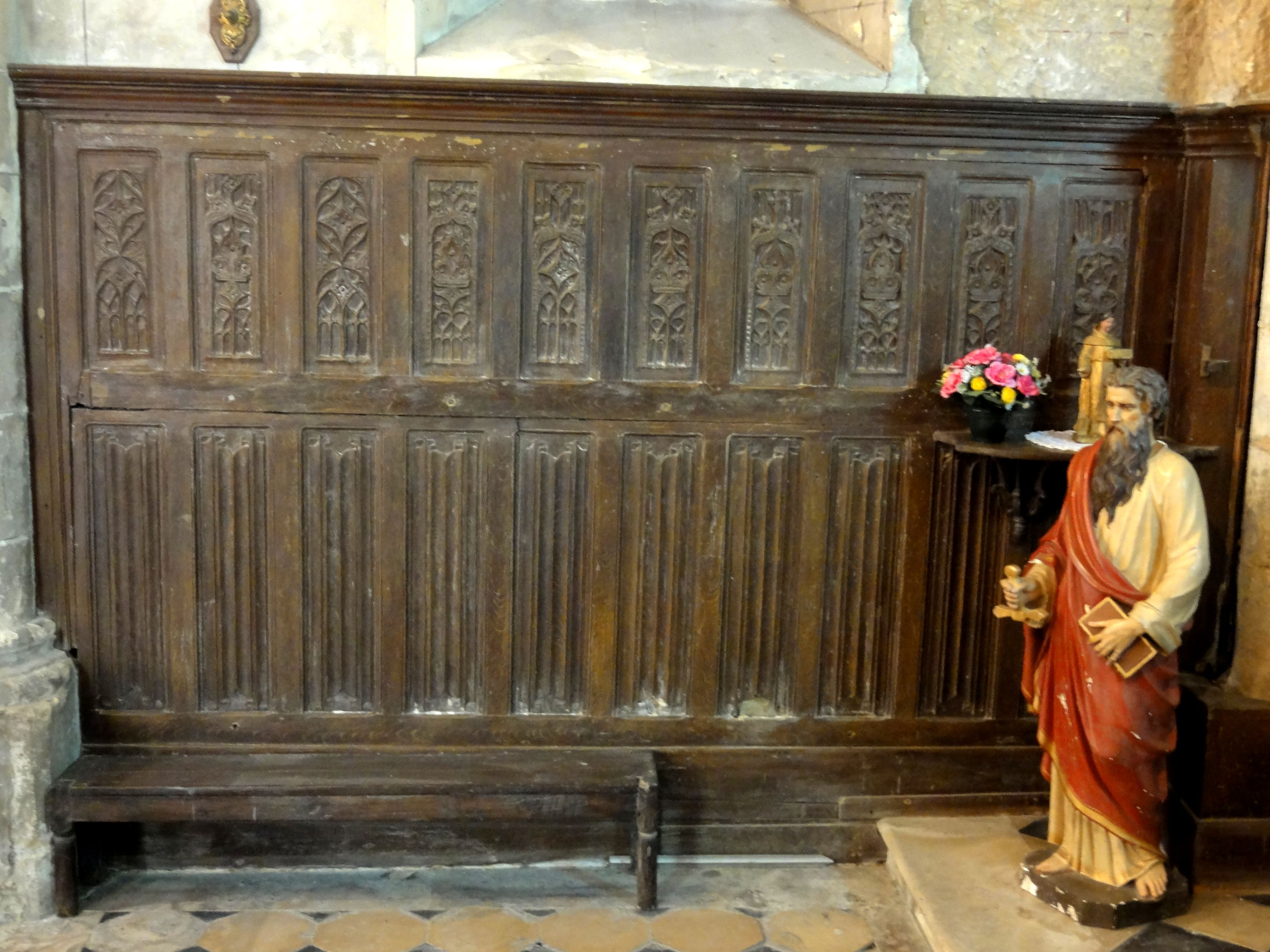
Lambris du chœur.
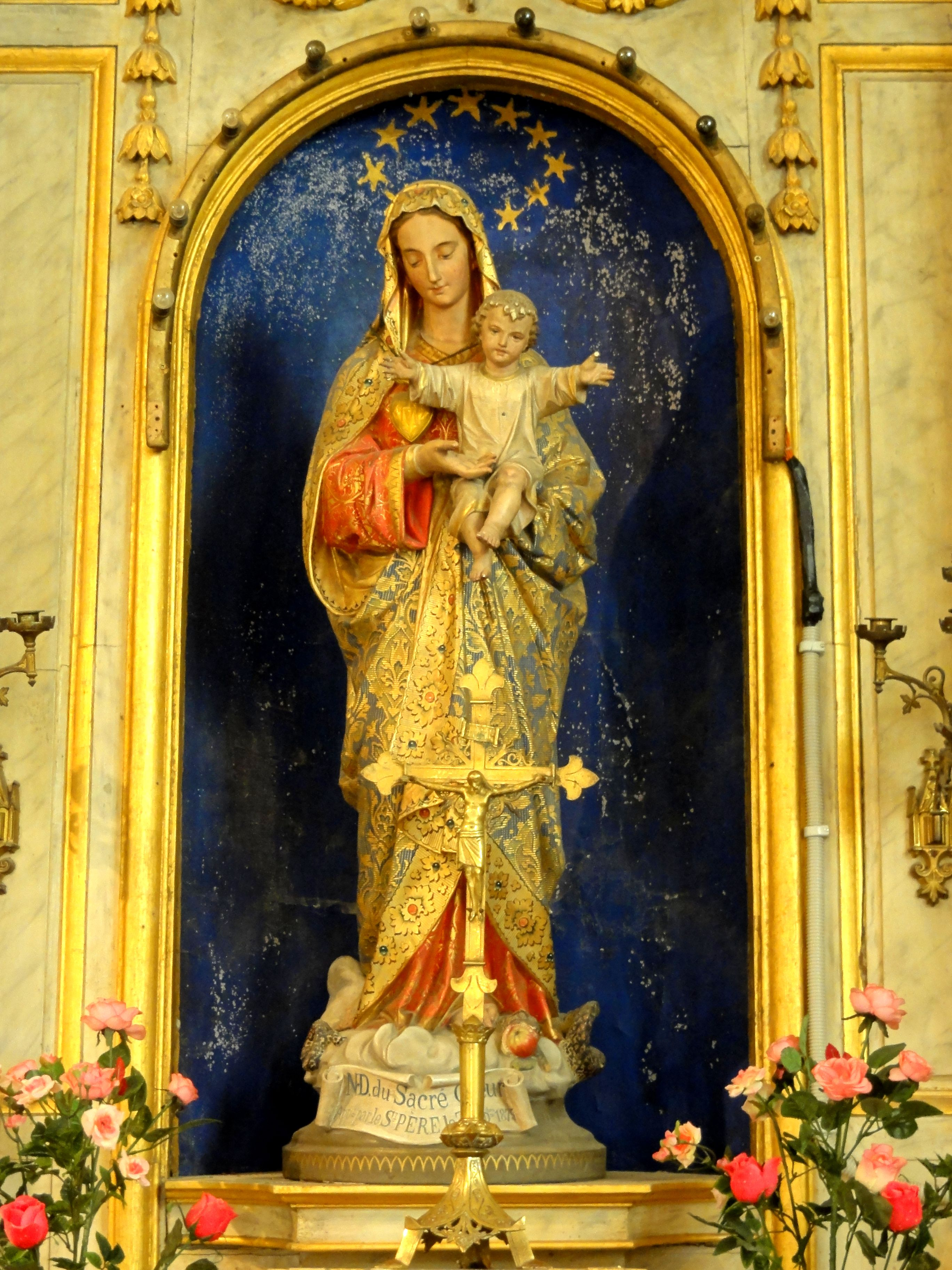
Vierge à l'Enfant.
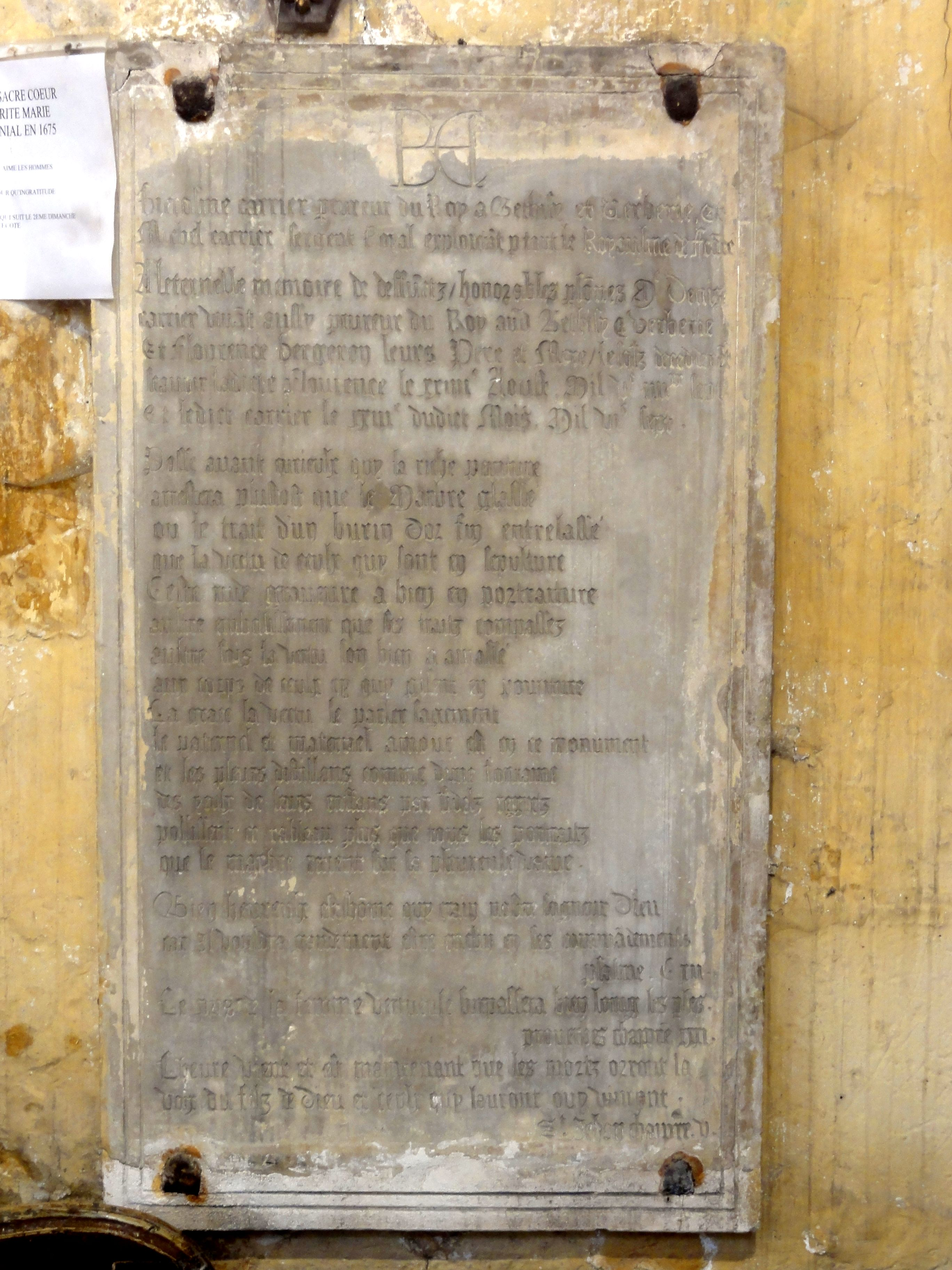
Dalle funéraire du procureur Jehan Carlier.
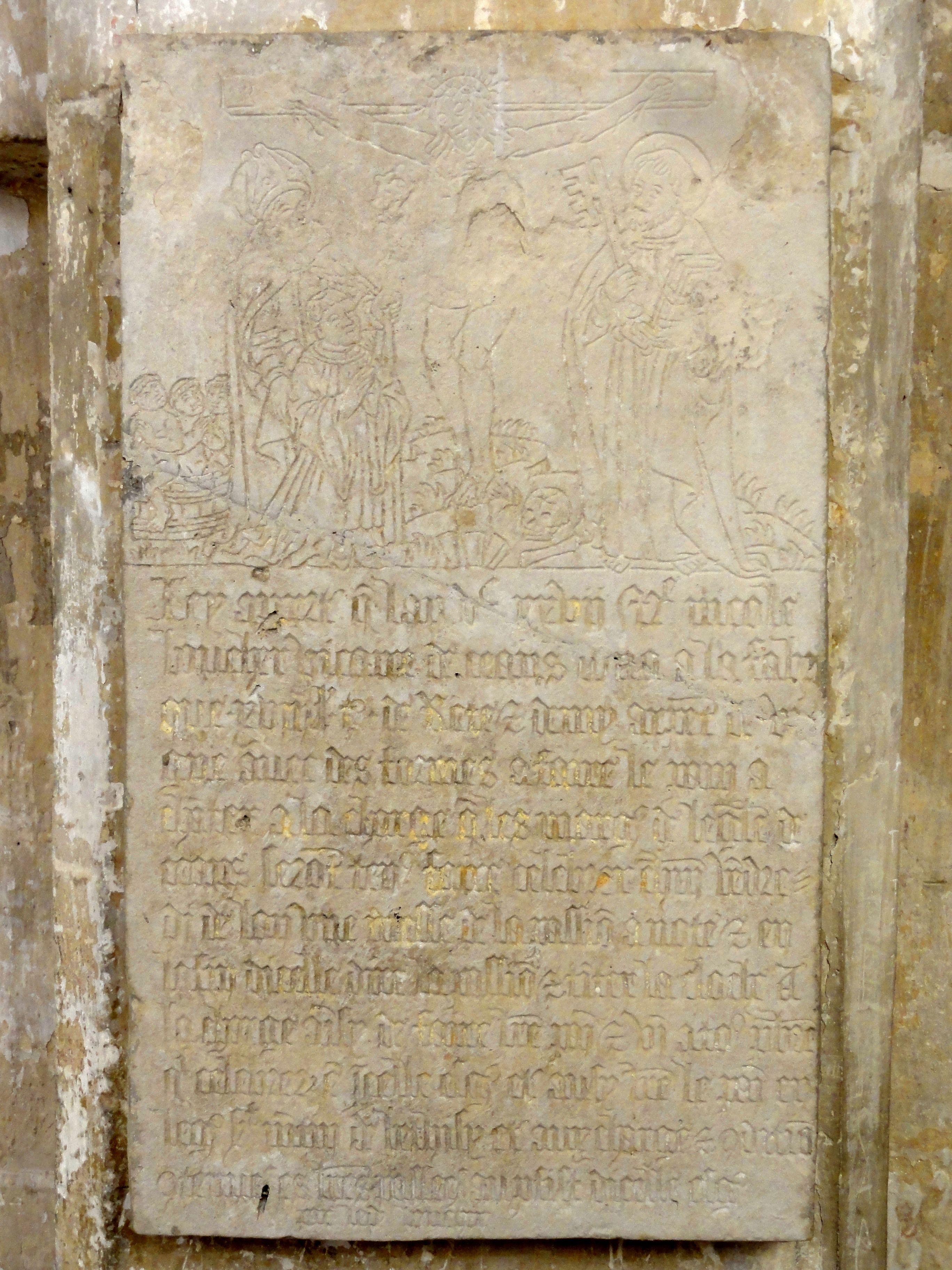
Dalle funéraire avec Christ en croix, S-Nicolas et St-Pierre.
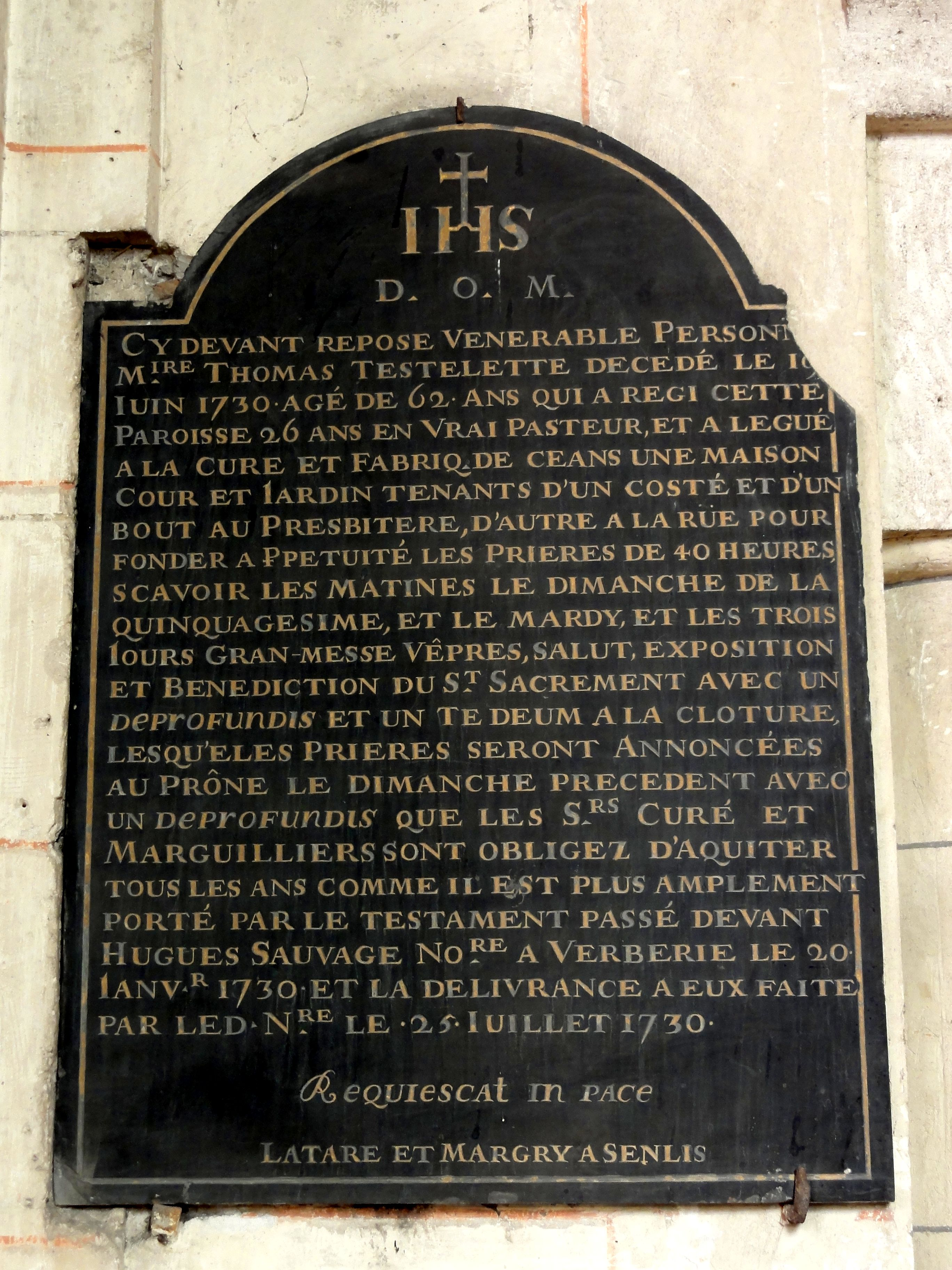
Plaque de fondation du vicaire Thomas Testelette.
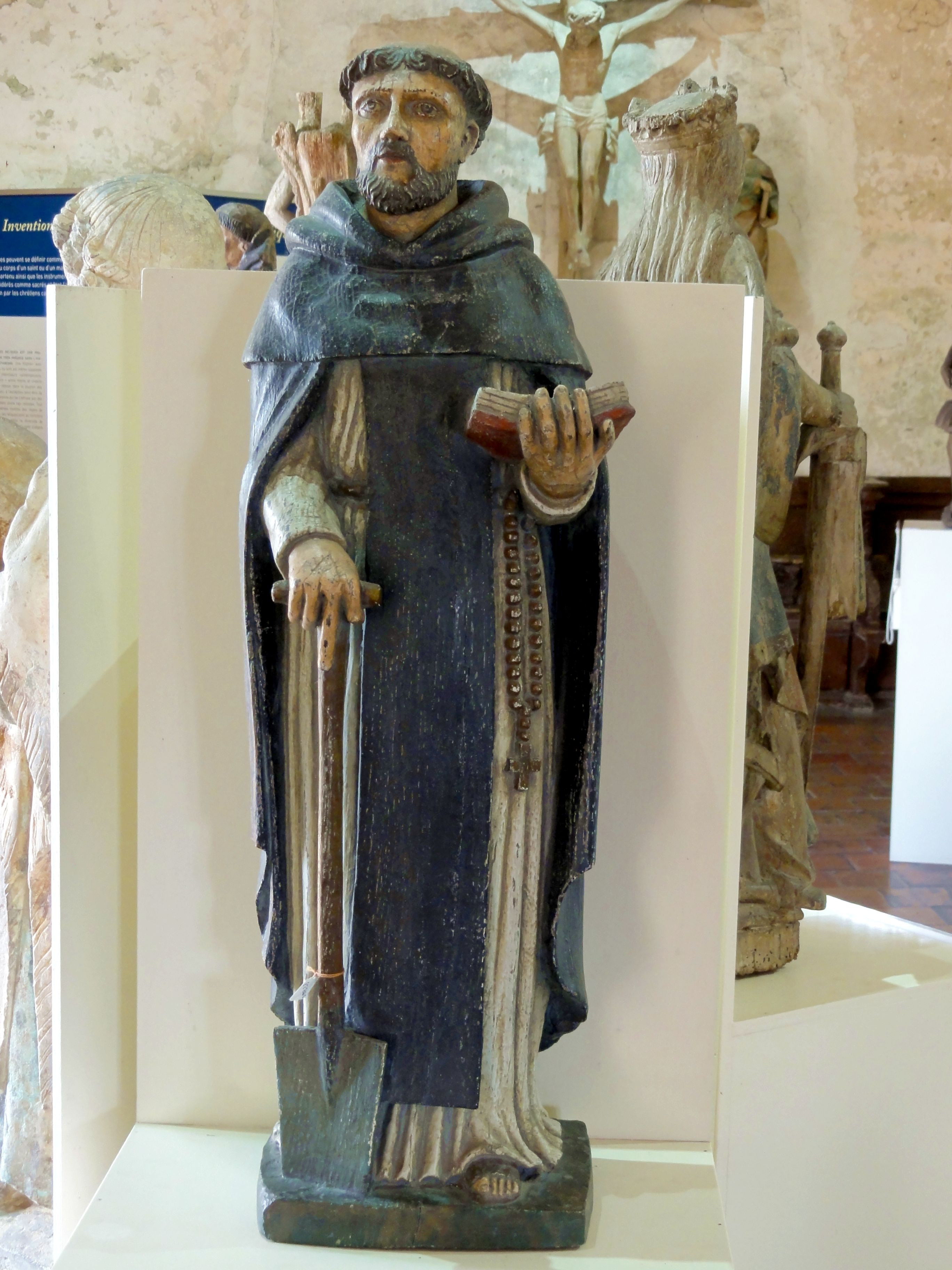
Statue de saint Fiacre.